# Архітектура Фінляндії
Архітектура Фінляндії — історія архітектури краю за декілька століть розвитку.

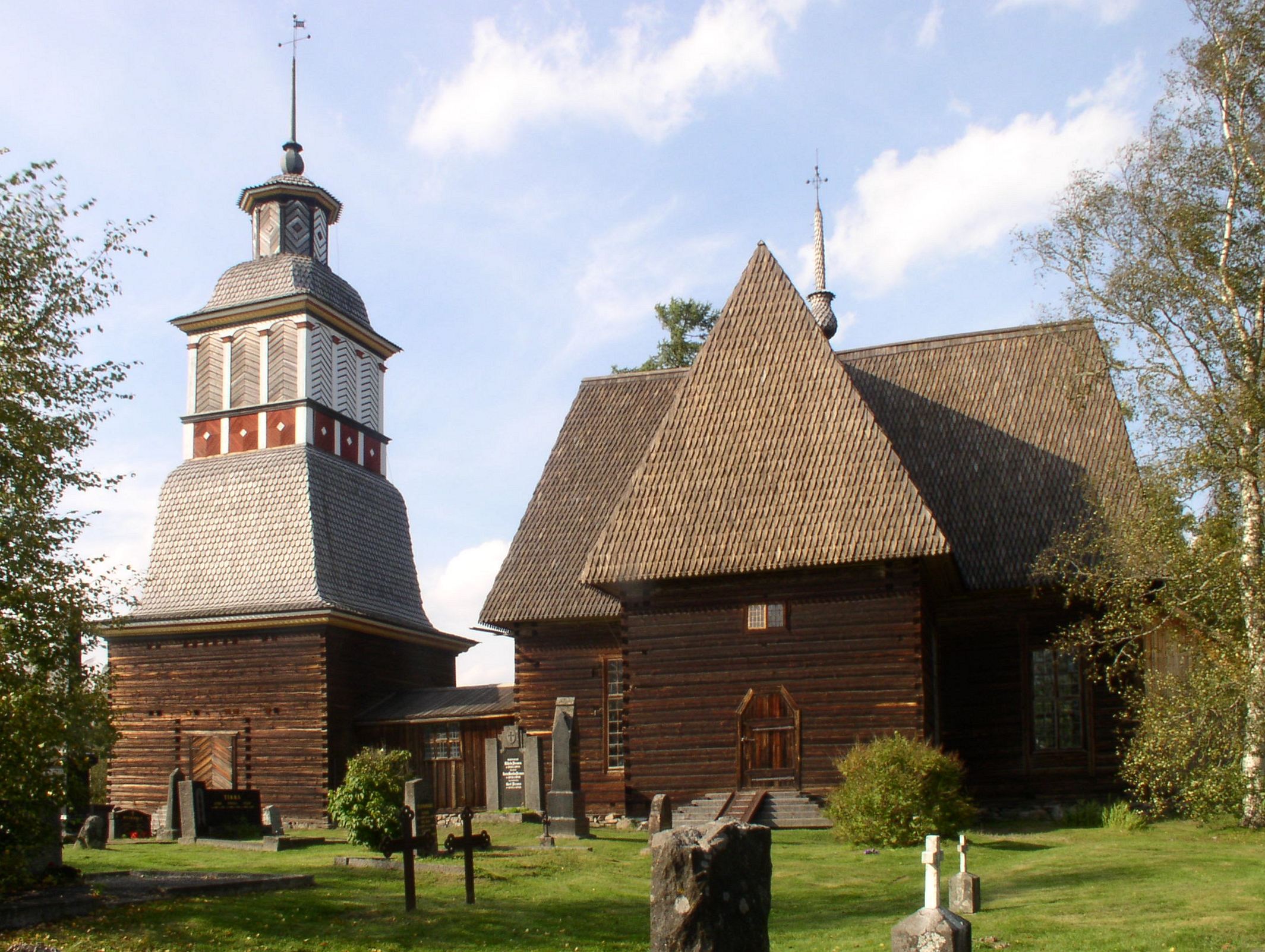
Так звана Стара Церква, Петайявесі, 1764 р.
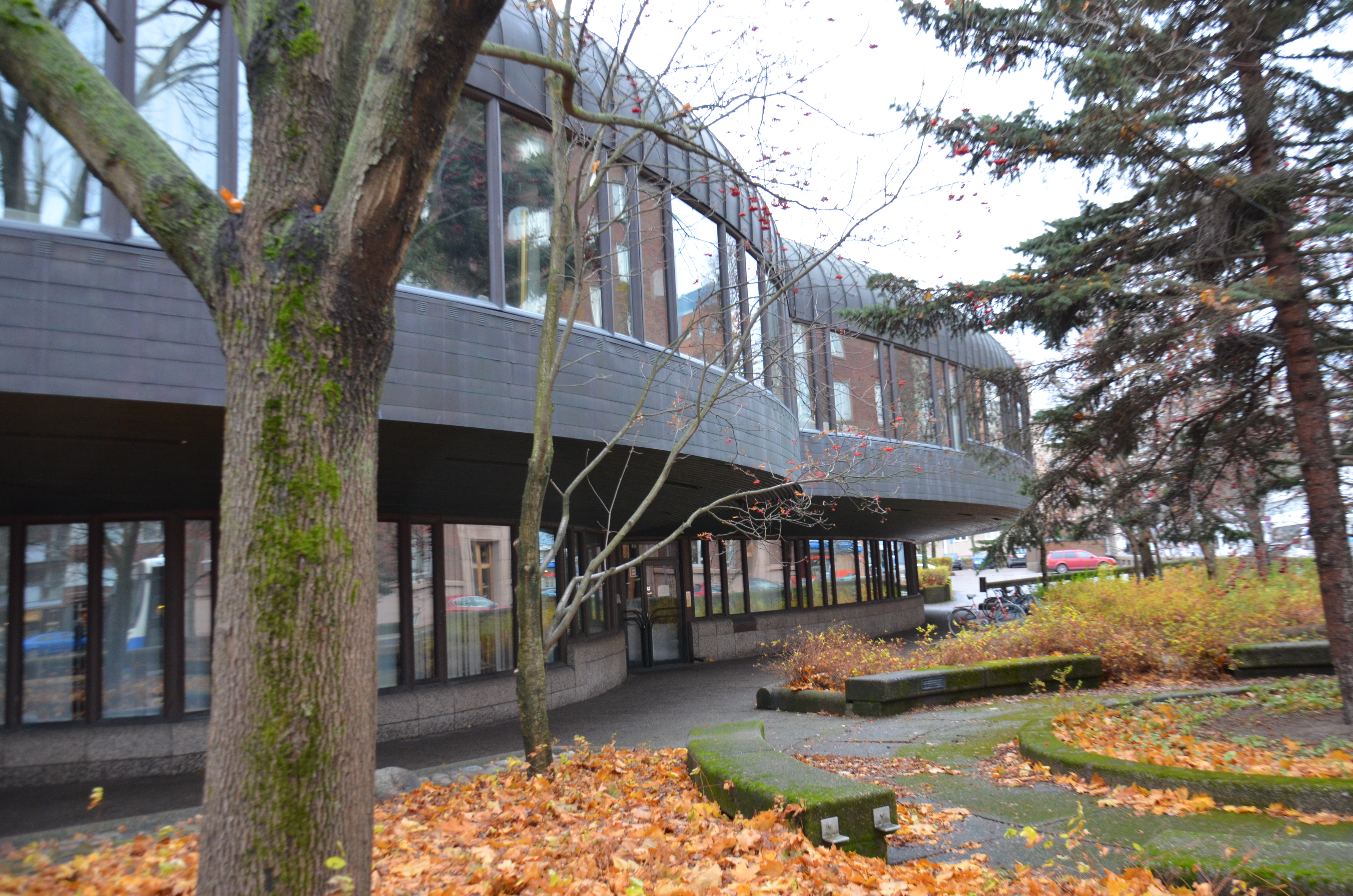
Архітектор Рейма Пієтіля. Бібліотека Менсо, Тампере, 1986 р.

## Дерев'яна народна архітектура

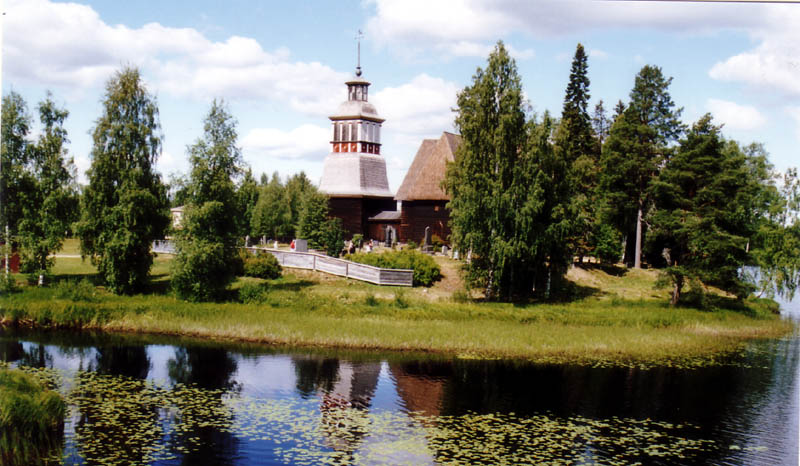
Стара церква в Патайявесі, 1763 р. в природному оточенні

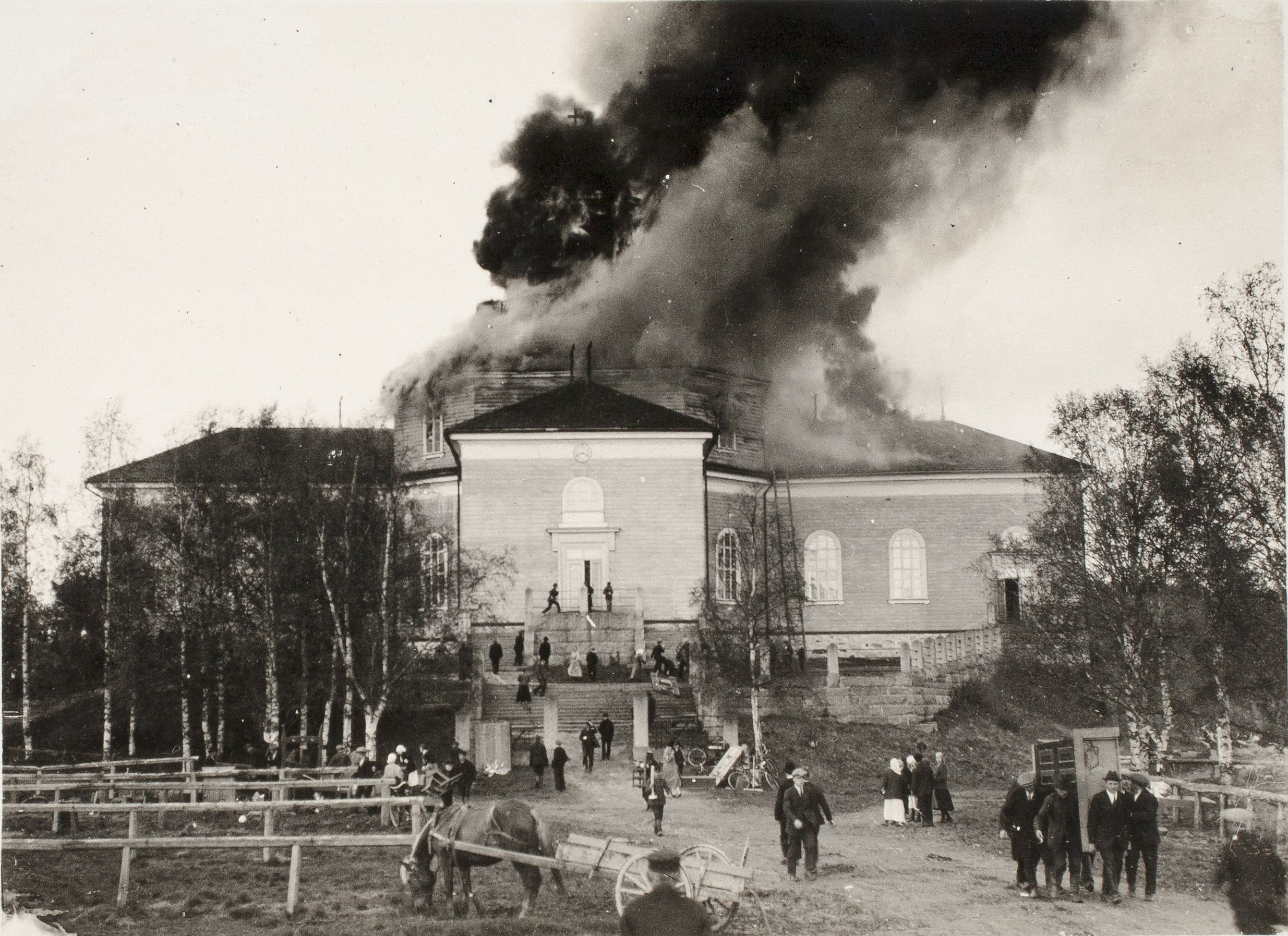
Ямса, Стара церква, пожежа 1925 року.

Суттєвий вплив на архітектурну практику в Фінляндії мали декілька природних на суспільних факторів. Серед них — підкорення краю сусідньою Швецією від 1249 року, її культурні впливи, наближеність до півночі, хвойні ліси тощо. Логічно, що тривалий час розповсюдженим будівельним матеріалом у Фінлянді була місцева деревина. Зразків старовинної дерев'яної архітектури в краї збережено мало, цьому перешкоджали часті пожежі і відсутність уяви про їх культурну вартість. Наявність природних покладів граніту не дуже сприяла розповсюдженню кам'яної архітектури, позаяк його обробка була століттями з одного боку трудомісткою, з другого — не дозволяла відтворювати тонкі й складні орнаменти, як то дозволяла деревина. Використання цегли було надто обмеженим до 19 ст.
Декілька воєн Росії зі Швецією протягом 18 ст., що точилися на територіях Фінляндії, не сприяли ні широкому будівництву, ні збереженню дерев'яної архітектури, ні розповсюдженню барокової стилістики. Війни закінчилися примусовим приєднанням Фінляндії до Російської імперії 1809 року, де була зовсім інша будівельна традиція, інша релігія (православ'я), а російська культура була надто наближена до феодалізму. Розпочався примусовий влив цих факторів на будівельну практику в приєднаному краї.
Природні умови диктували використання високих дахів для швидкого видалення дощової води та снігу. Це стало одною з особливостей місцевої народної архітектури. Розповсюдження кам'яної архітектури в 19 ст. не скасовувало широкого використання місцевої деревини, а дерев'яна архітектура Фінляндії набула рис загальноєвропейських історичних стилів (еклектика). Лише поява прошарку фінських фахових архітекторів навернула їх до вивчення місцевої архітектури та спробам її збереження.

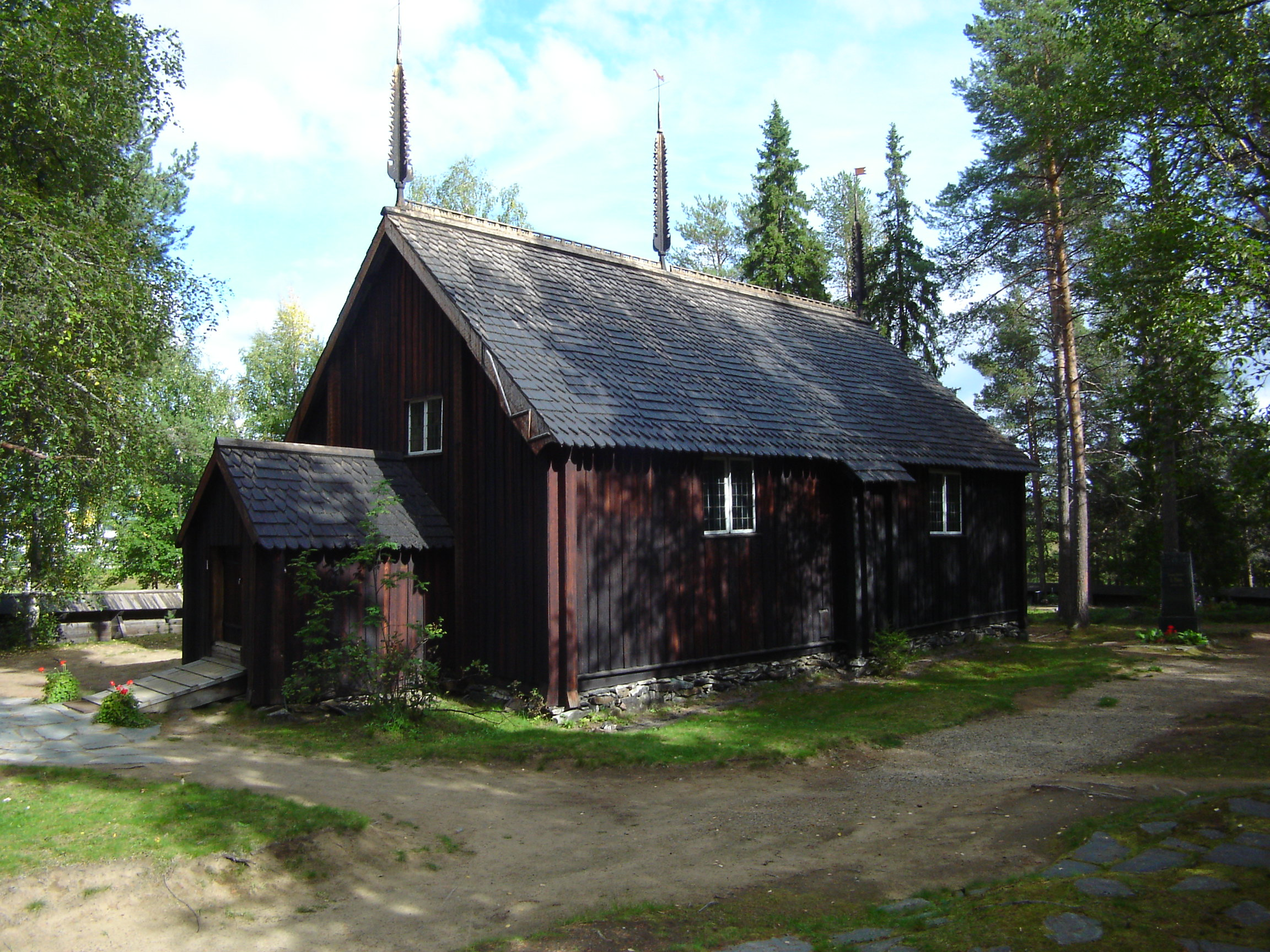
Стара церква Соданкіля, бл. 1689 р., Лапландія
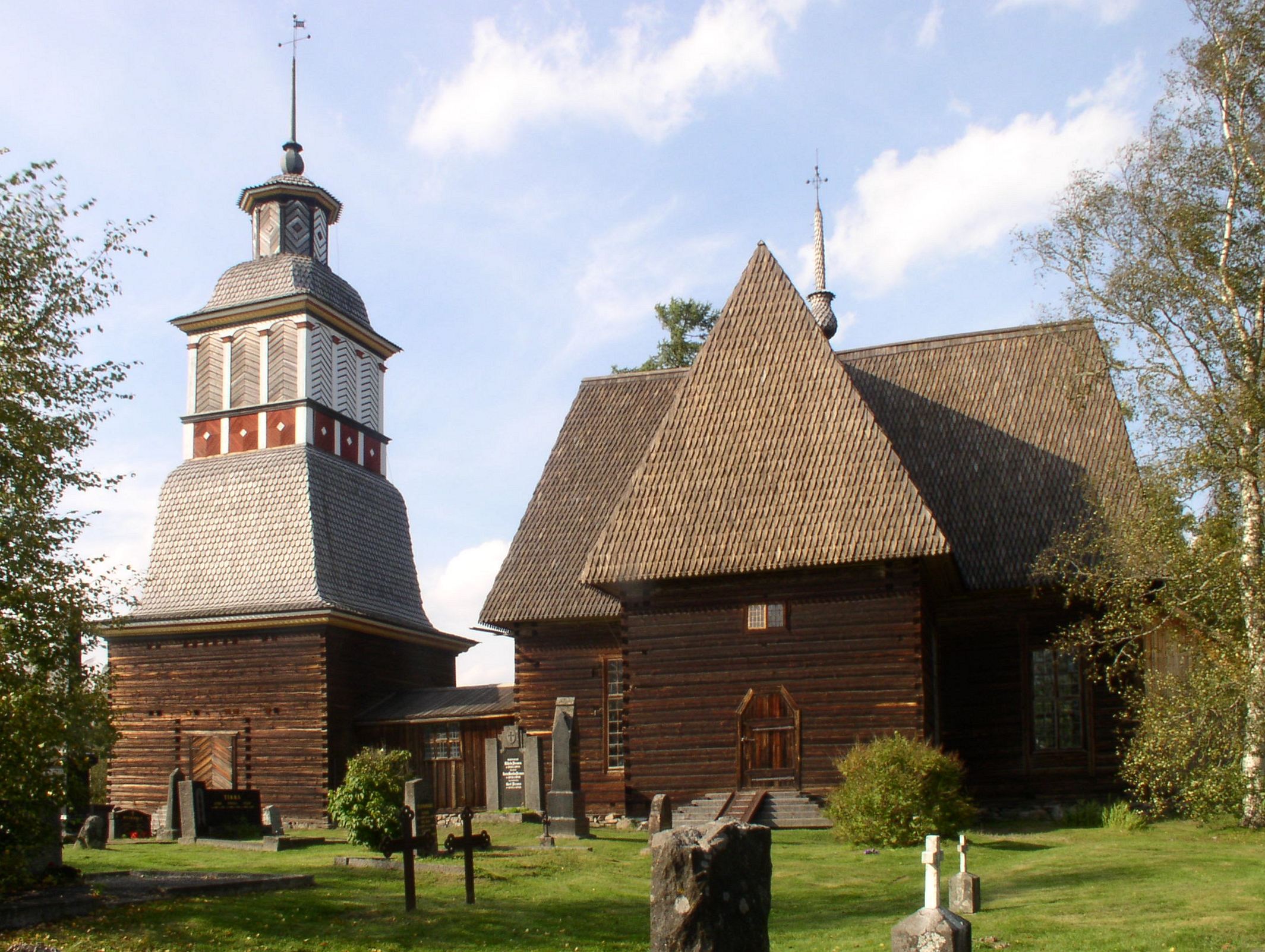
Стара церква в Патайявесі, 1763 р. Дзвіниця 1821 р.
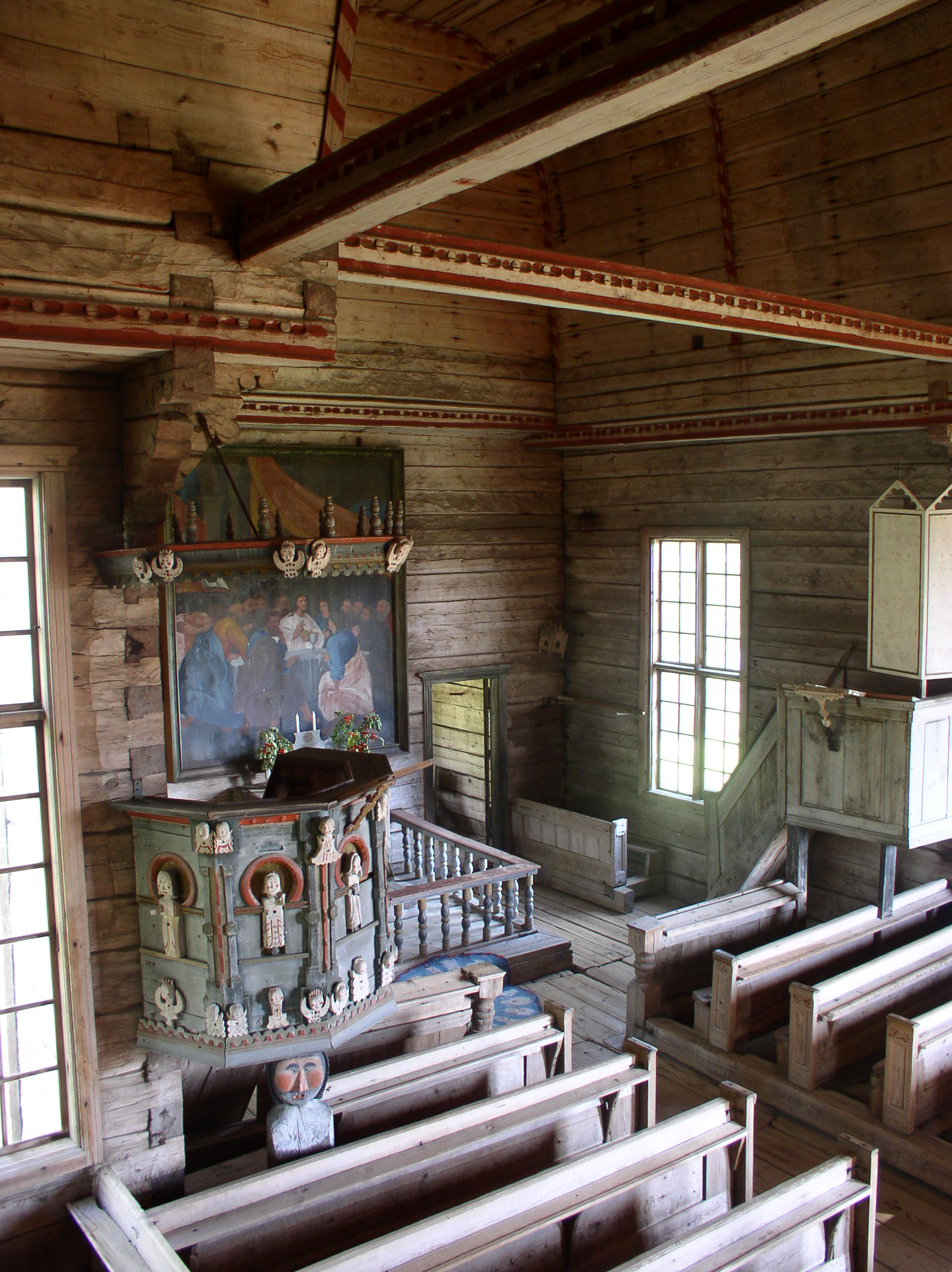
Стара церква в Патайявесі, 1763 р. Проповідниця
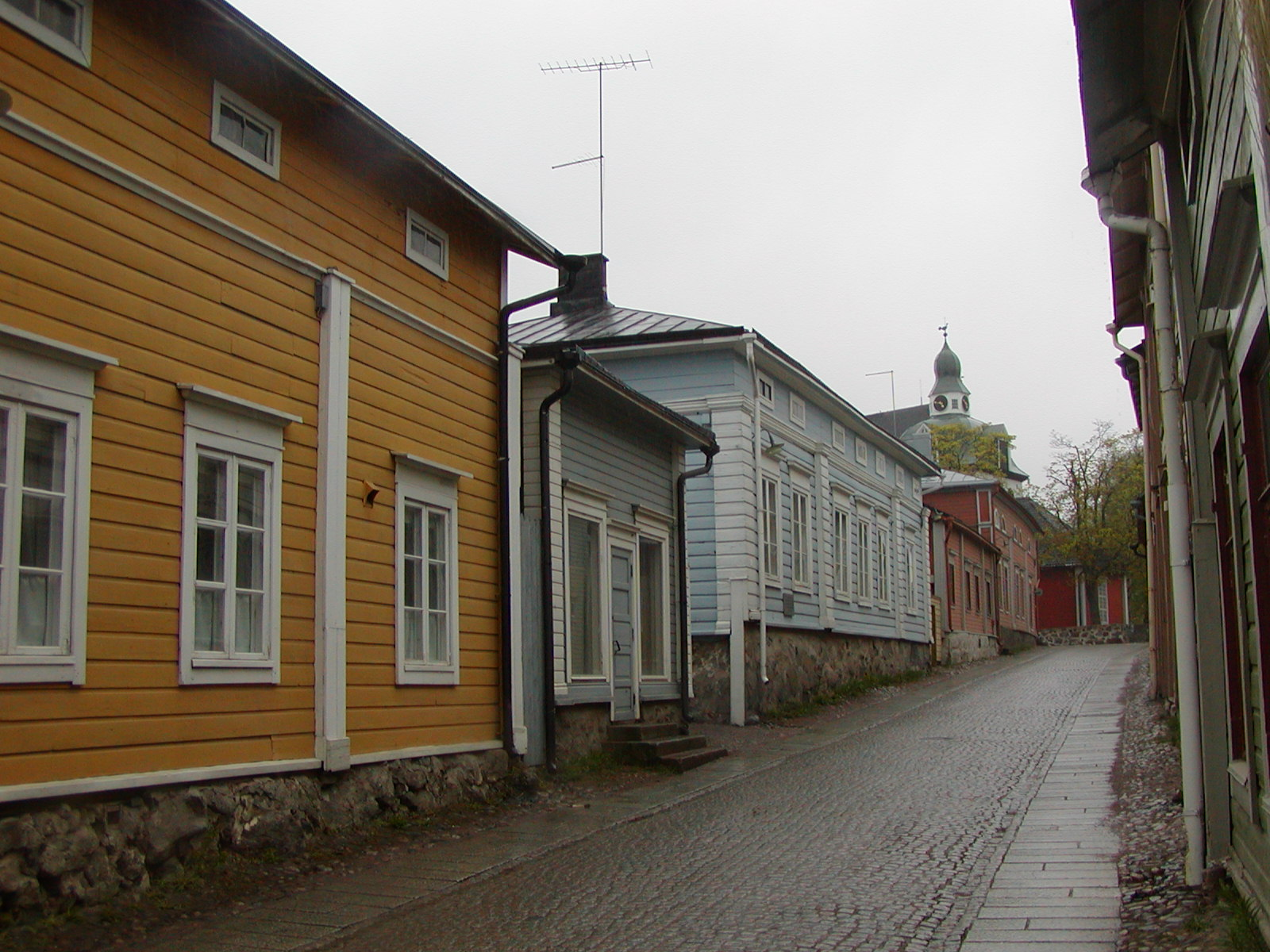
Дерев'яна забудова вулиці в Порво

## Фінська фортечна архітектура

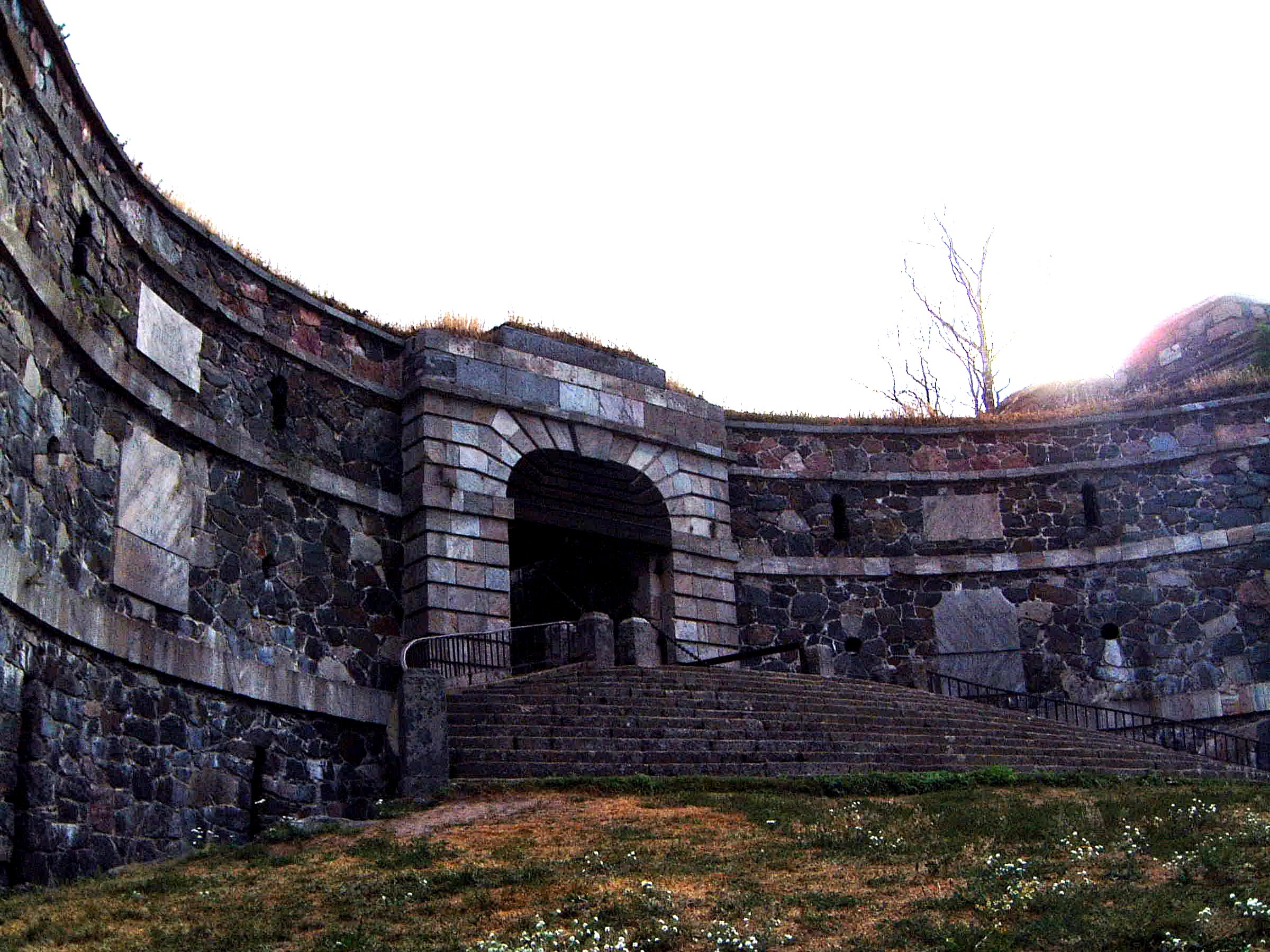
Королівська брама, 1747 р. Фортеця Свеаборг, Гельсінки

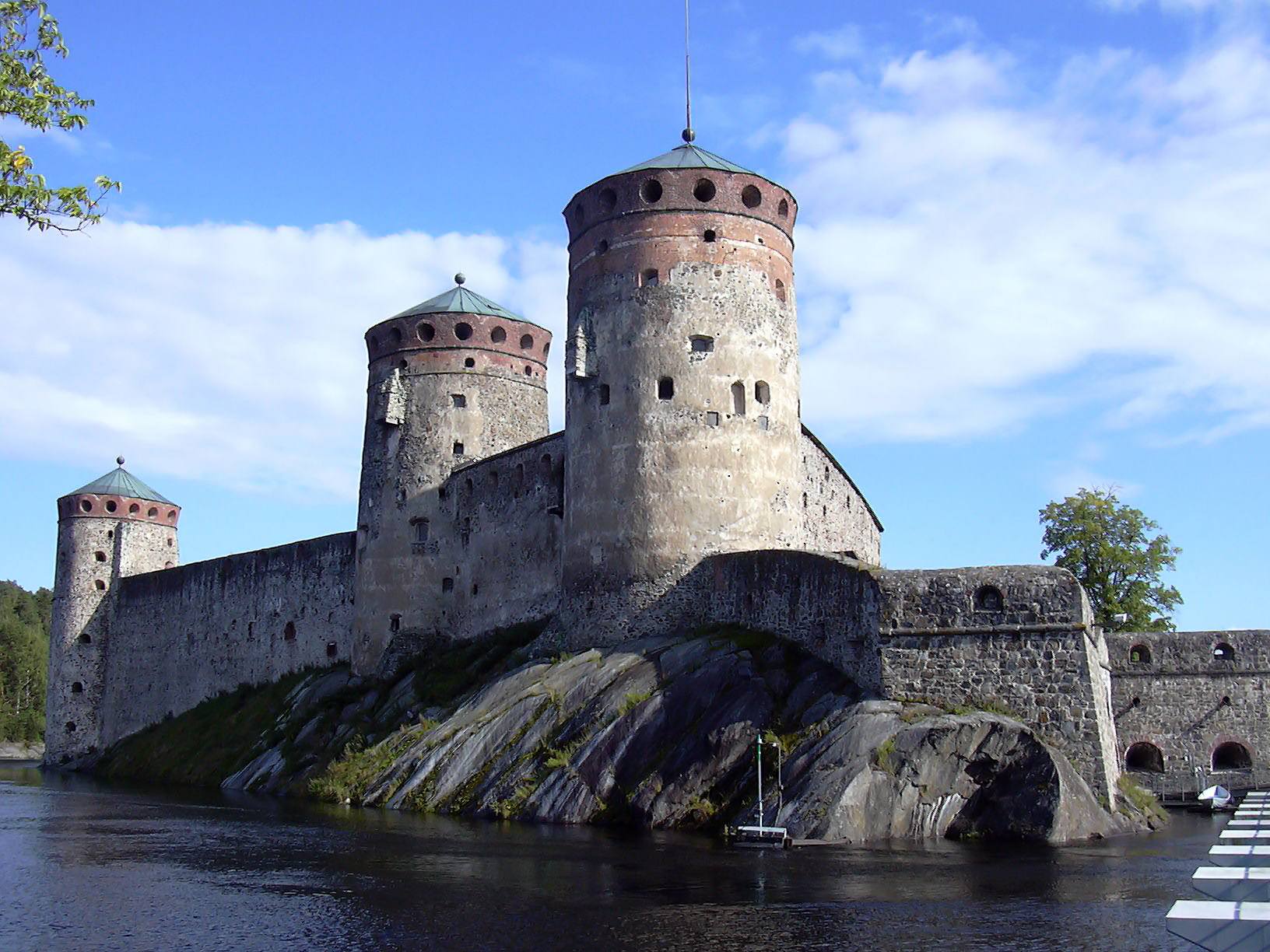
Замок Олавінлінна. 1475 р. Верхівки веж з червоної цегли та дахи з бляхи пізні.

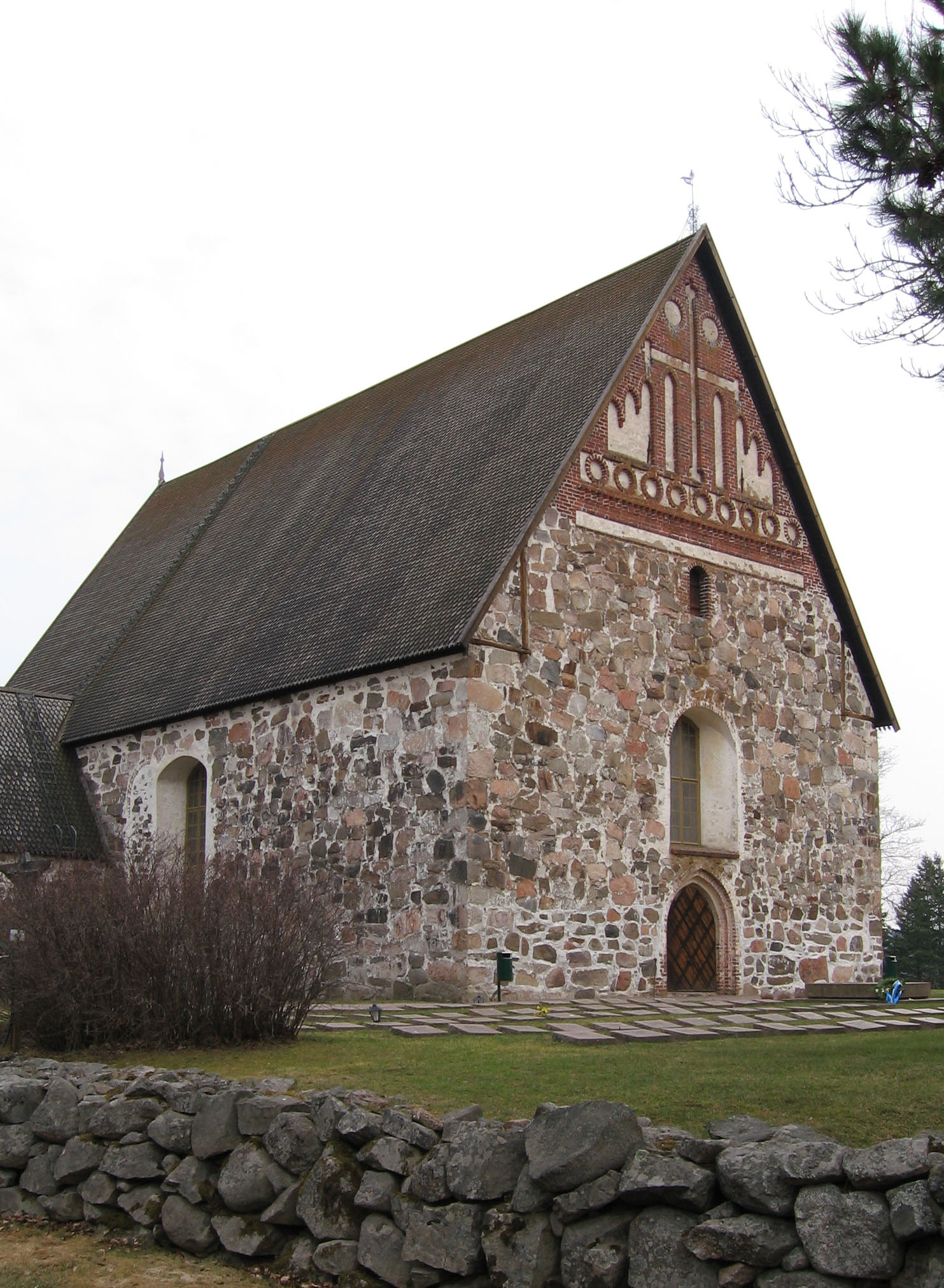
Оборонна церква в Сіпоо, 1454 р., цегляні добудови пізні, Фінляндія
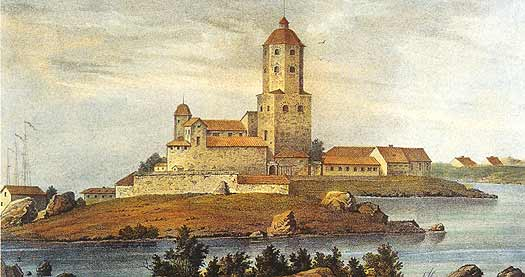
Замок, Віппурі (Виборг), будівництво 13 ст. Малюнок 1840 р.
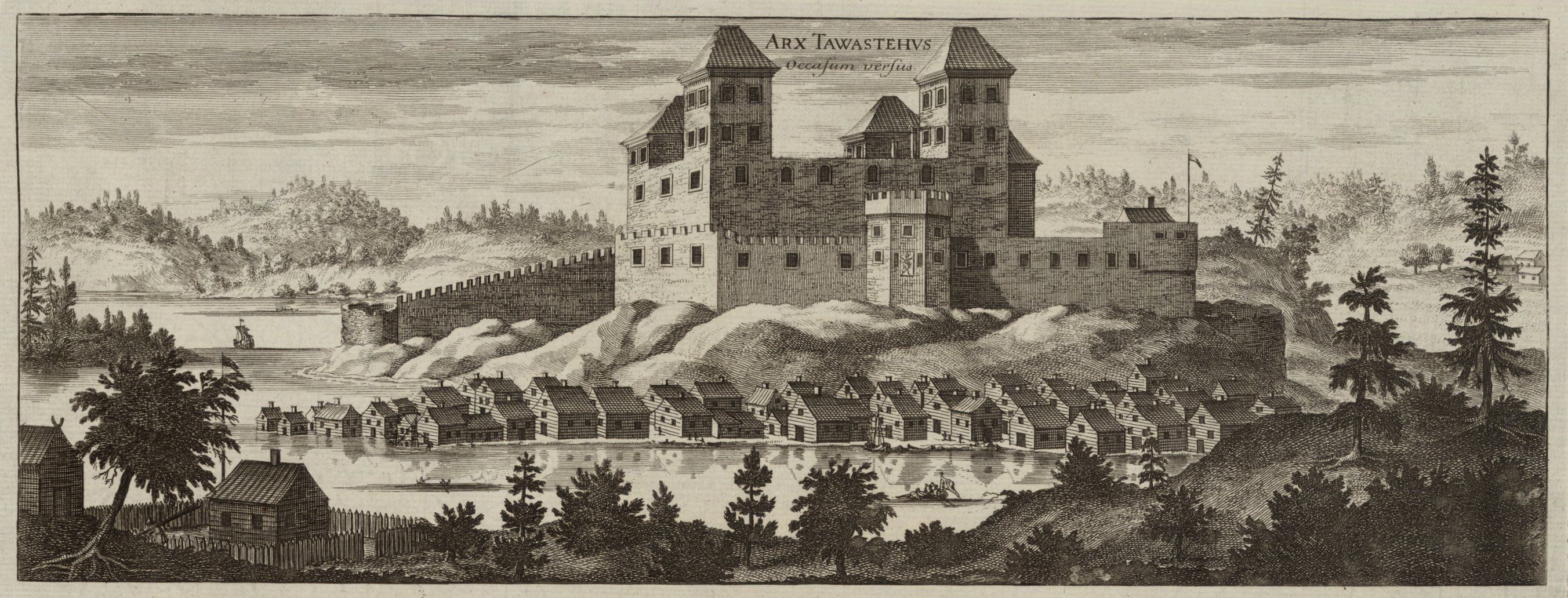
Гравер Йоханнес ван ден Авелен (1655-1727). Замок Тавастехус з заходу.
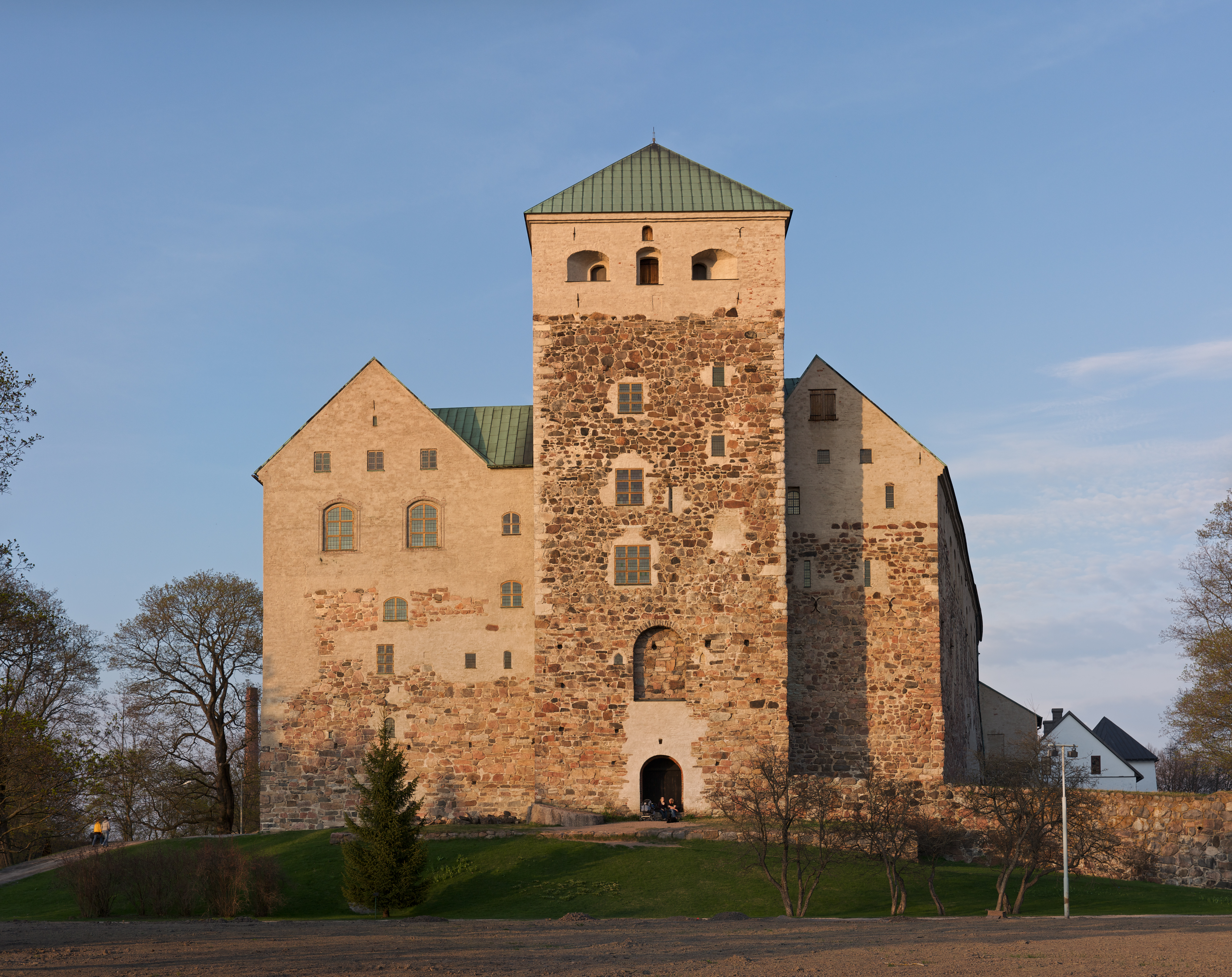
Замок Турку (замок Або)
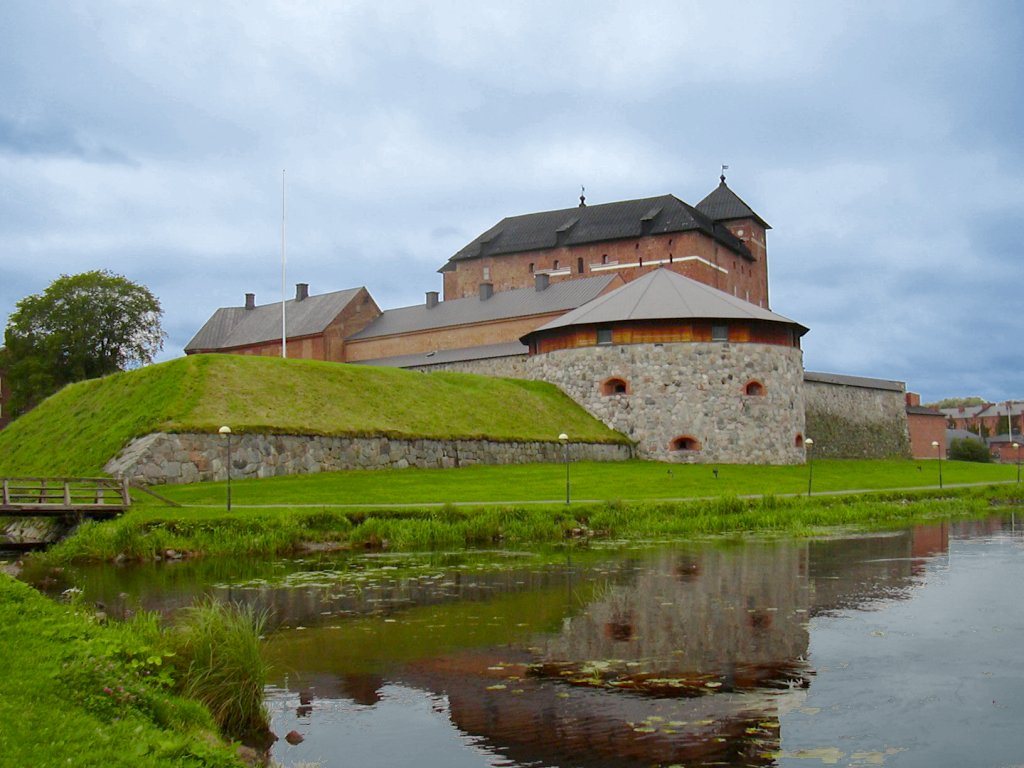
Фортеця Гяме, Гямеенлінна, фінляндія

## 18 століття, перехідний етап

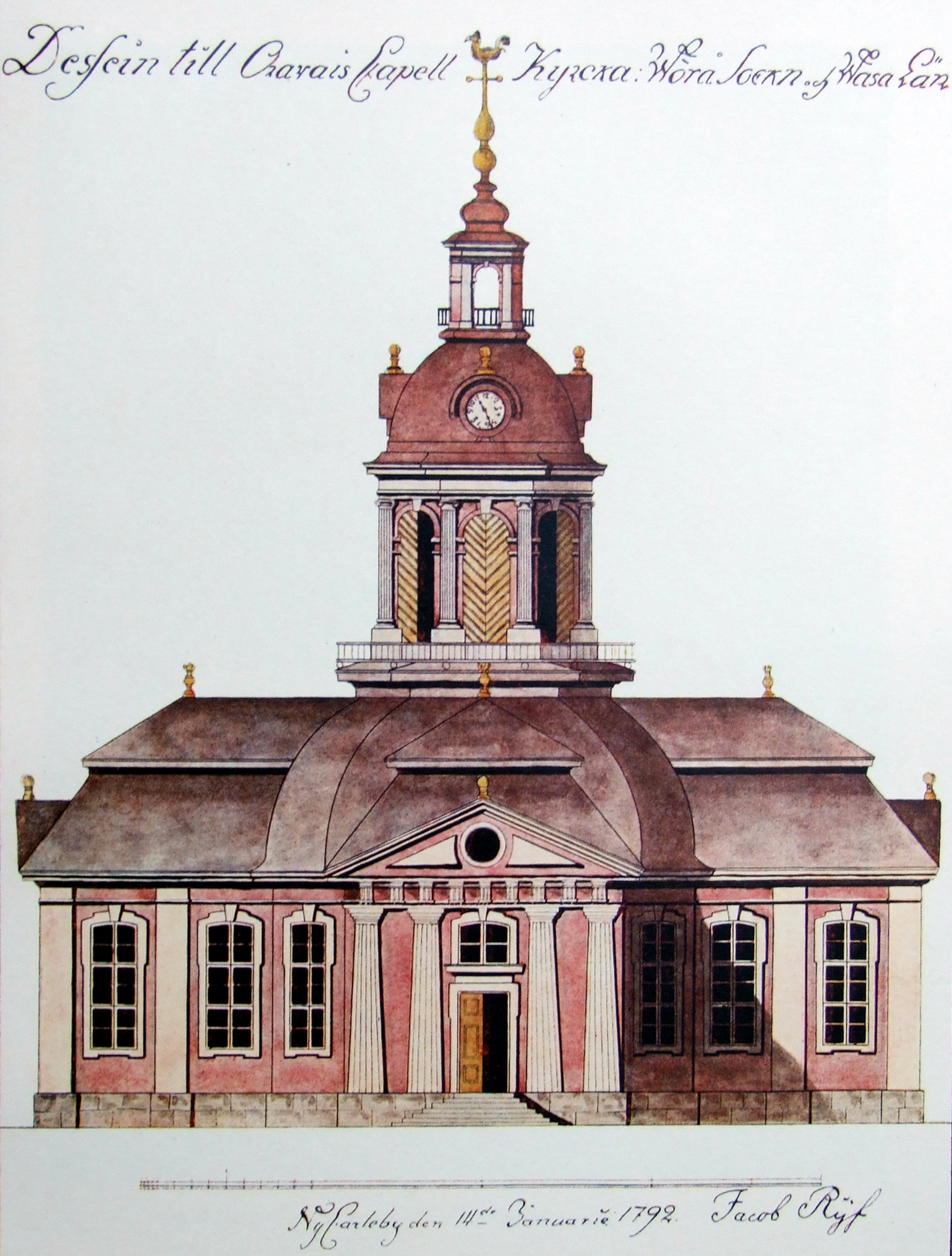
Якоб Рійф. Оравайс церква, 1792 р.

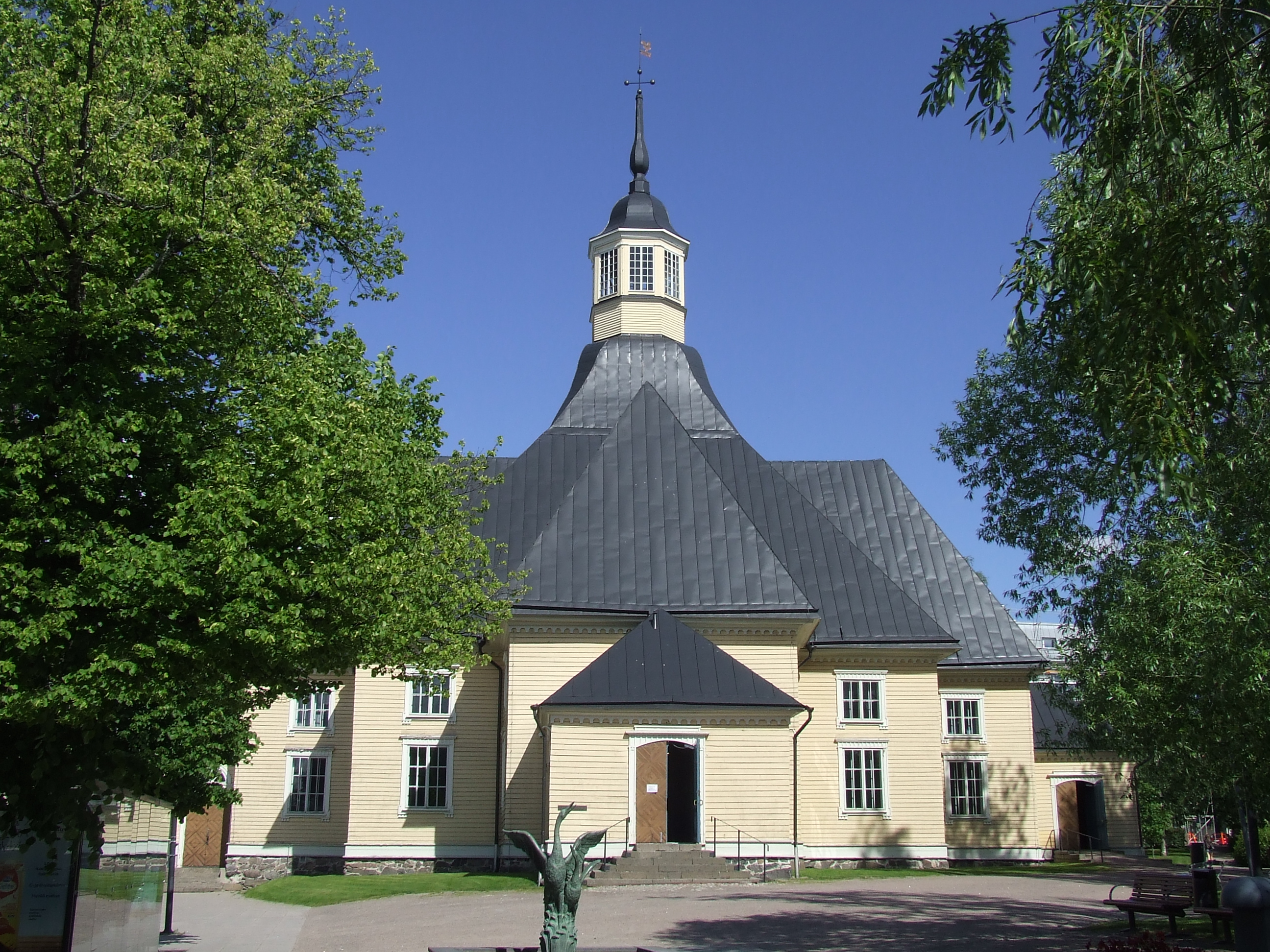
Церква св. Марії, 1799 р., Лапенранта
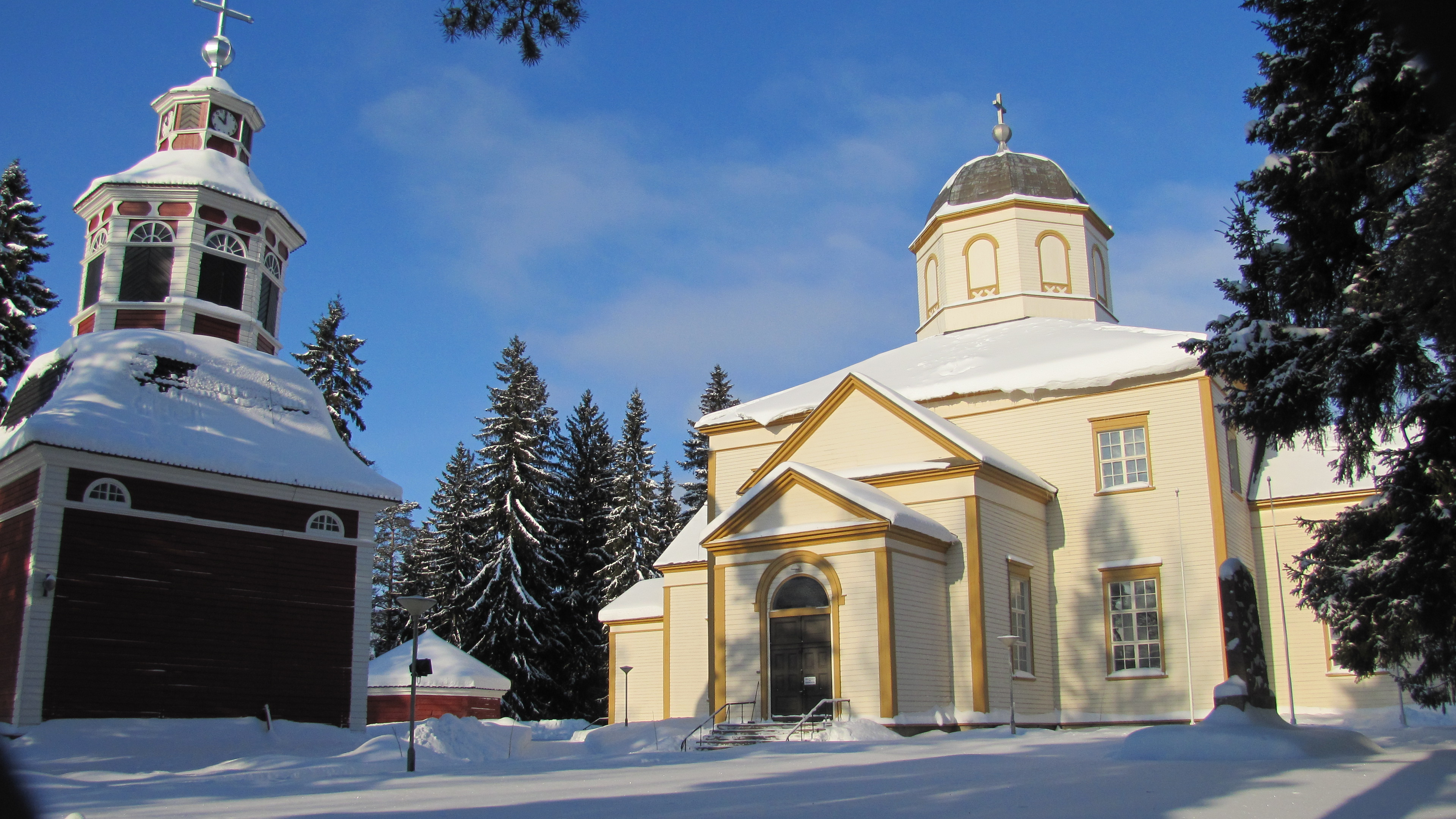
Карл Бассі. Дерев'яна церква з дзвіницею в Сулкава, 1822 р.
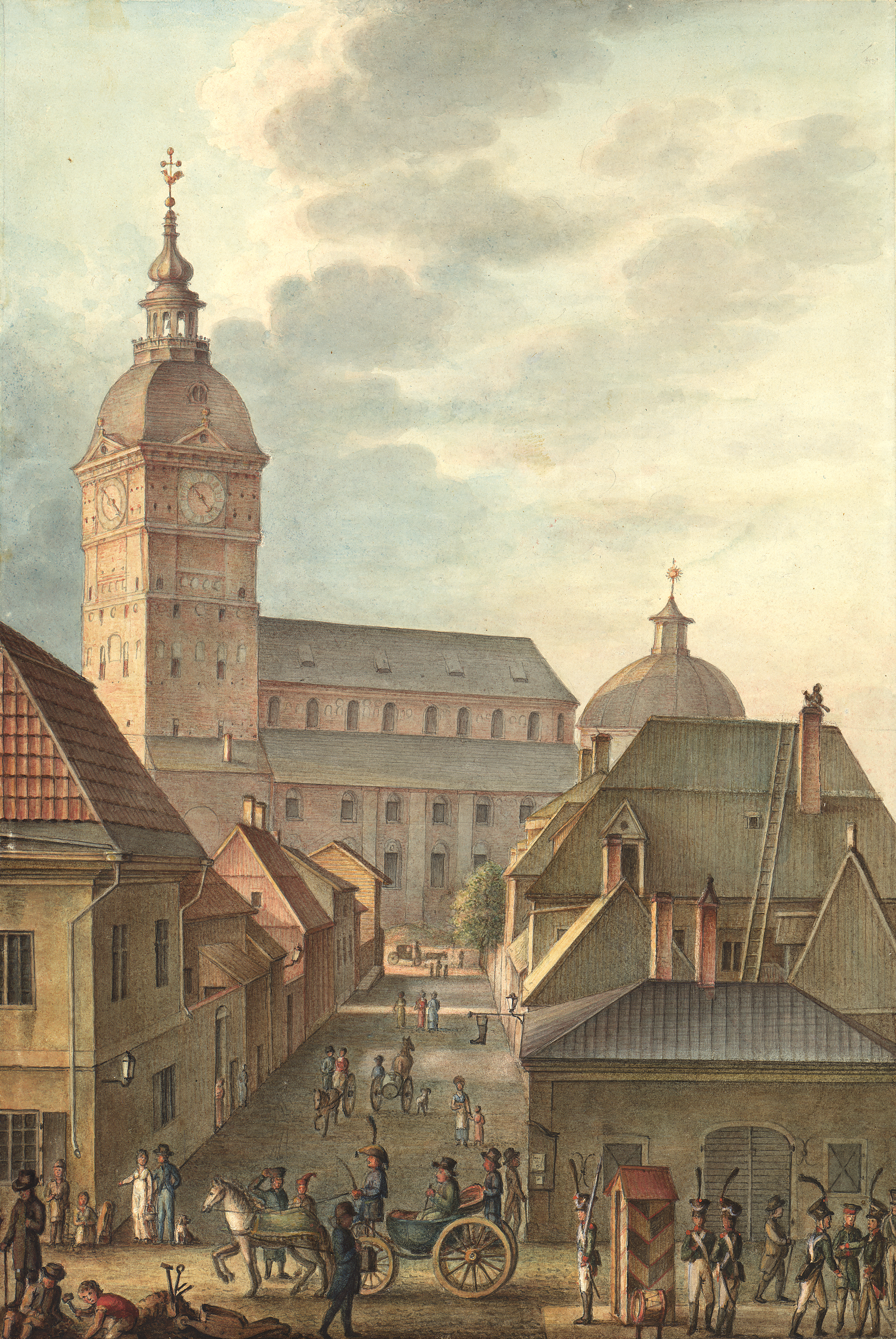
Карл Людвиг Енгель. Турку. Катедральний собор, акварель 1814 р.

## Доба класицизму

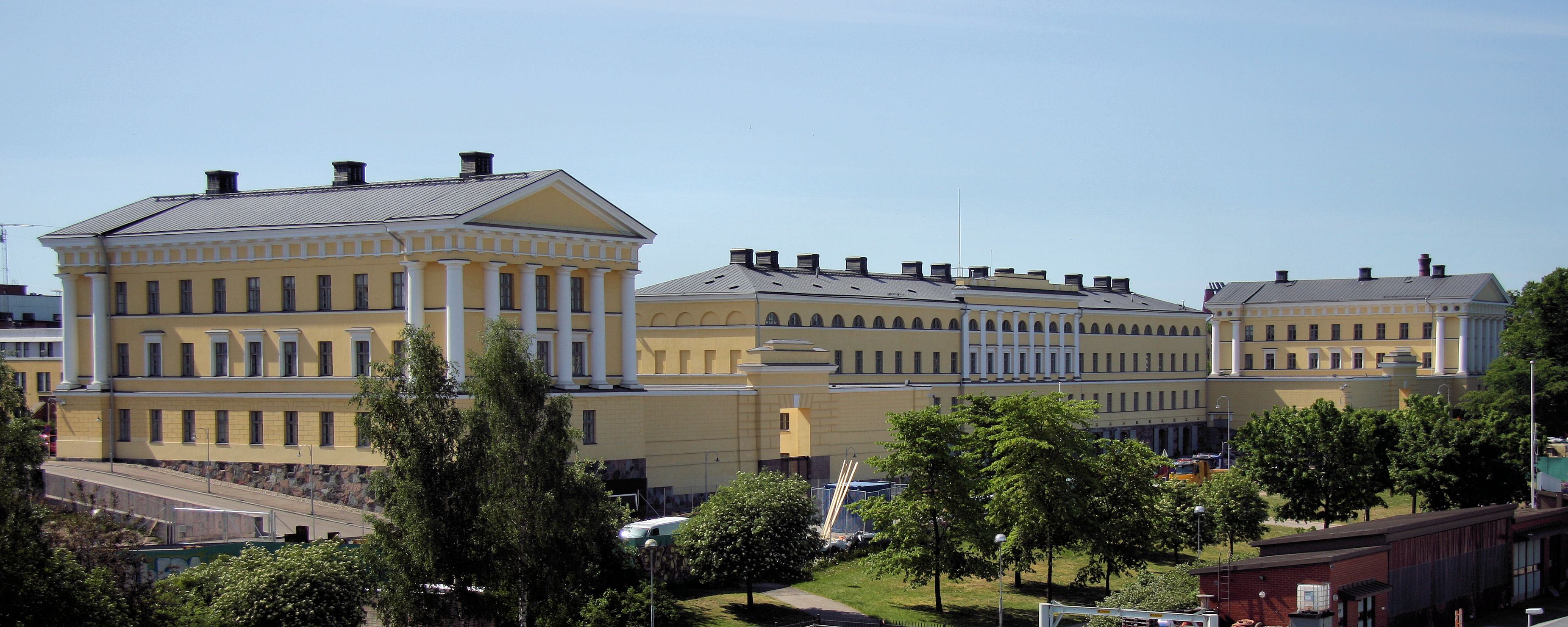
Карл Людвиг Енгель. Морські казарми, 1816-1838 рр., Гельсінки

План перспективної забудови міста Оулу, 1824 рік.

Стилістика класицизму почала надходити у Фінляндію ще в другій половині 18 ст. Ймовірно, вона надходила до Фінляндії з трьох джерел. Першим джерелом були впливи архітектури Швеції, де працював архітектор Луї-Жан Депре (1737—1804), француз за походженням, представник французького варіанта класицизму. За його проєктом у Фінляндії була вибудована церква у місті Гямеенлінна в стилі стриманого класицизму. На знайомство з новомодним класицизмом впливали також друковані архітектурні увражі[прояснити] з вигаданими проєктами споруд у стилі класицизм (Паперова архітектура).
Третім джерелом стали накази російського імператора про будівництво в стилі класицизму після примусового приєднання 1809 року Фінляндії до Російської імперії.
Серед відомих представників пізнього класицизму у Фінляндії був архітектор Карл Людвіг Енгель (1778—1840), німець за походженням. Саме Енгель заклав і реалізував найбільший прошарок споруд в силі класицизм в столичному місті Гельсінки (тоді Гельсінгфорс). Поміркована і стандартизована на той час архітектура класицизму увійшла у протиріччя з місцевими архітектурними традиціями. Непрактичними були пласкі дахи, стандартизовані фасади були доволі однотипними. В північний край непрактично перенесли риси південної архітектури, нехай і в стриманому варіанті. Водночас з'явилось і декілька споруд та інтер'єрів в стилістиці ампіру, особливо в урядових спорудах. Серед них — Сенат у Гельсінки, комплекс морських казарм у столиці, нові ратуші в декількох містах Фінляндії, Гельсінський університет, бібліотека Гельсінського університету — як відбиток войовничості Російської імперії і її панування в краї.
| Жорстка регламентація будівництва в другій половині - першій третині 19 ст. (примус будувати за стандартними зразковими фасадами, наказ розташування споруд на ділянці і навіть стандартне використання розфарбування будинків) вперше були співставлені російськими дворянами-декабристами з деспотизмом та насиллям, спрямованим до уніфікації осіб в імперії. В середині 19 ст. це вже викликало загальне невдоволення[1]. |
У Фінляндії заклались умови для зміни стилю. В будівельну практику почали надходити впливи історичних стилів (Еклектика).

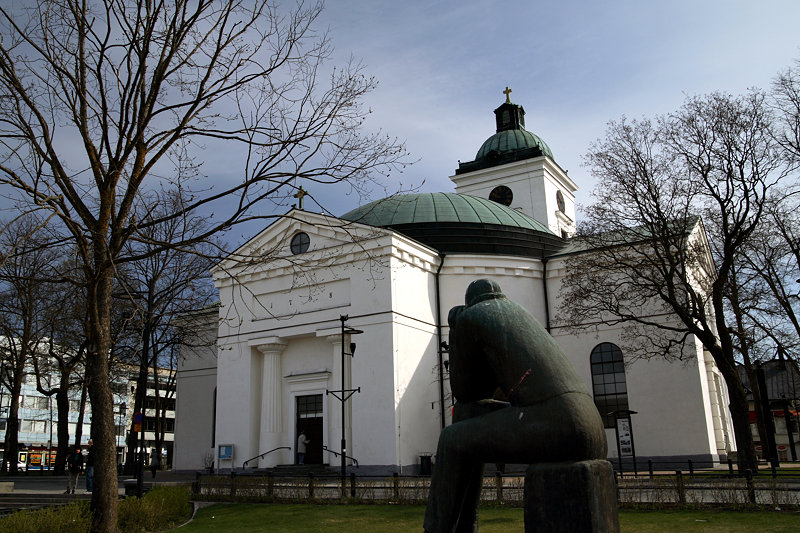
арх. Луї-Жан Депре. Церква в місті Гямеенлінна.
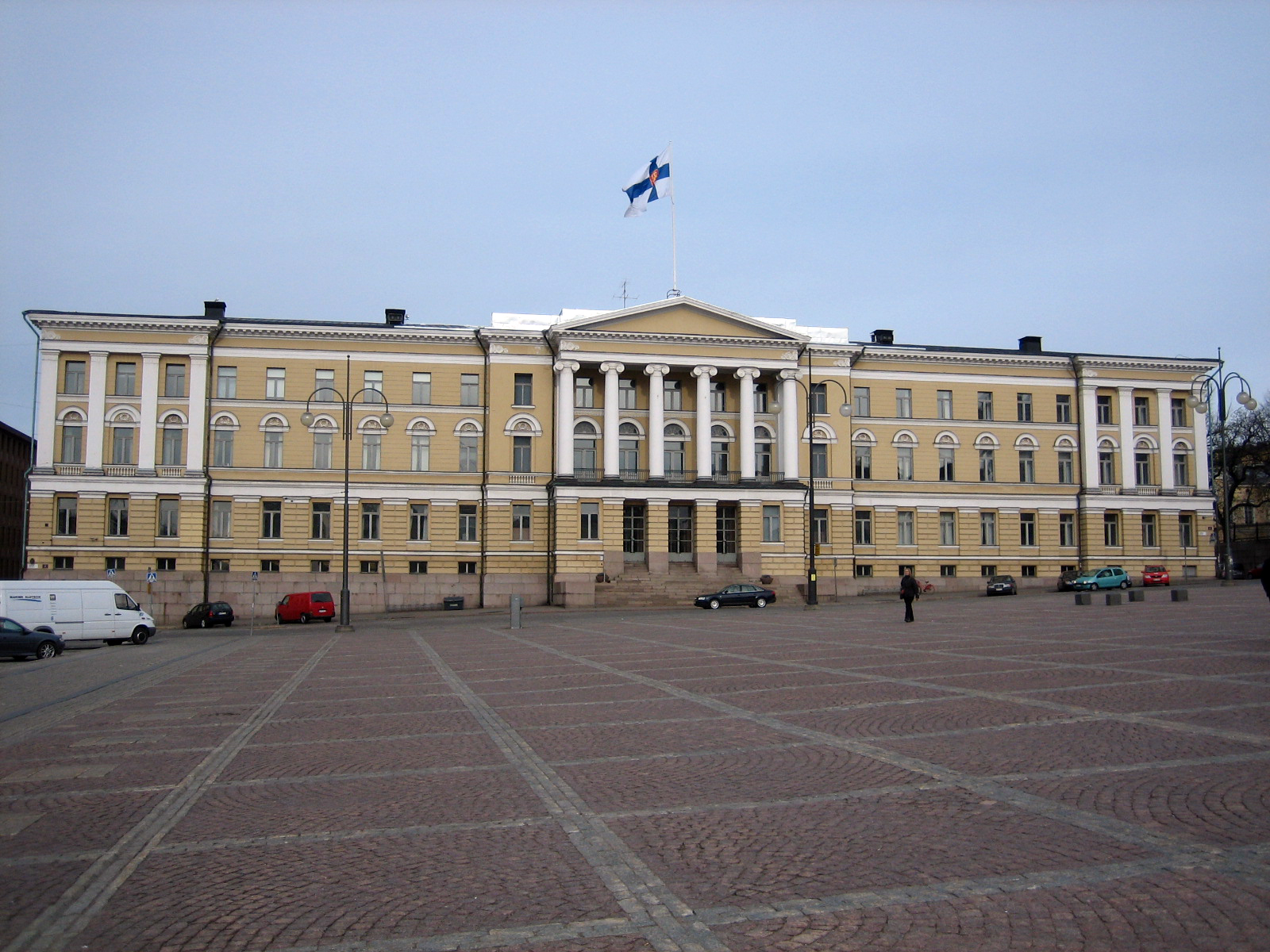
Карл Людвиг Енгель (проєкт 1832 р.). Гельсінський університет, головний корпус.
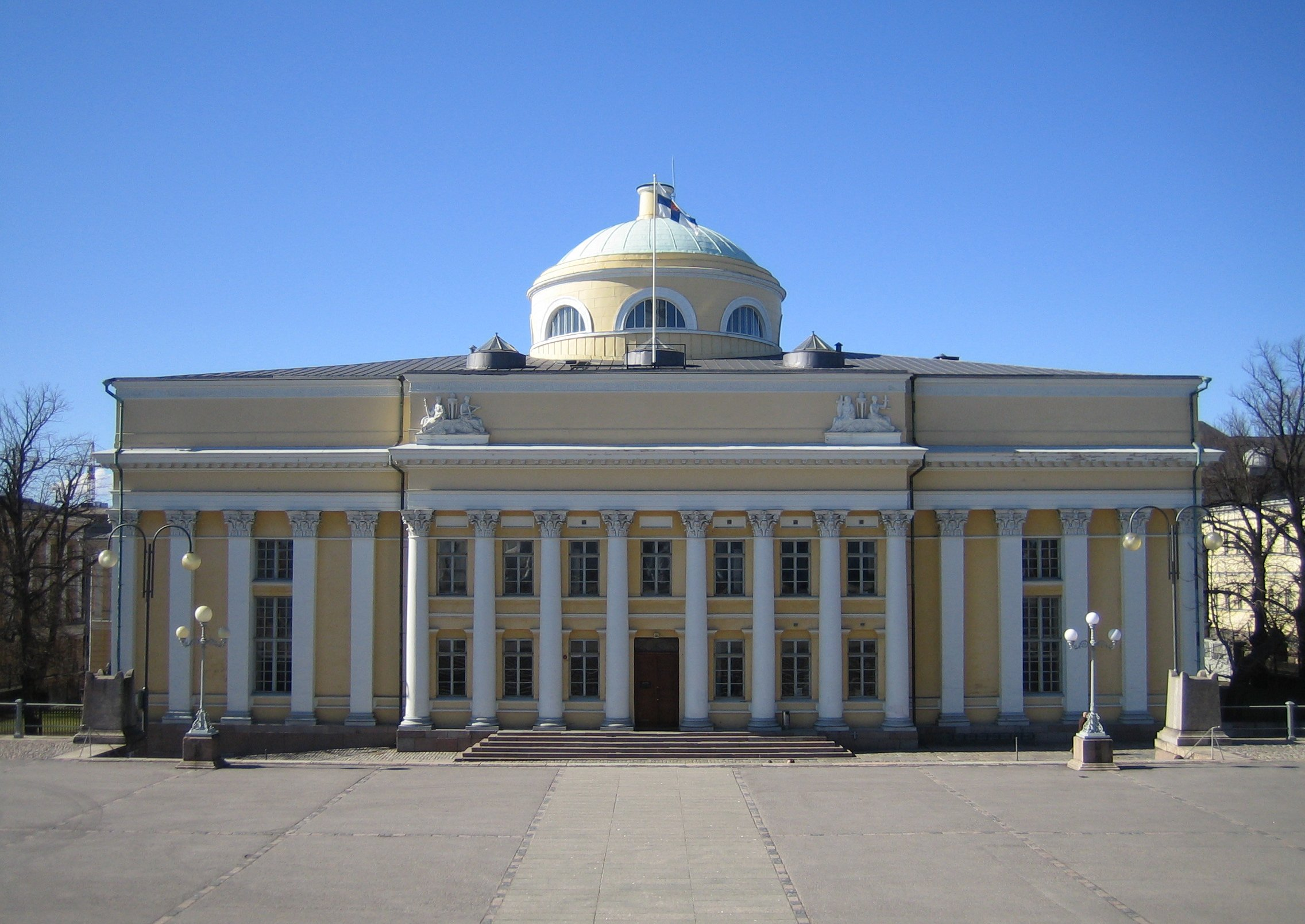
Карл Людвиг Енгель. Національна бібліотека Фінляндії.
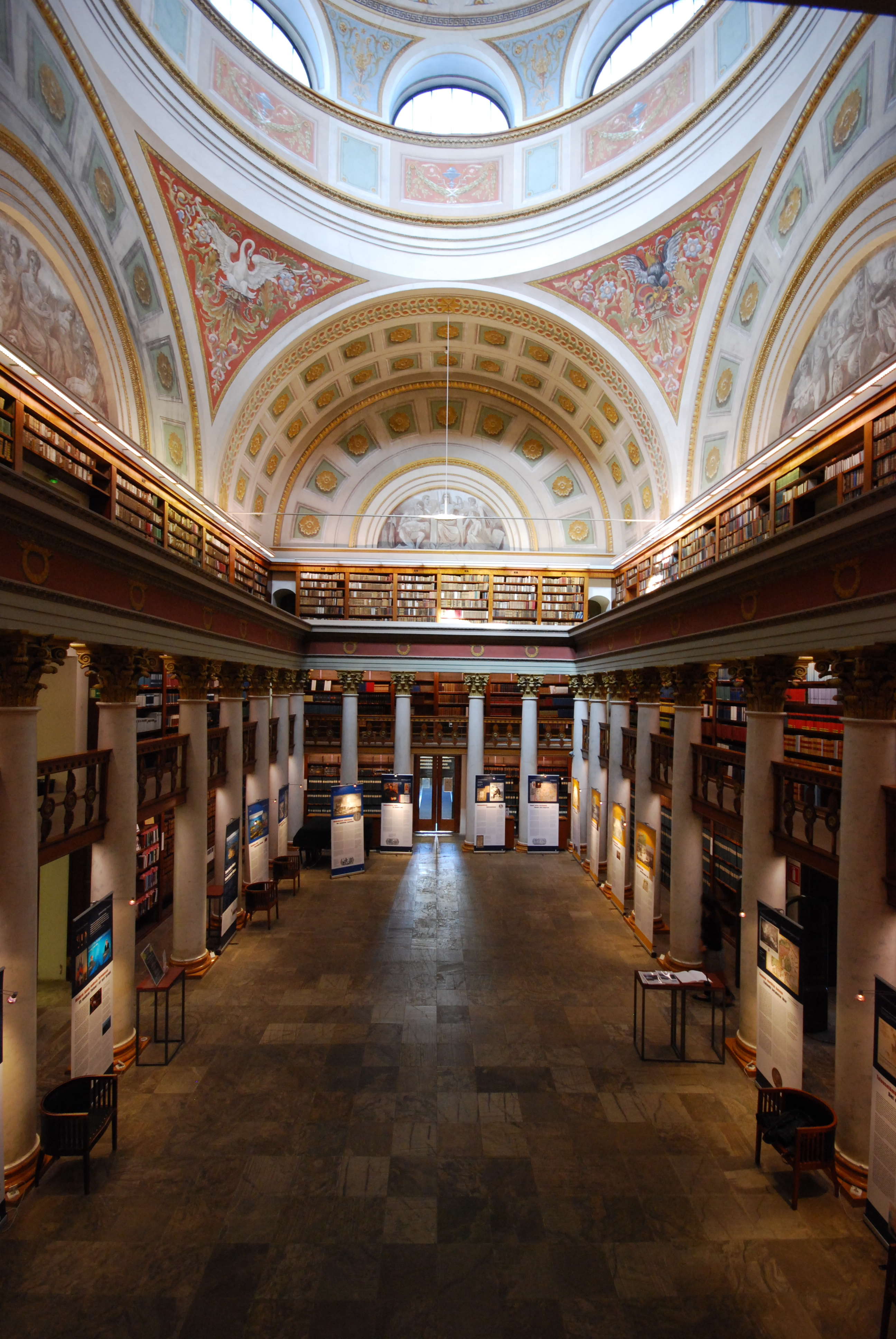
Колишня бібліотека Гельсінського університету (Національна бібліотека Фінляндії)
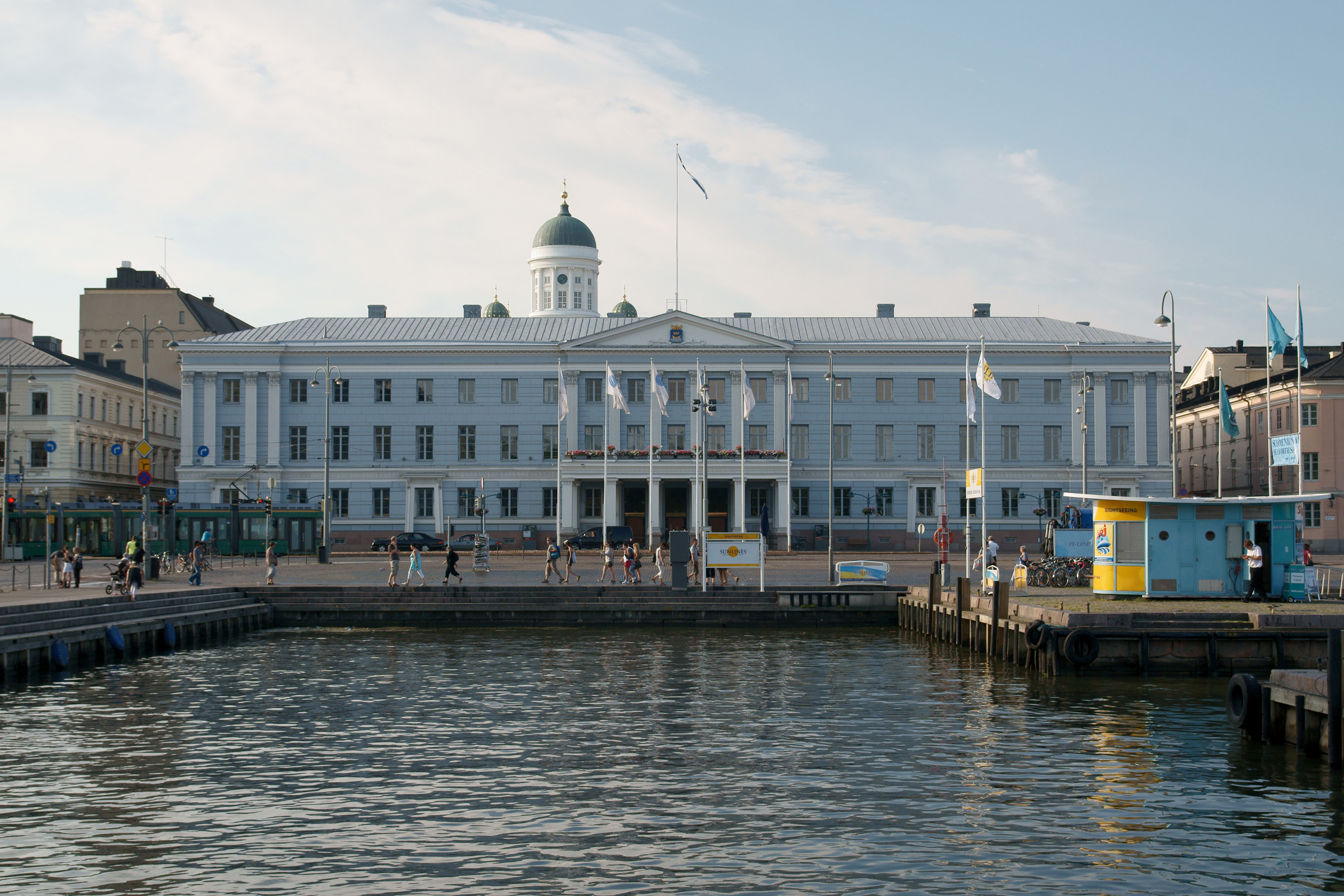
Карл Людвиг Енгель. Ратуша, Гельсінки
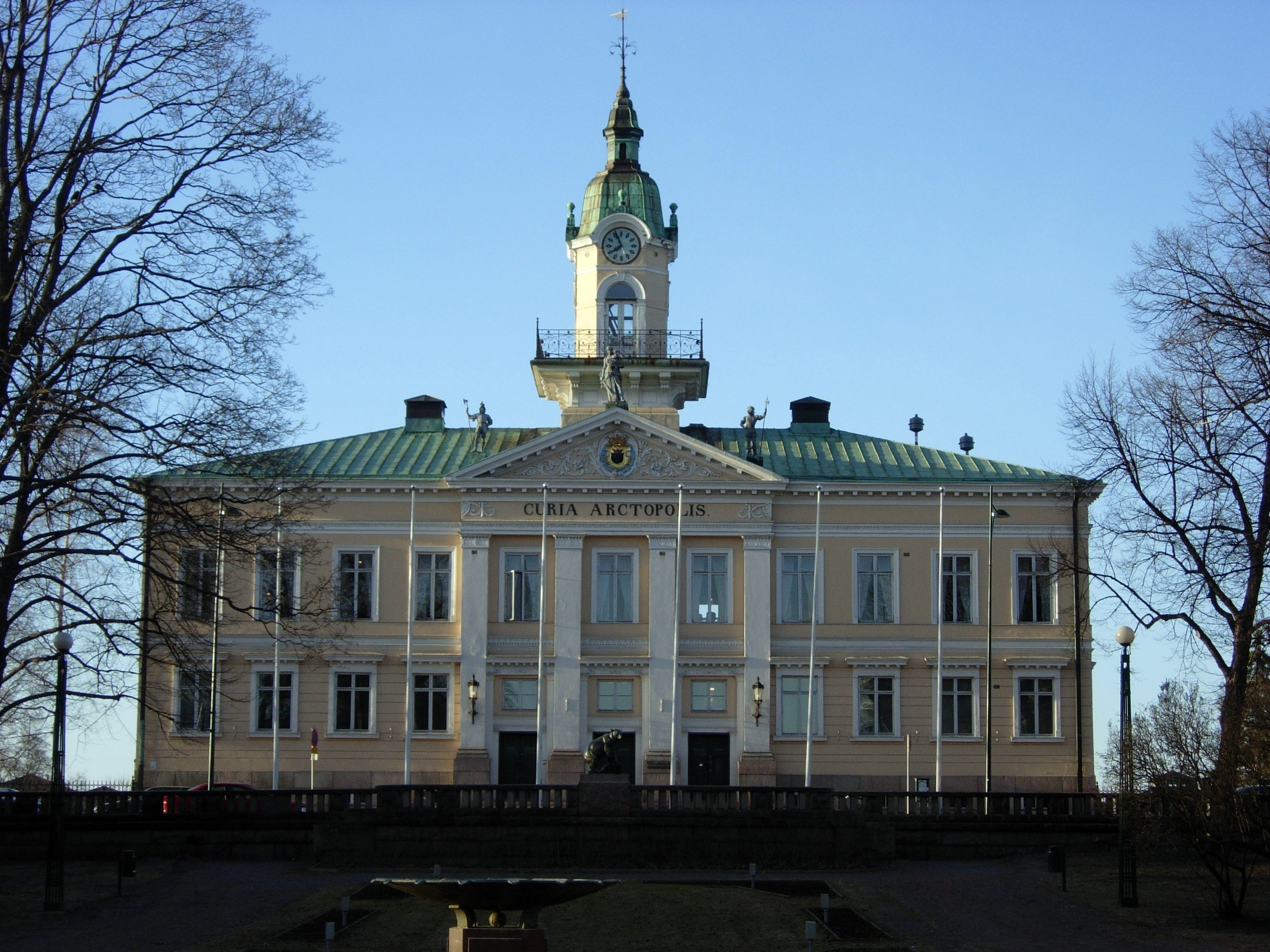
Карл Людвиг Енгель. Стара ратуша, Порі, Фінляндія
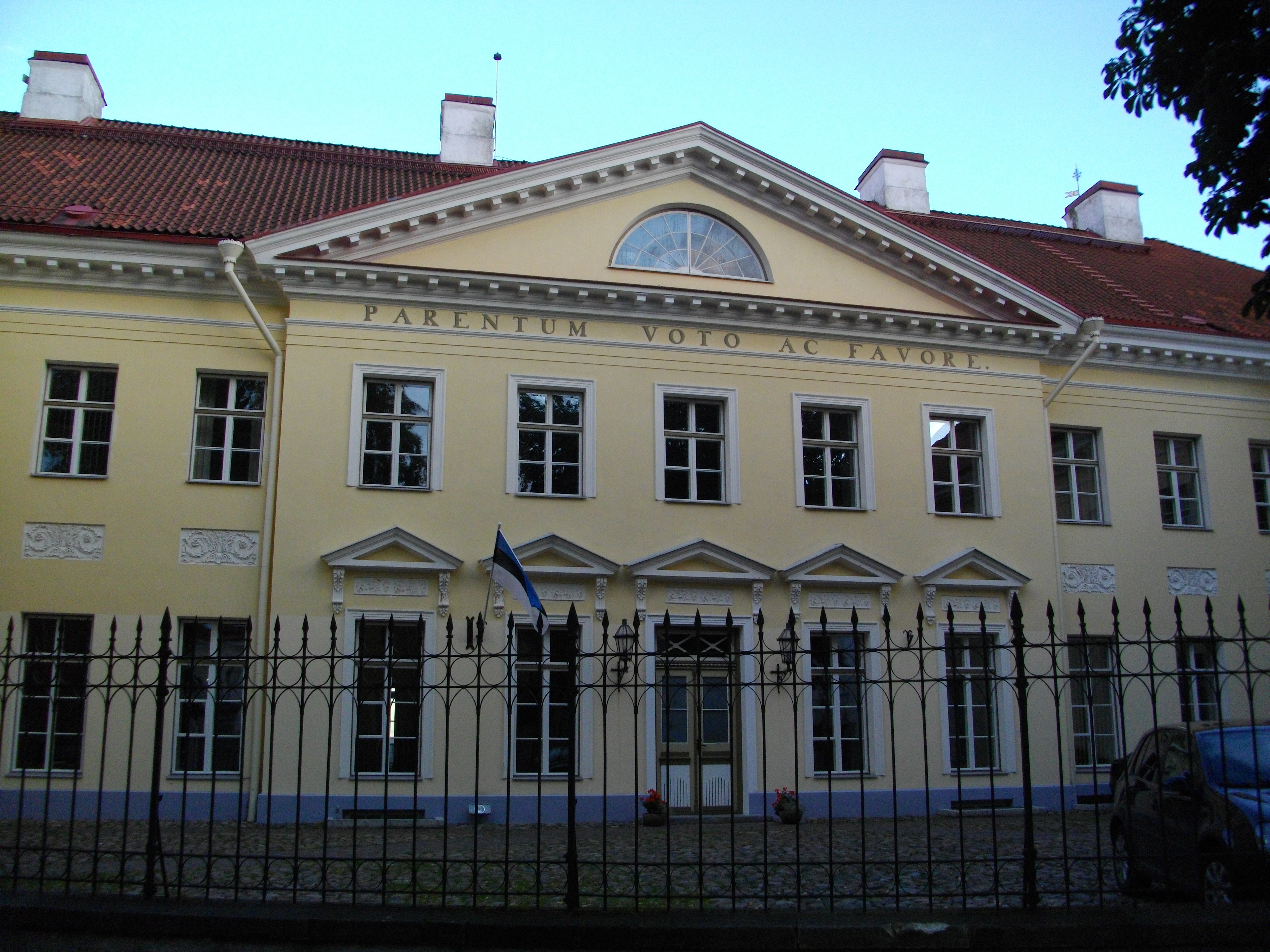
Карл Людвиг Енгель (проєкт). Колишній палац Каульбарса, Таллін, Естонія
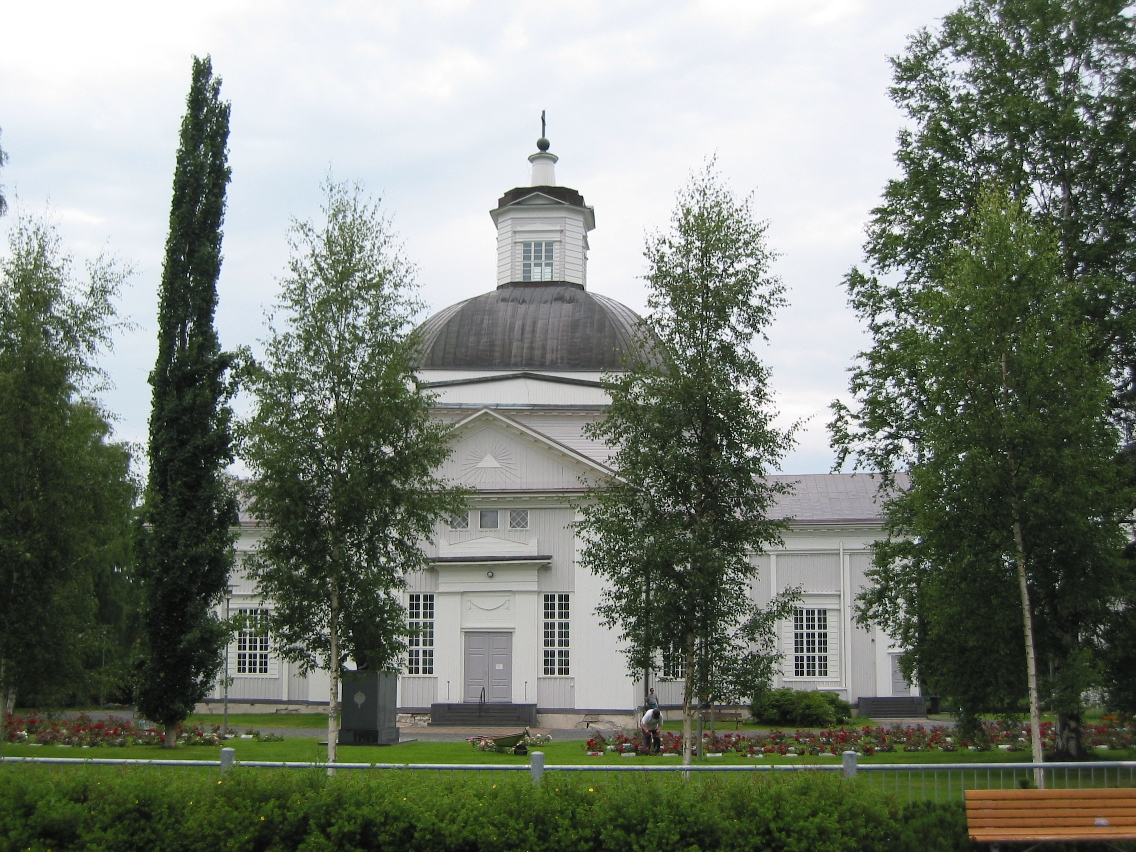
Карл Людвиг Енгель. Катедральний собор, Лапуа, Фінляндія
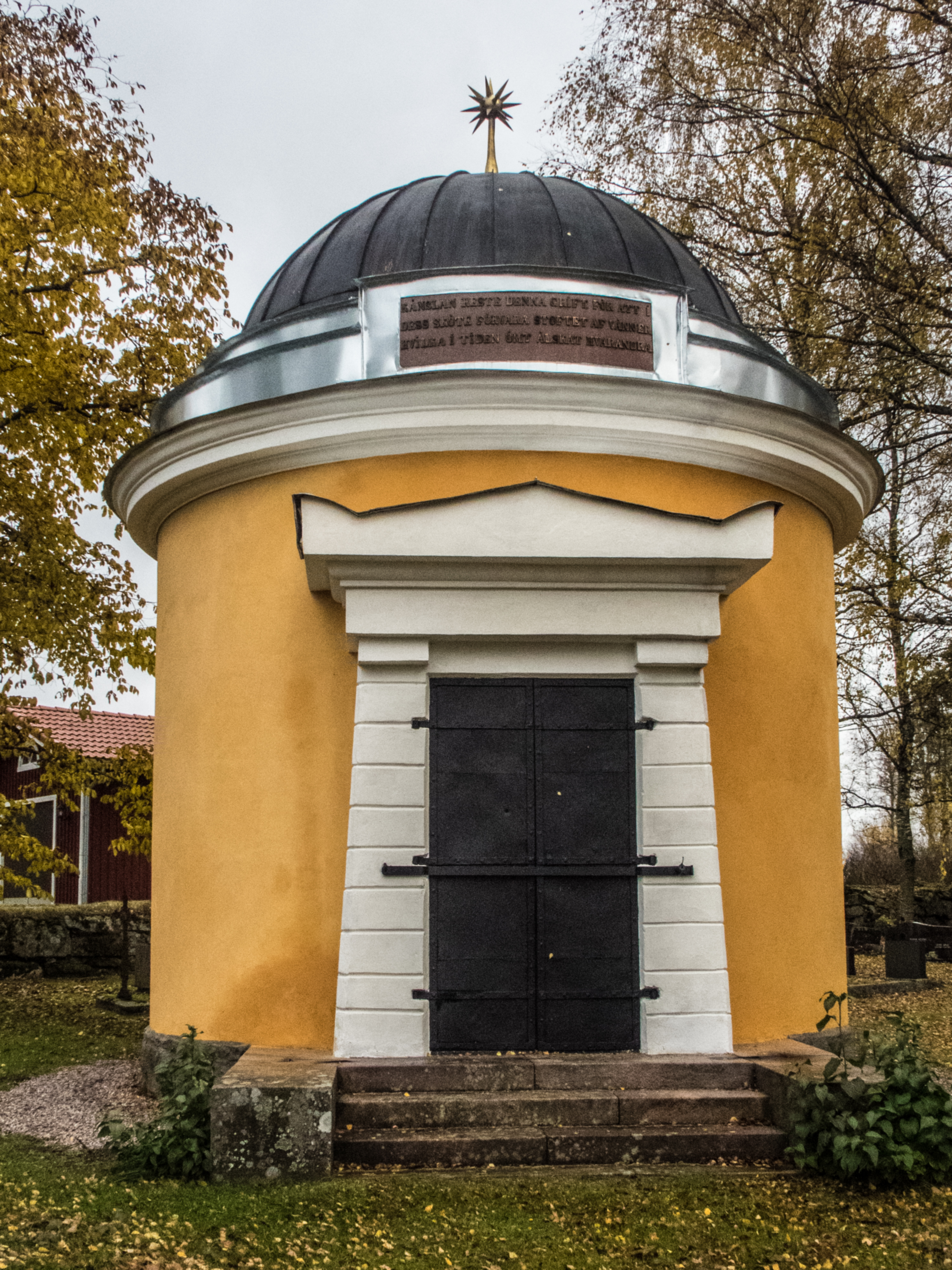
Карл Людвиг Енгель. Мавзолей родини Ребіндер у Пайміо, Фінляндія
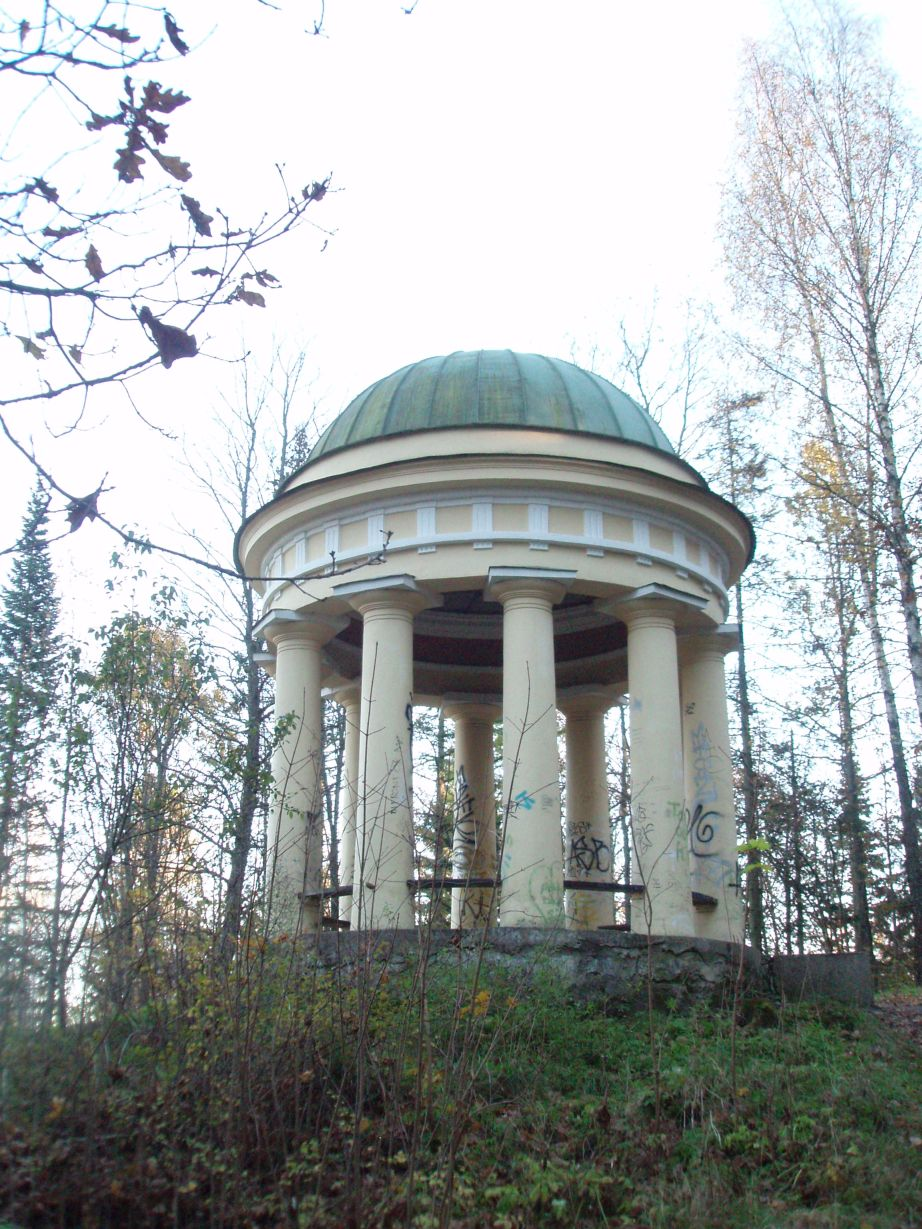
Карл Людвиг Енгель. Маєток Трасканда, парковий павільйон «Храм Діани»

## Доба еклектики, дерев'яна архітектура

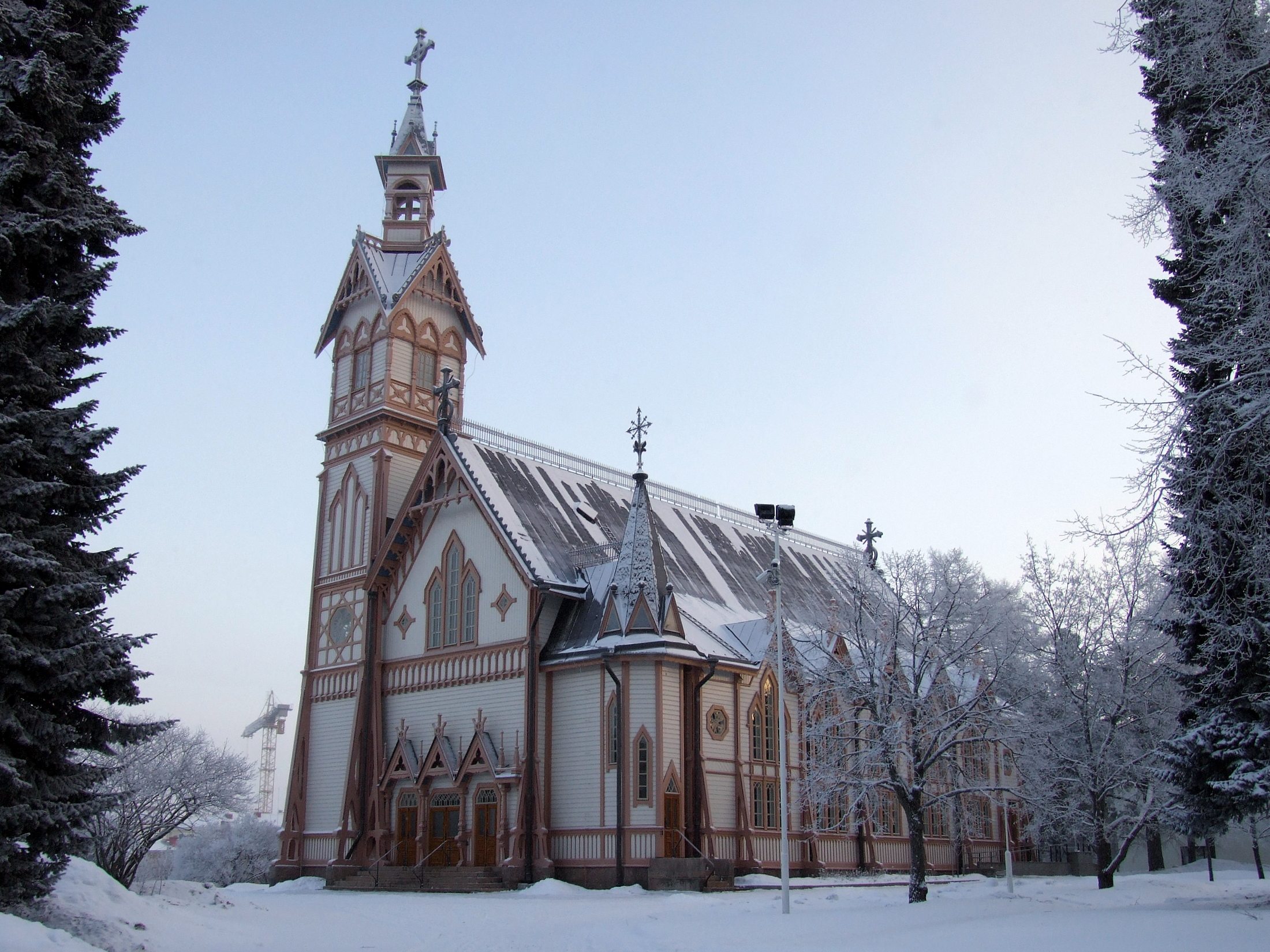
Якоб Аренберг. Кайяані, церква. 1897 р.

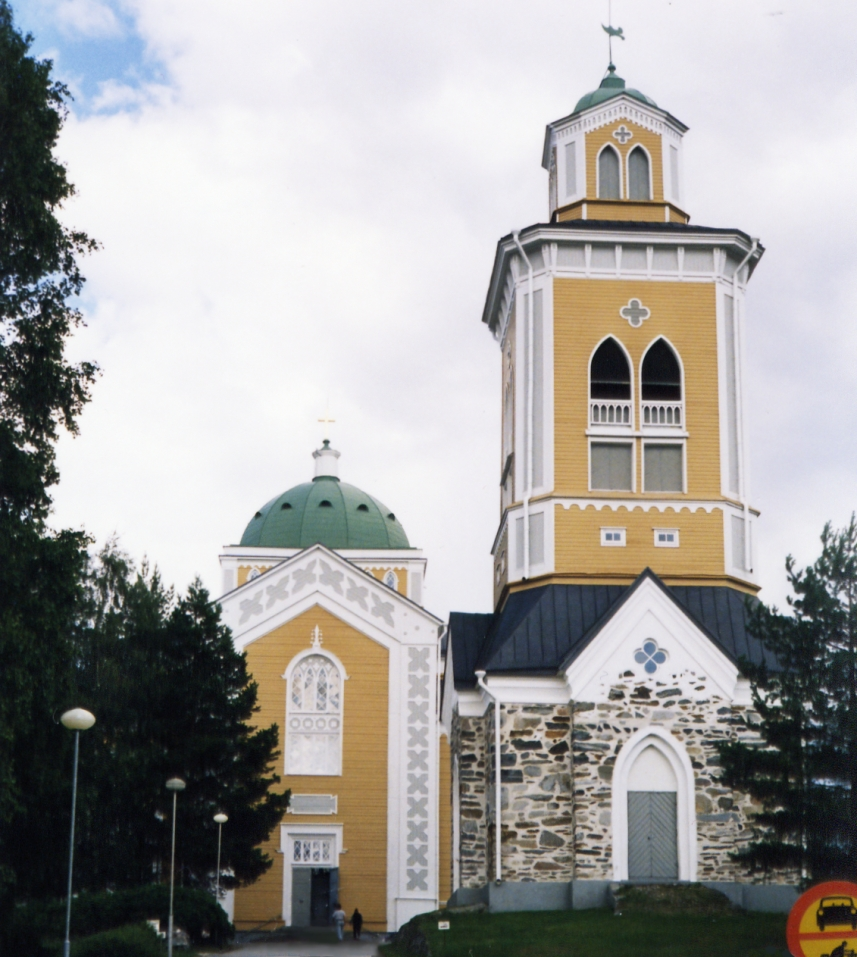
Адольф Фредерік Гранстедт. Керимякі дерев'яна церква і дзвіниця, 1847 р.
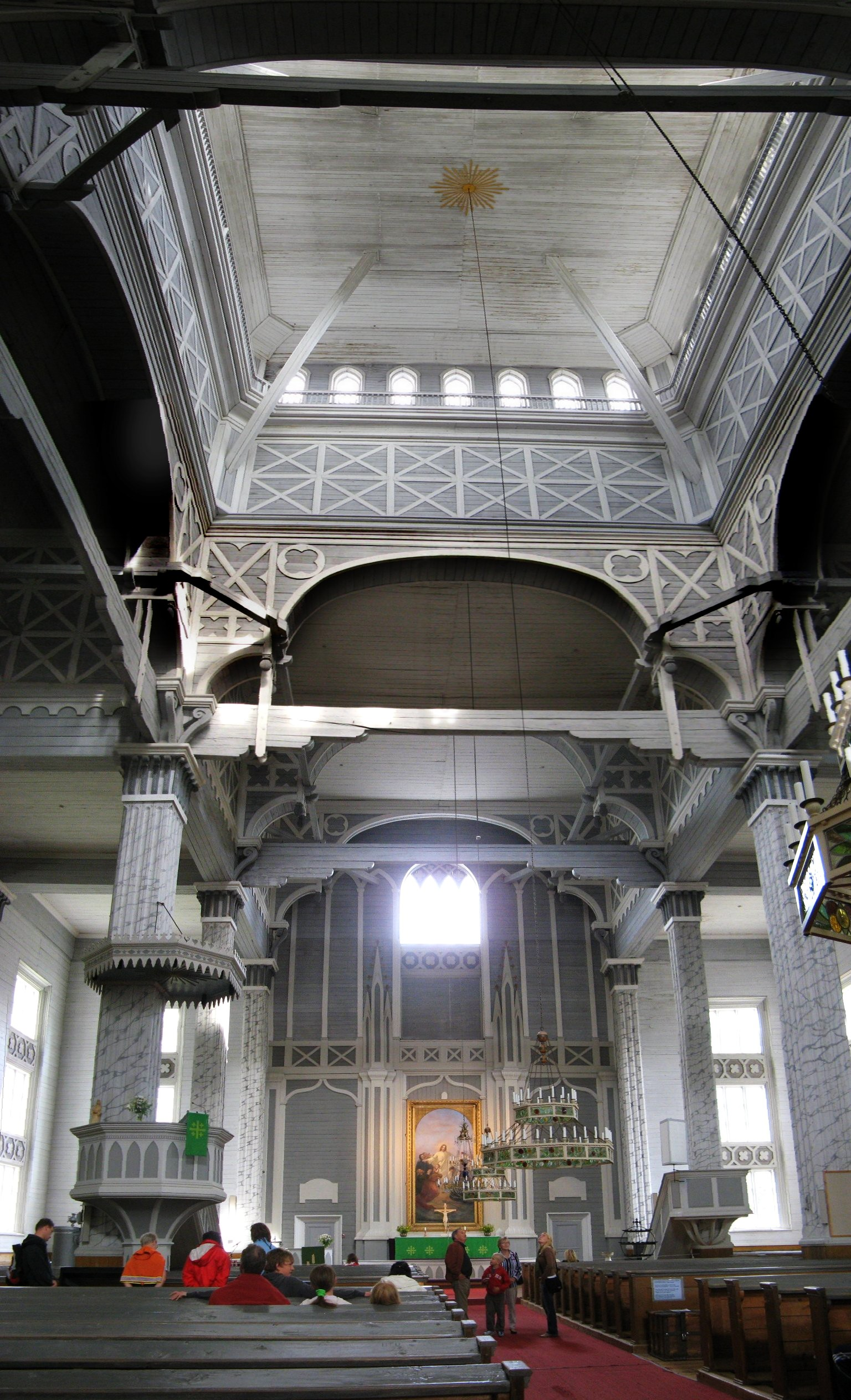
Адольф Фредерік Гранстедт. Керимякі дерев'яна церква, 1847 р., інтер'єр.
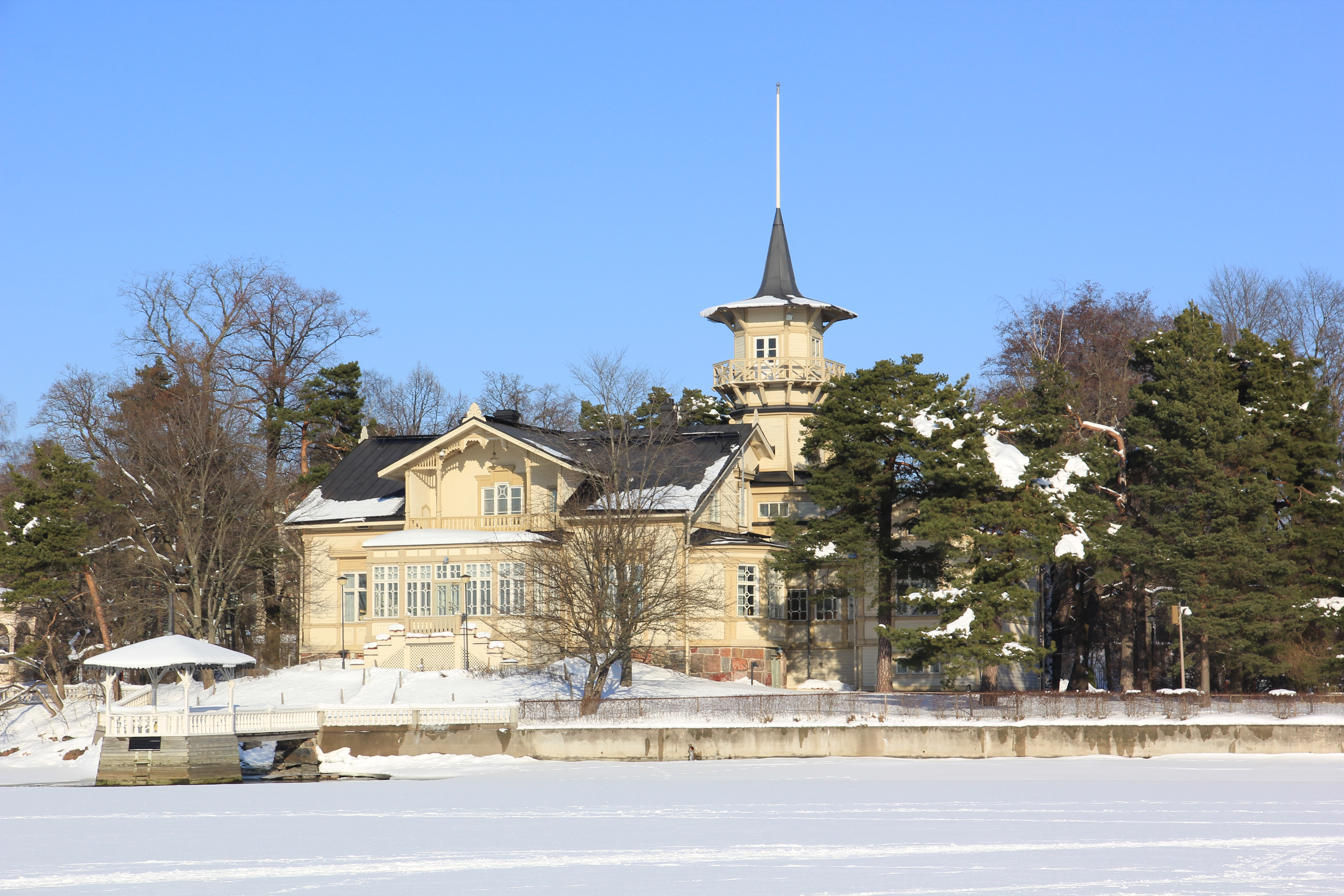
Якоб Аренберг. Заміська резиденція прем'єр міністра, 1873 р., Кесаранта,  Гельсінки

## Доба еклектики, кам'яна архітектура

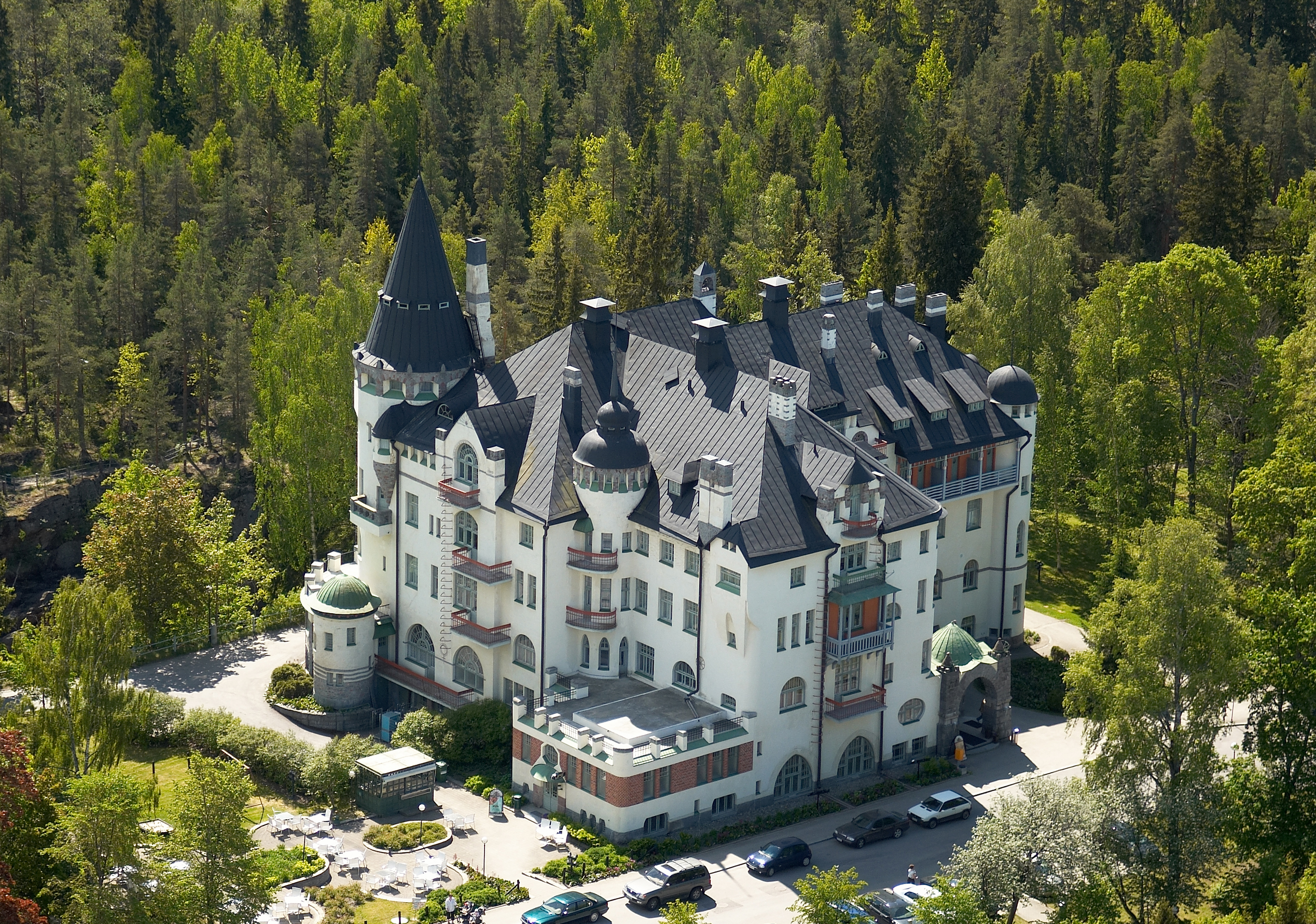
Уско Ністрьом. Гранд готель Каскад, 1903 р. Іматра.

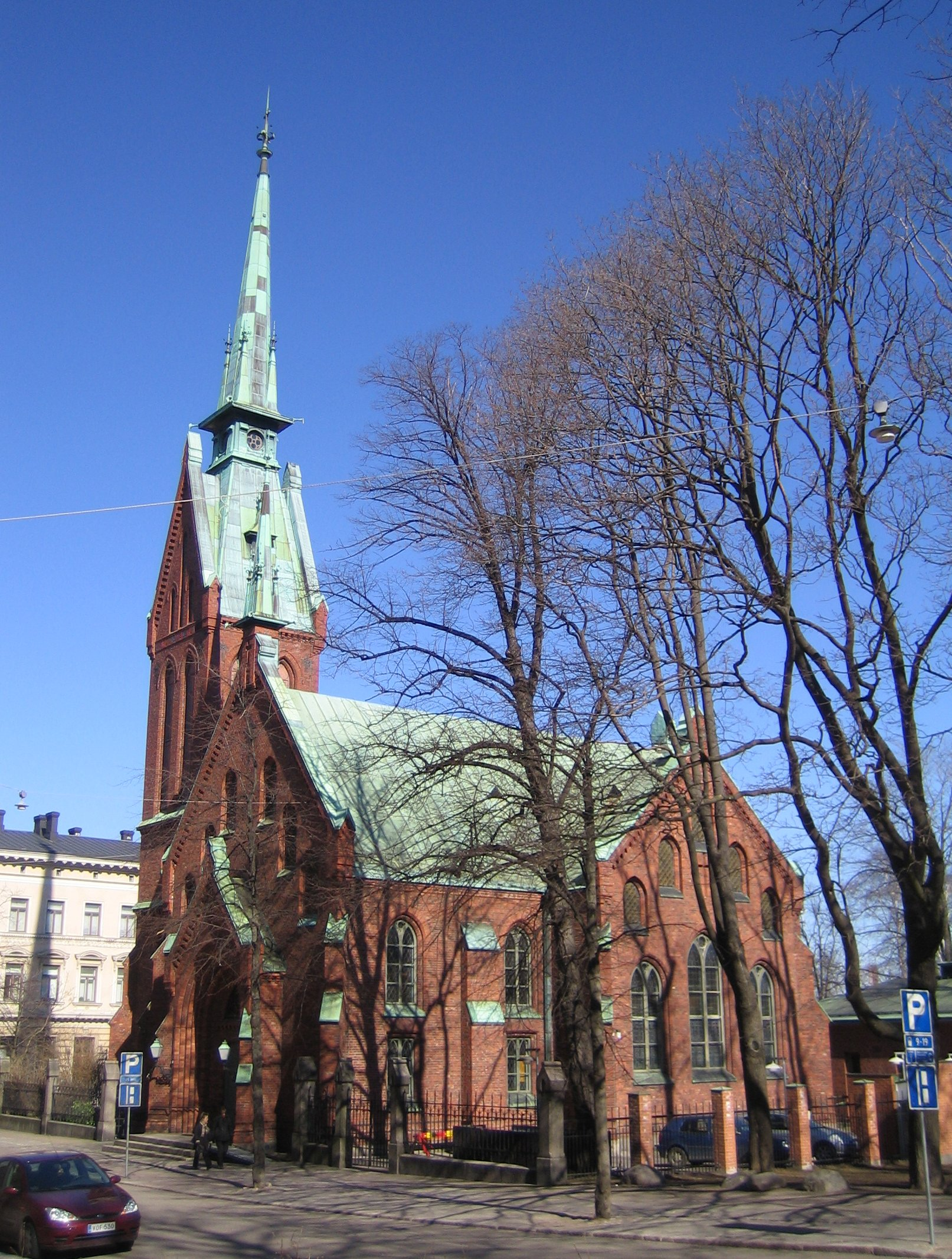
Харальд Боссе, Німецька кірха в стилі неоготика, 1864 р., Гельсінки.
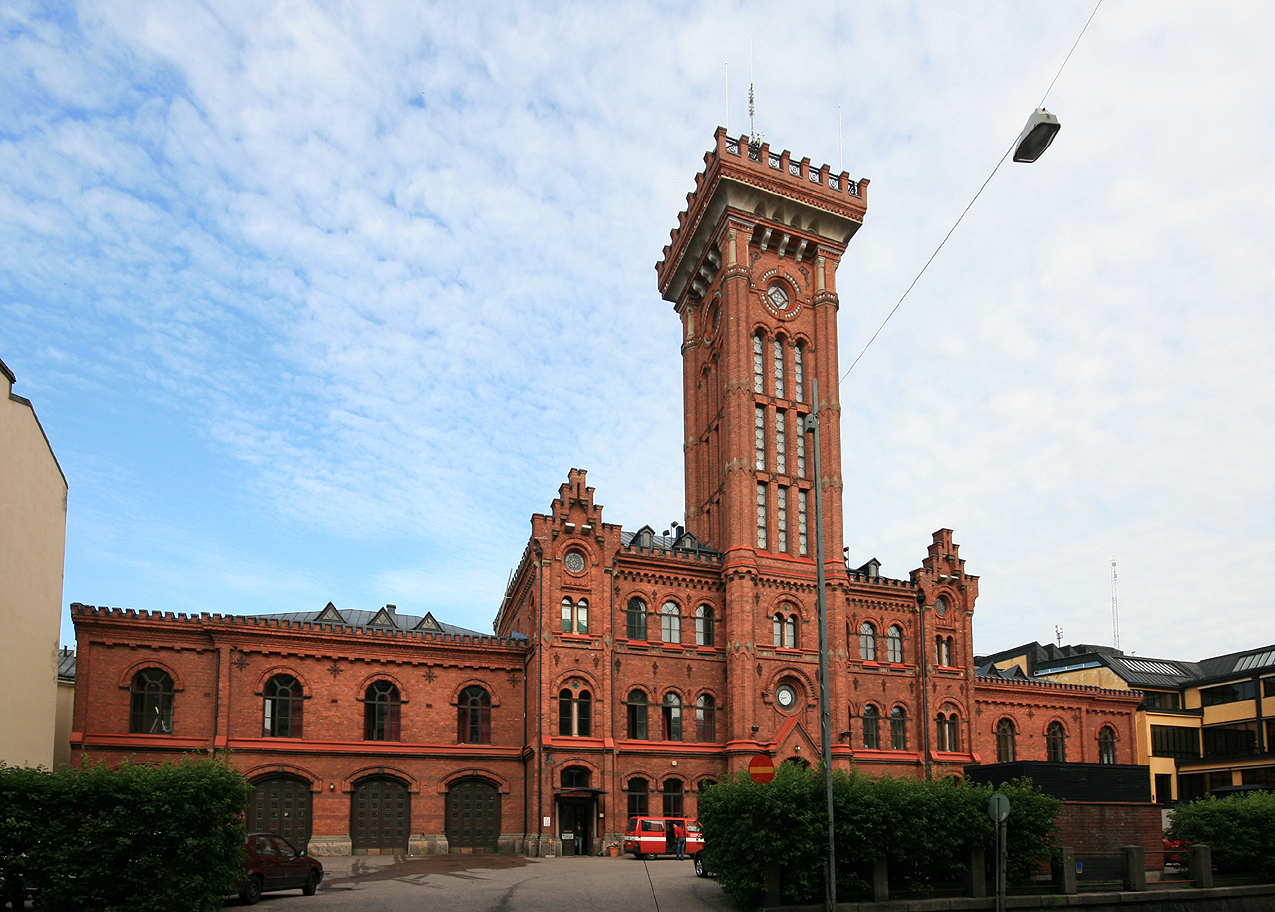
Теодор Хойжес. Протипожежна команда, 1891 р.
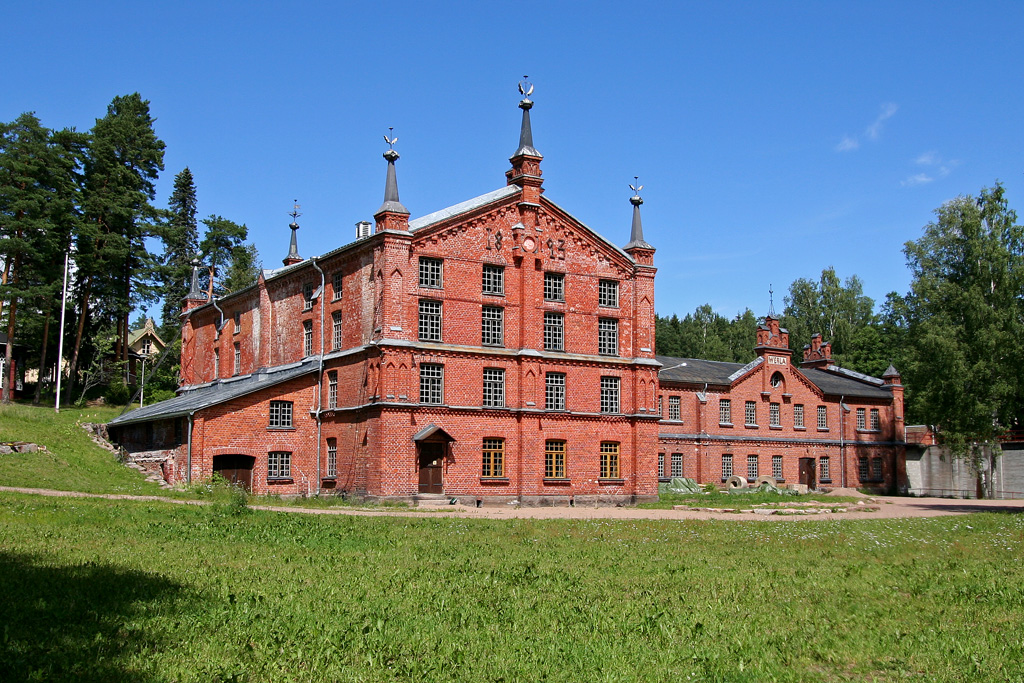
Колишній водяний млин для виробництва паперу, 1893 р.
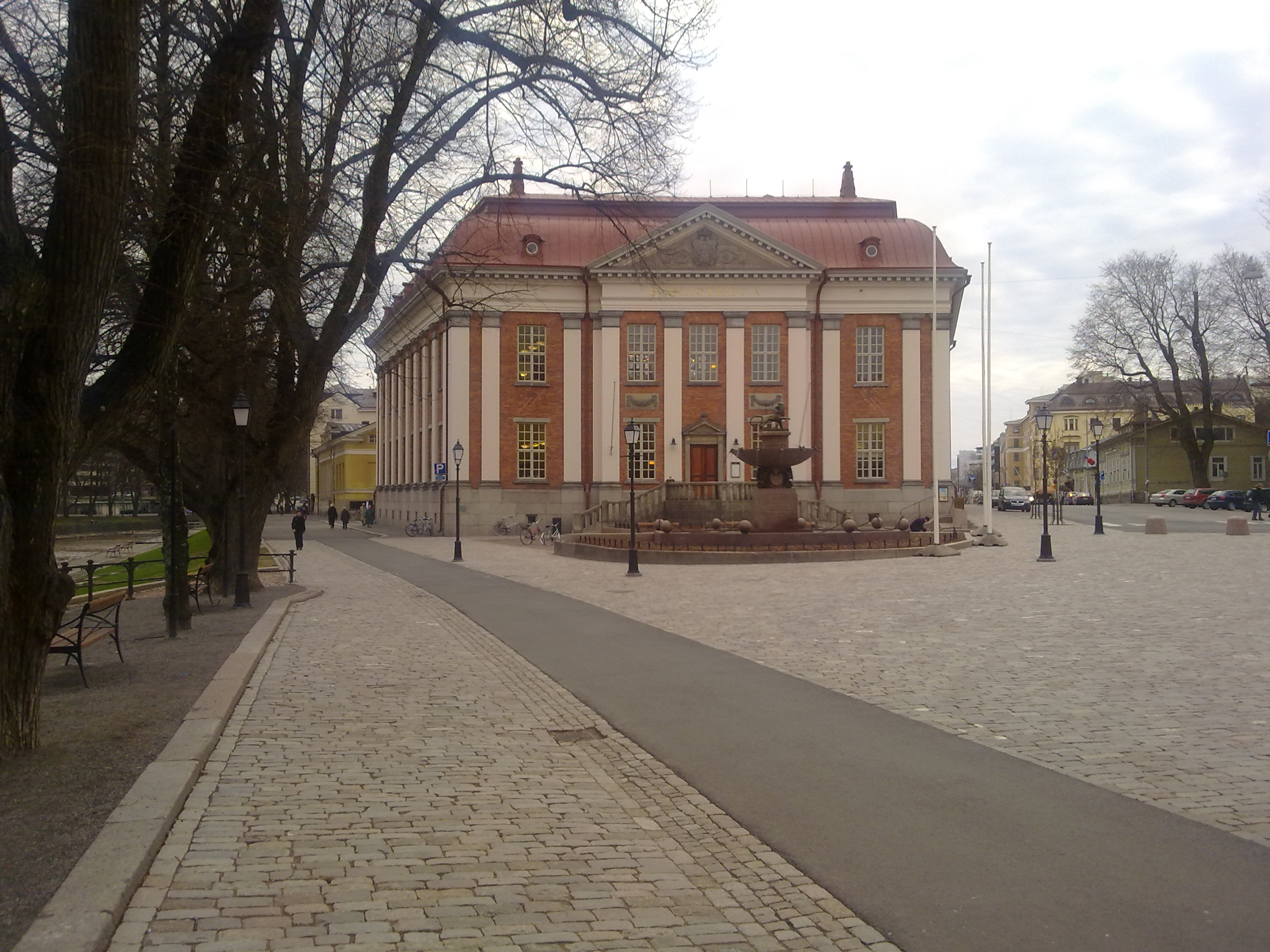
Карл Август Вреде. Турку. Центральна бібліотека в історичному стилі, 1903 р.
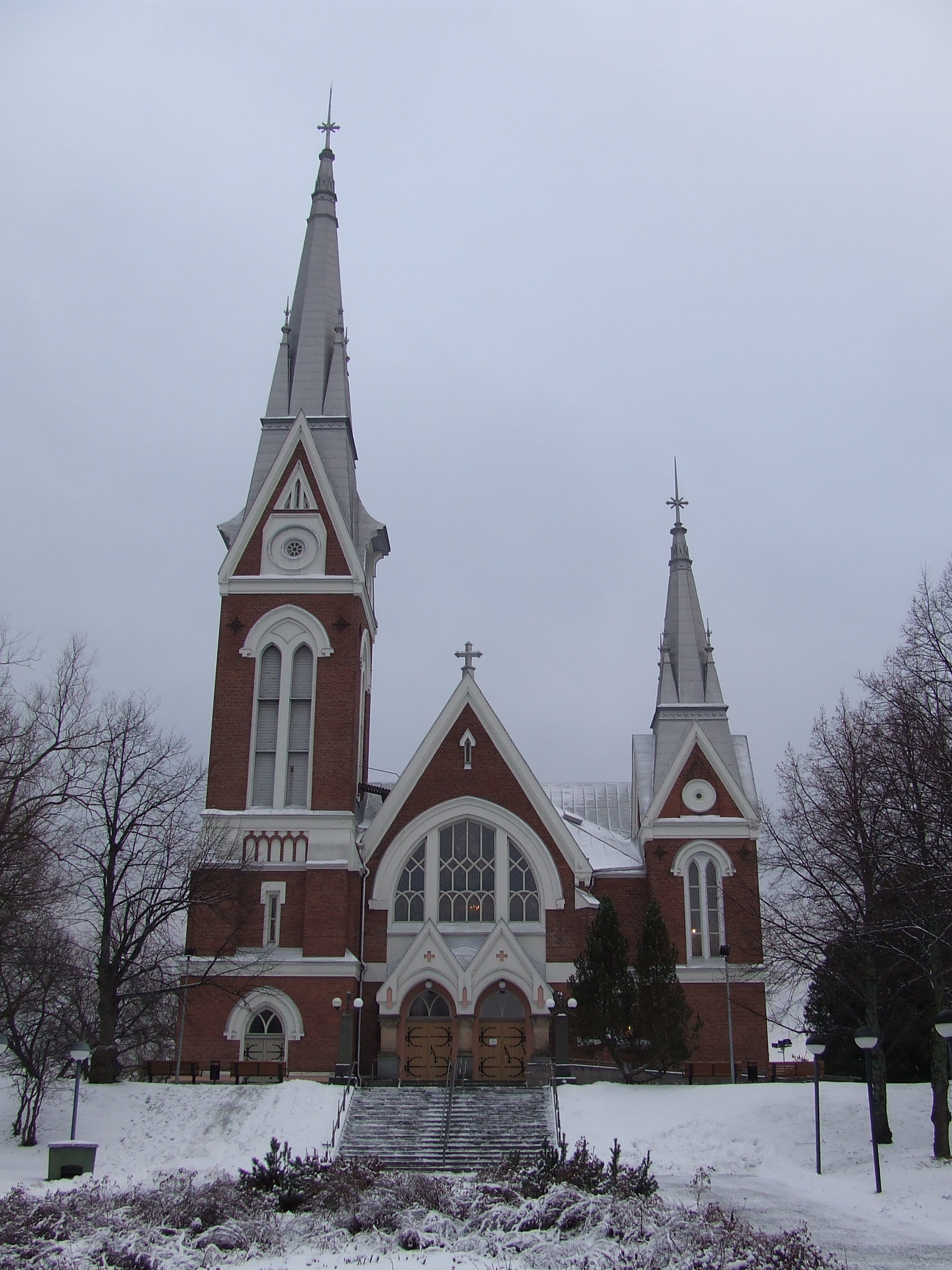
Йозеф Даніель Стенбек. Церква в Йоенсуу, неоготика.
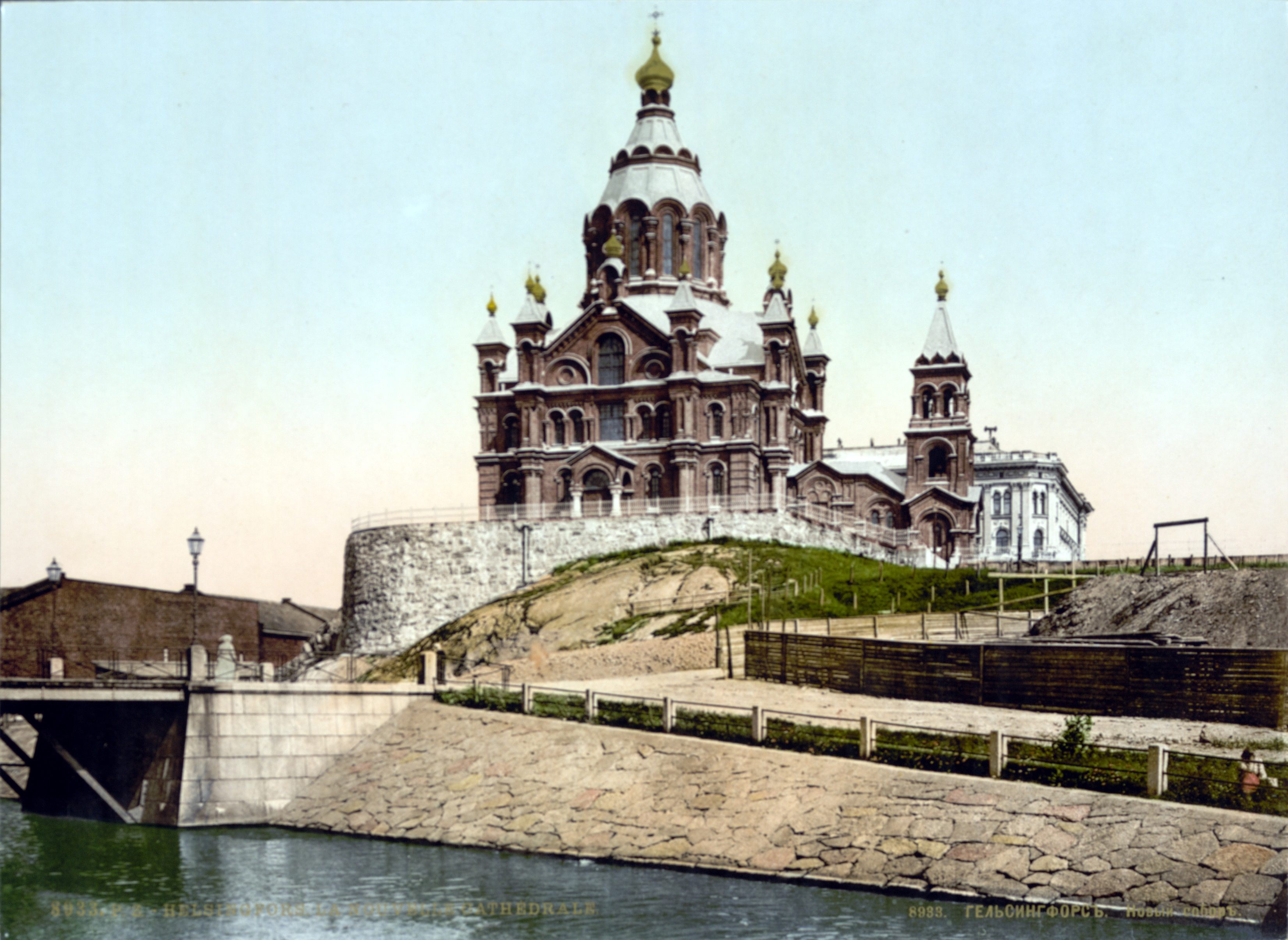
Олексій Горностаєв. Успенська церква, 1900 р. Гельсінки.

## Північний модерн (Національний романтизм)

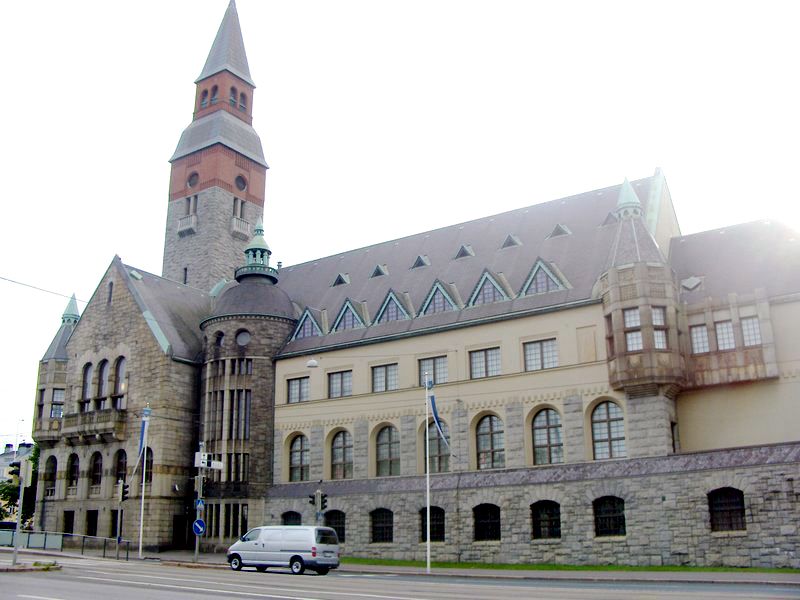
Архітектори Елієль Саарінен, Армас Ліндгрен та Герман Гезелліус.Національний музей Фінляндії. 1905—1910 рр. Гельсінки.

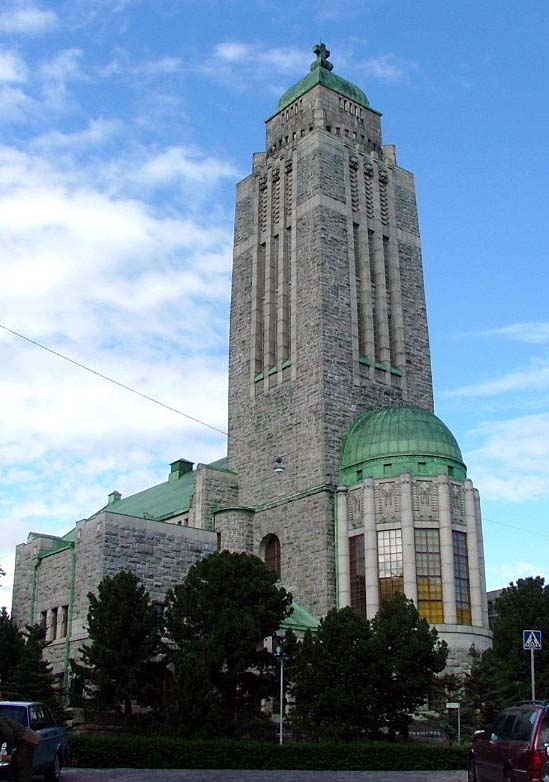
Арх. Ларс Сонк. Гельсінки, церква Кальйо, 1908—1912 рр.

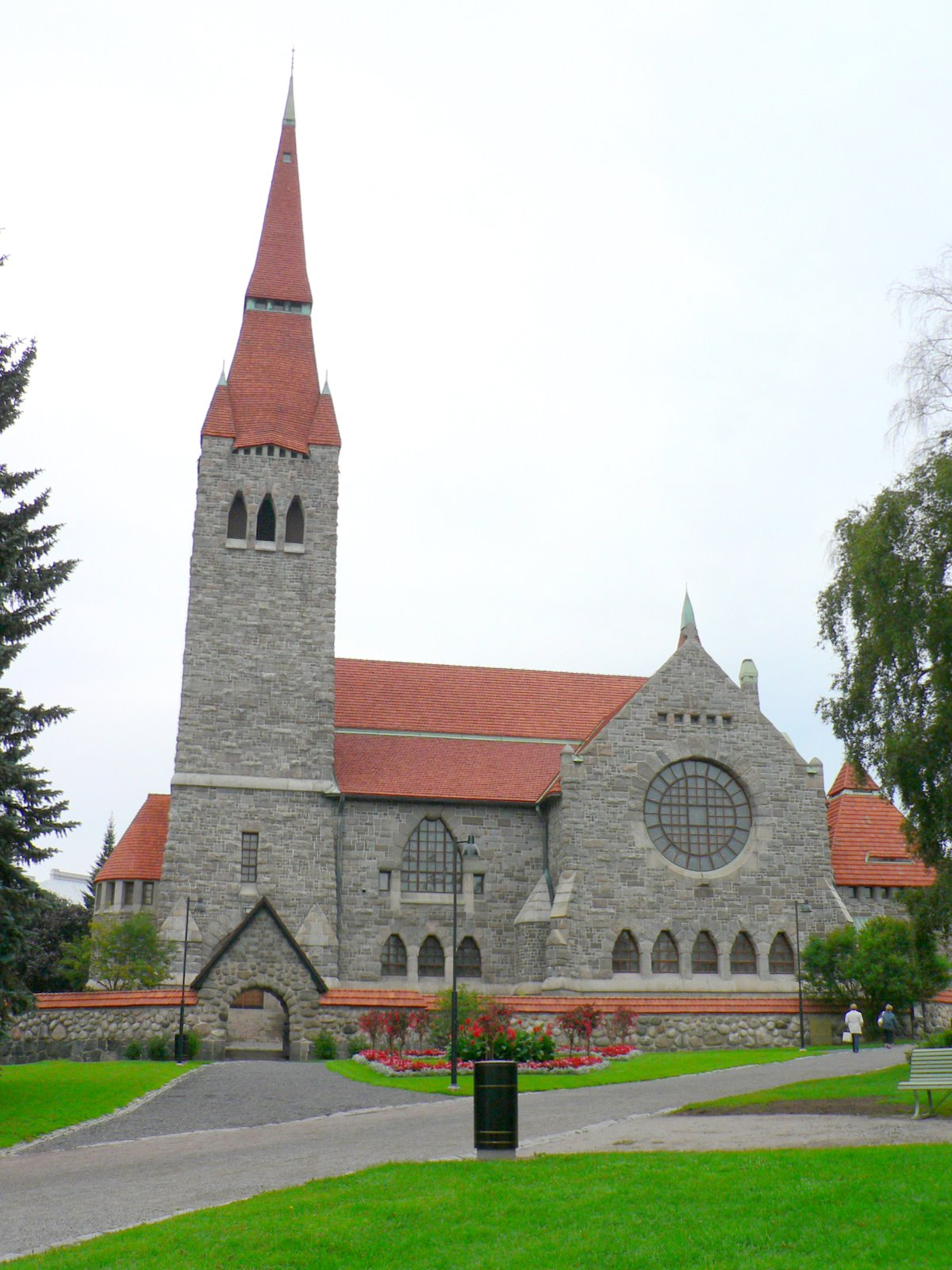
Арх. Ларс Сонк. Катедральний собор, Тампере, Фінляндія
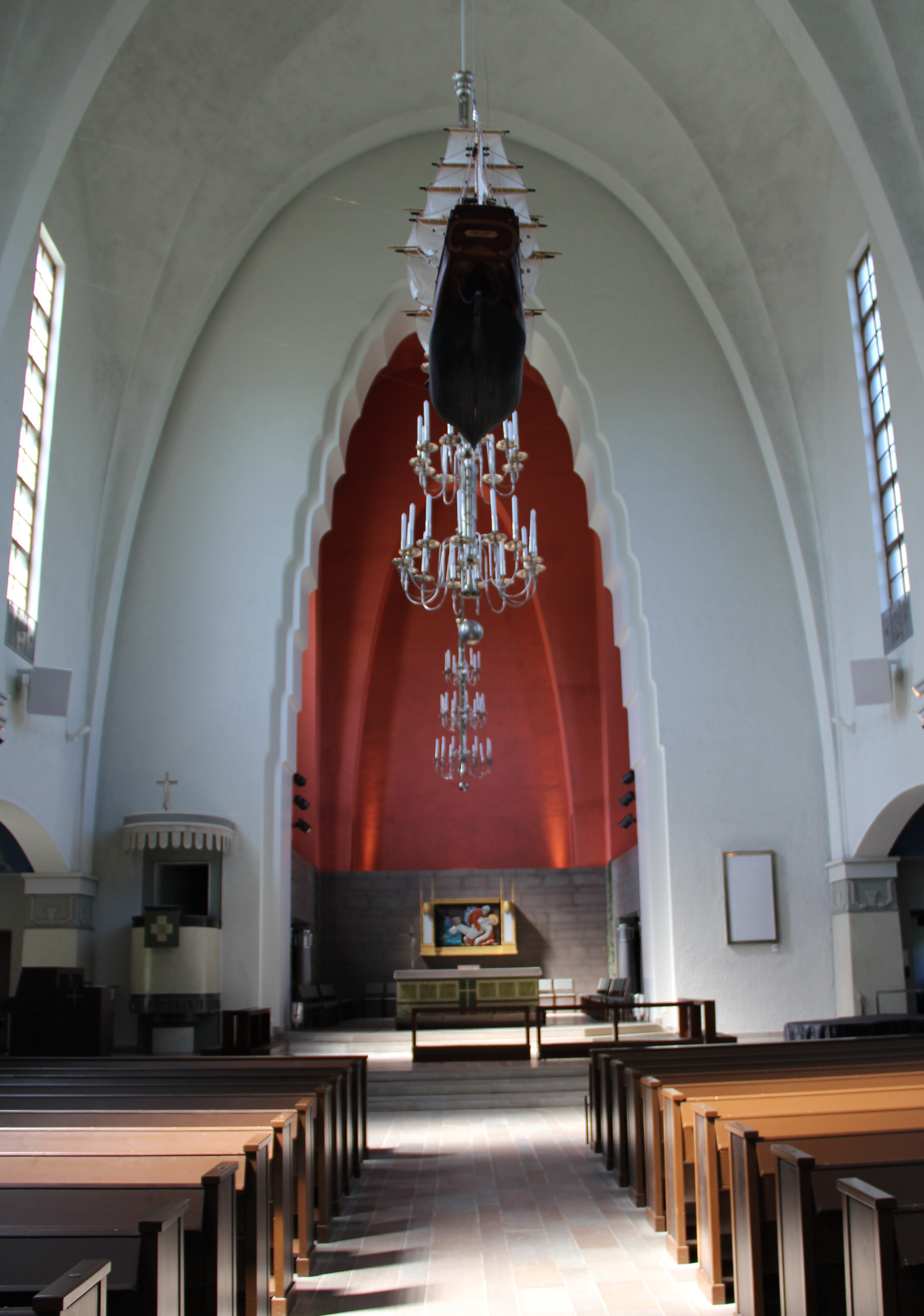
Арх. Ларс Сонк. Церква Мікаеля Агріколи, вівтар. Гельсінки, Фінляндія
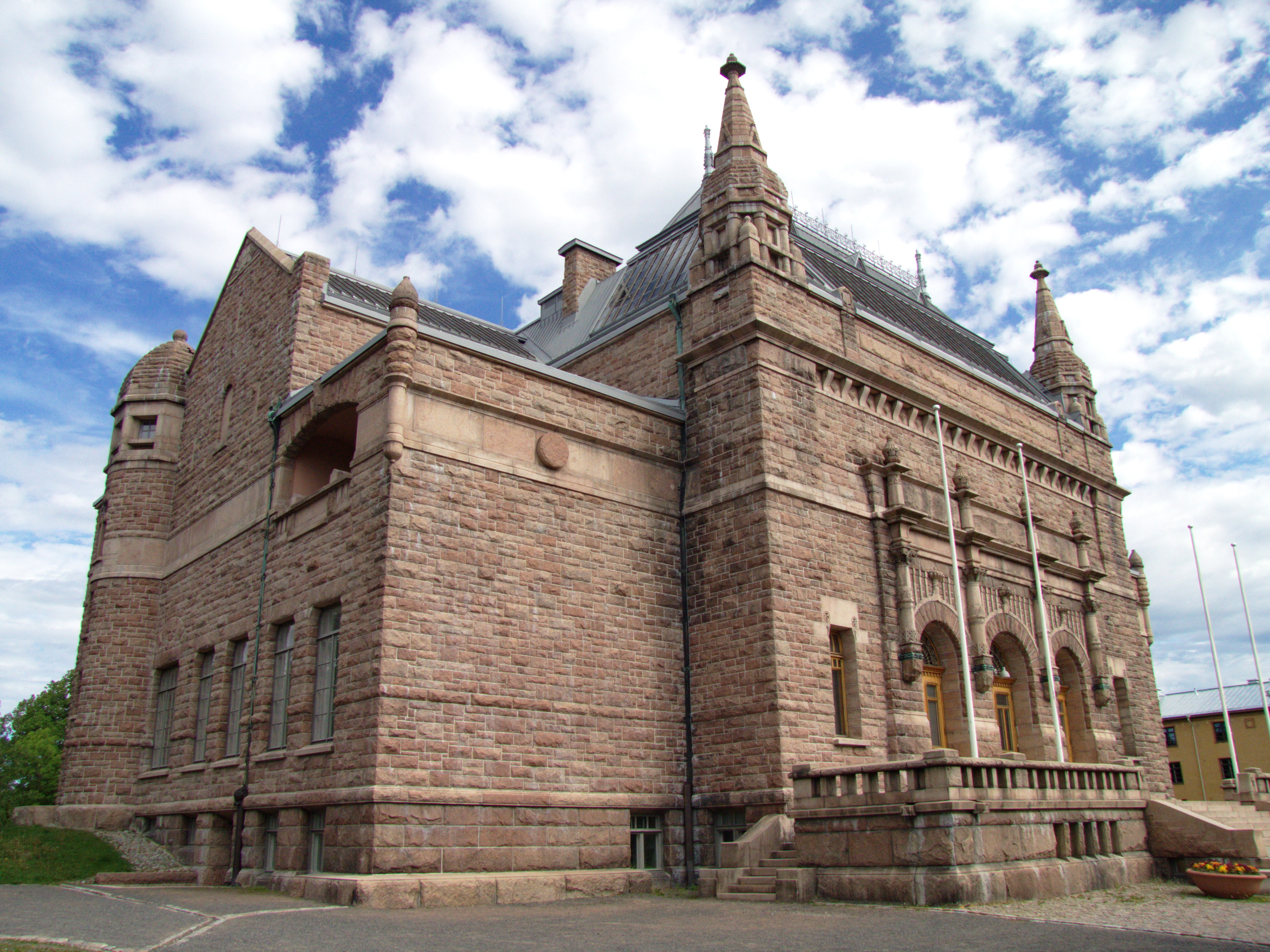
Густав Ністрьом. Художній музей Турку.
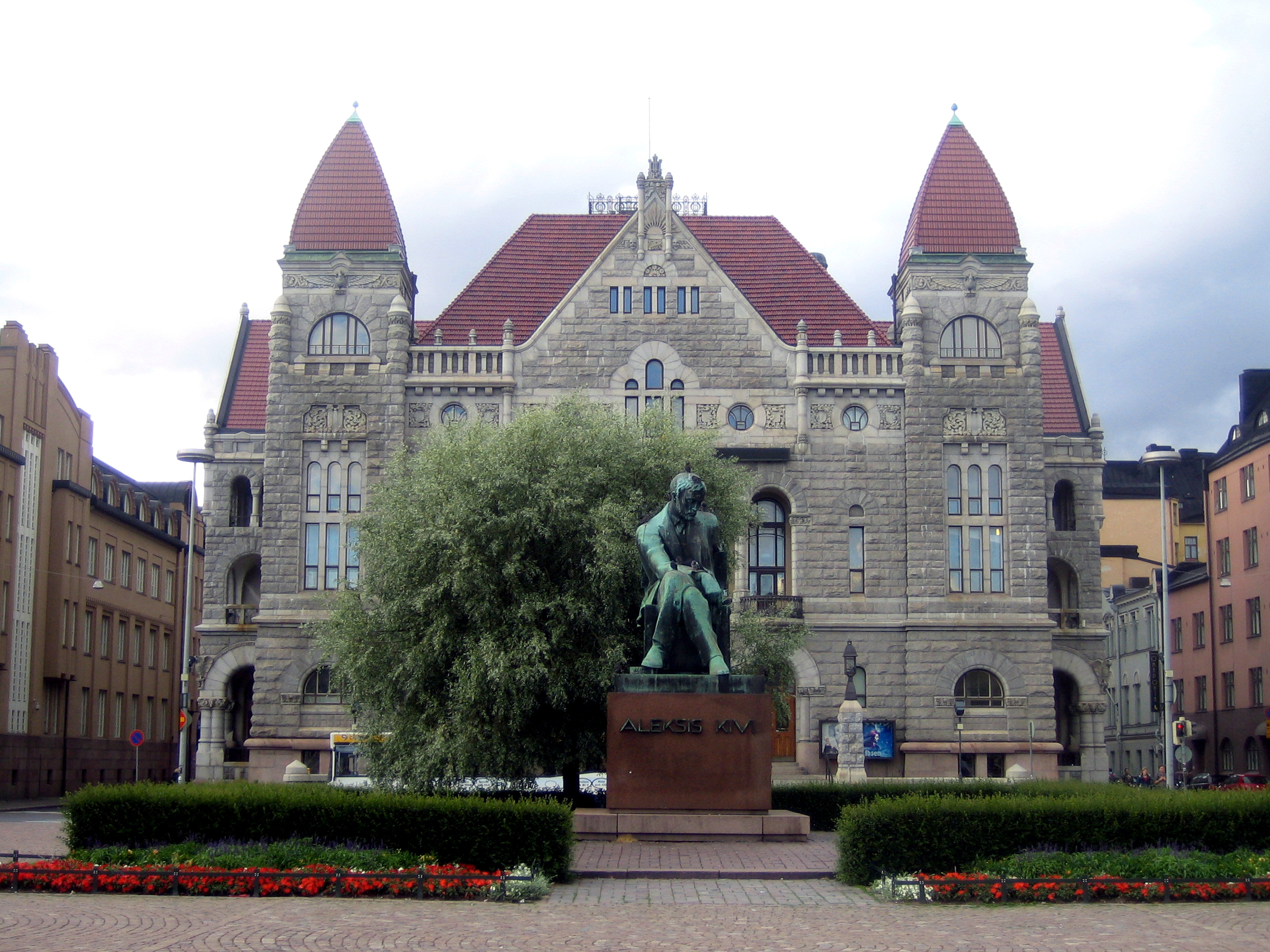
Фінський національний театр
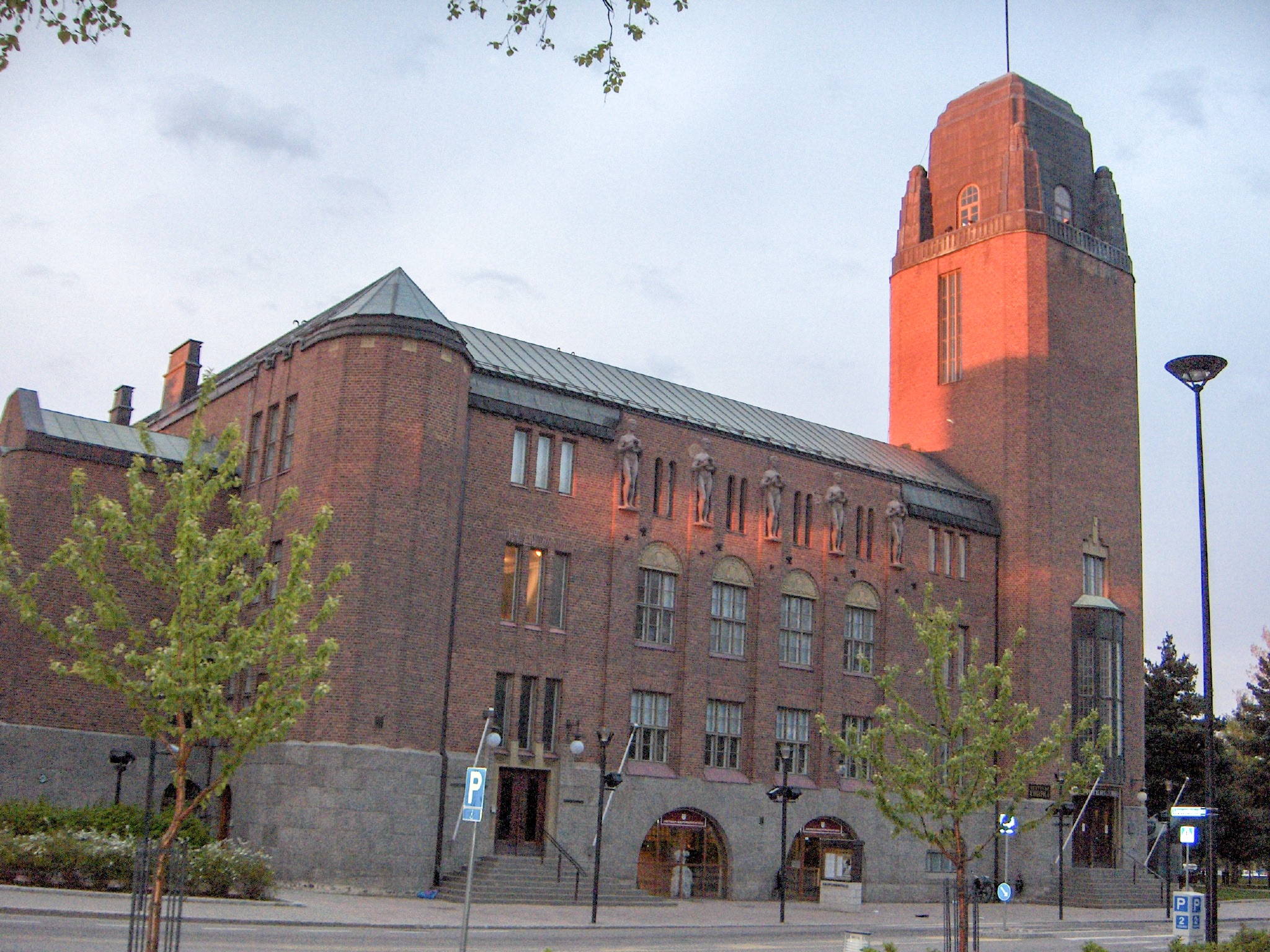
Елієль Саарінен. Ратуша в Йоенсуу.
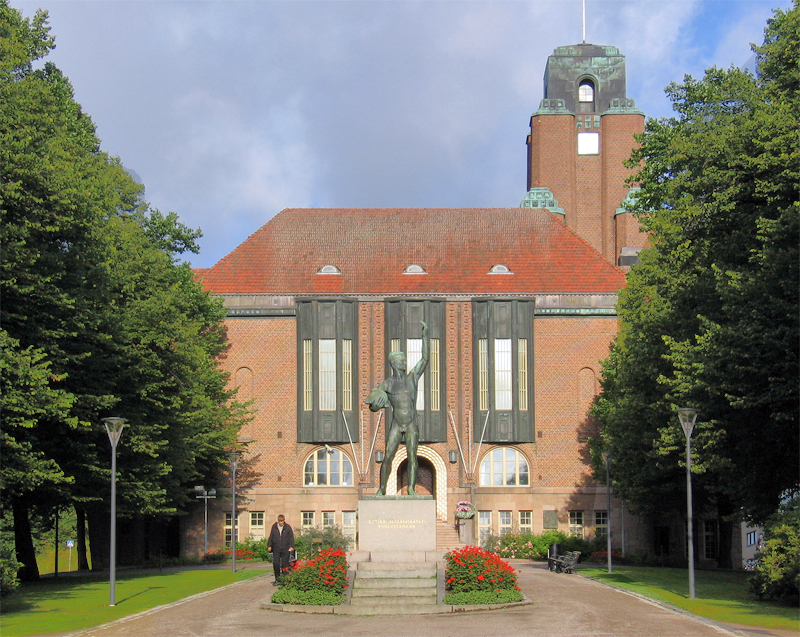
Елієль Саарінен. Ратуша в Лахті, Фінляндія.
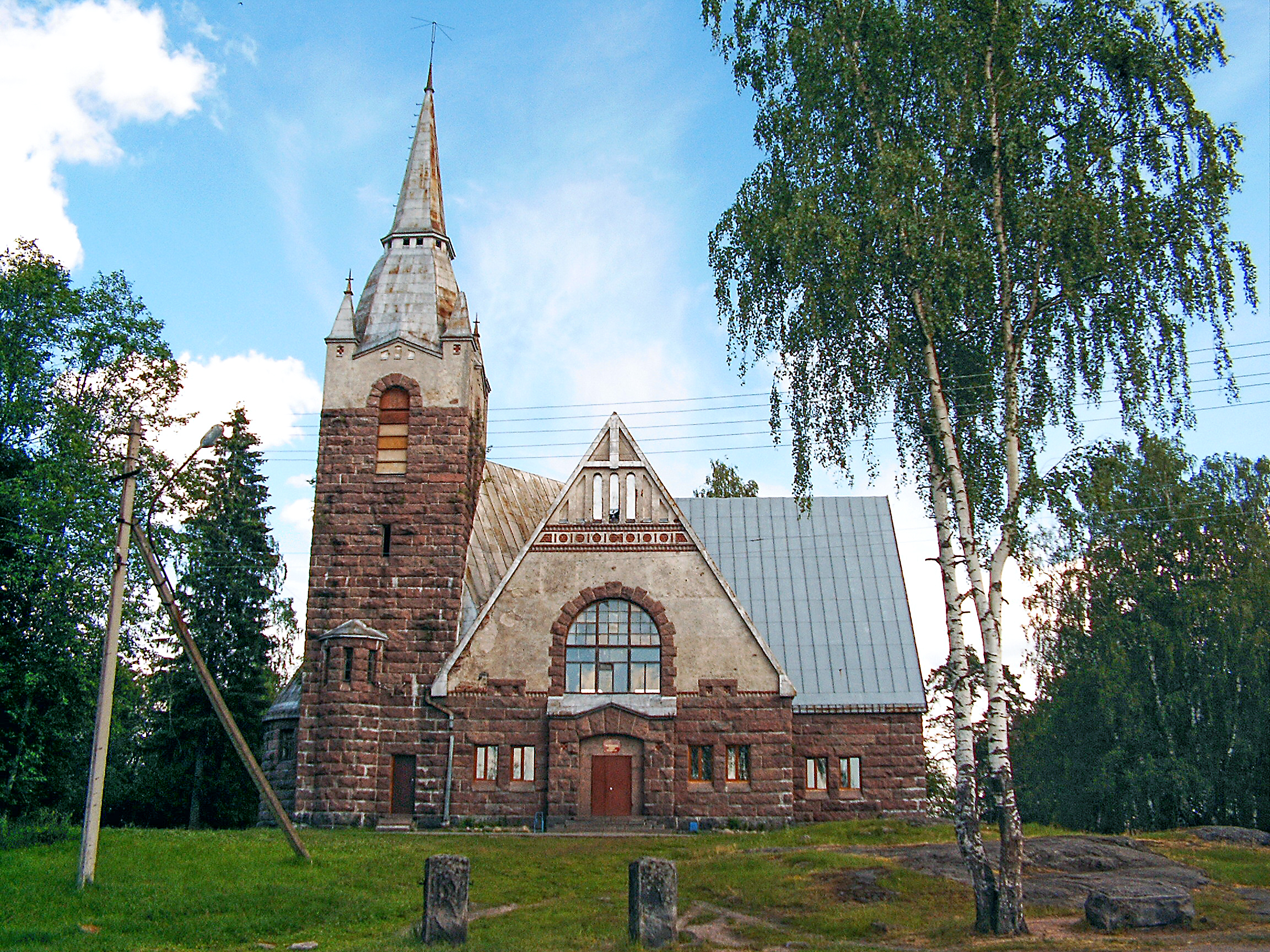
Йозеф Стенбек. Райсала, церква
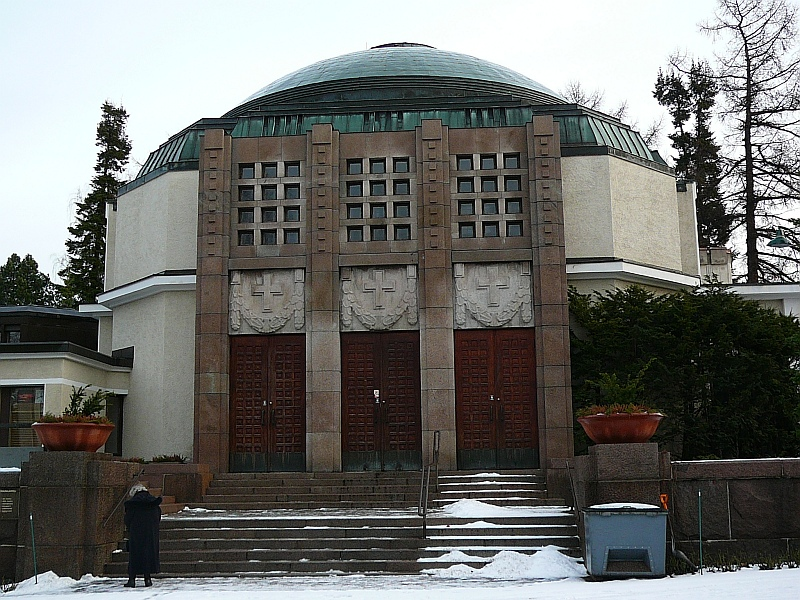
Архітектори Вайно Густав Палмквіст та Ейнар Сьостром. Цвинтарна каплиця, Тампере, 1913 р.
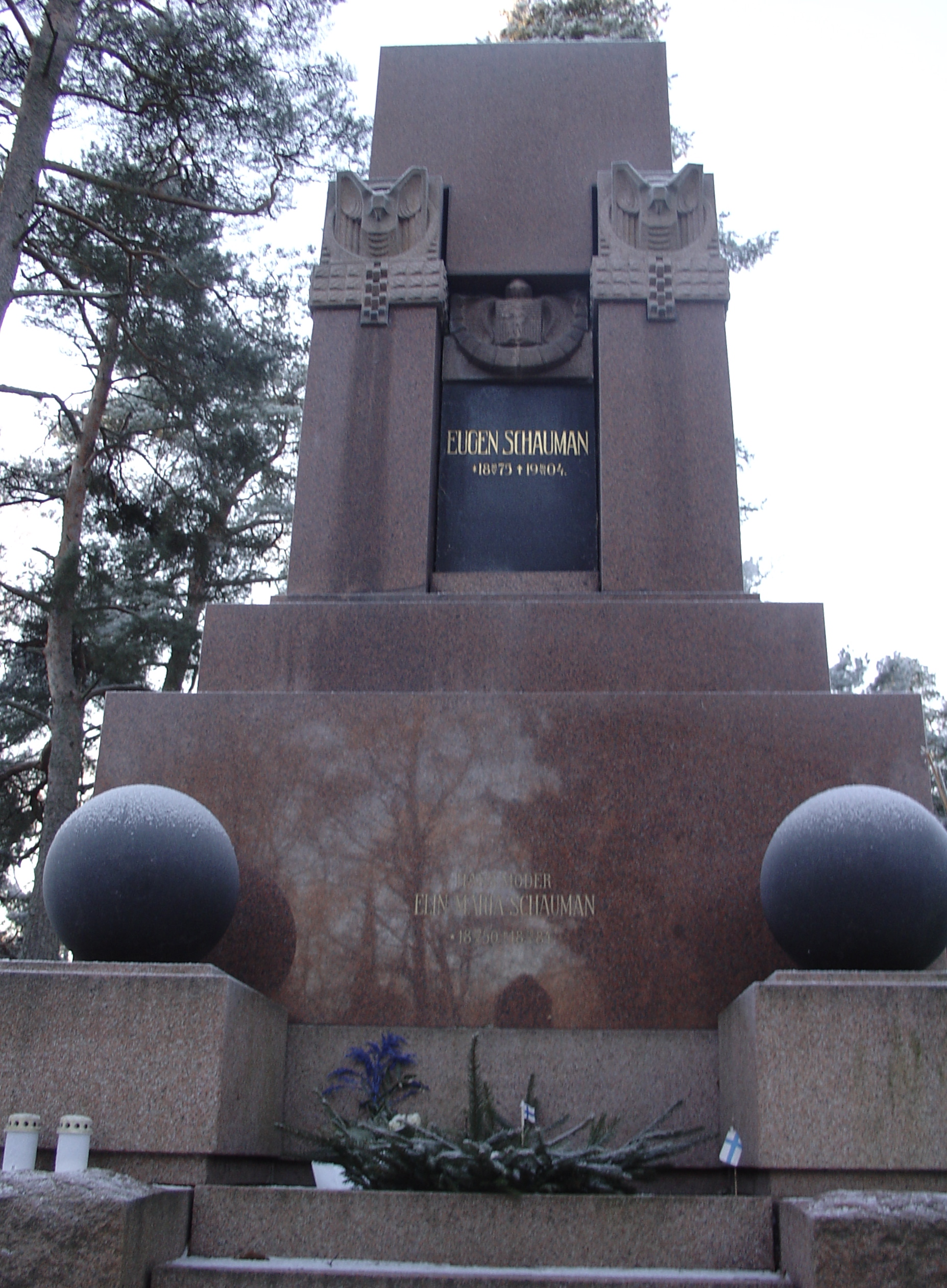
Арх. Вальтер Юнг. Надгробок Ейгена Шаумана

## Дизайн печей роботи фінських майстрів

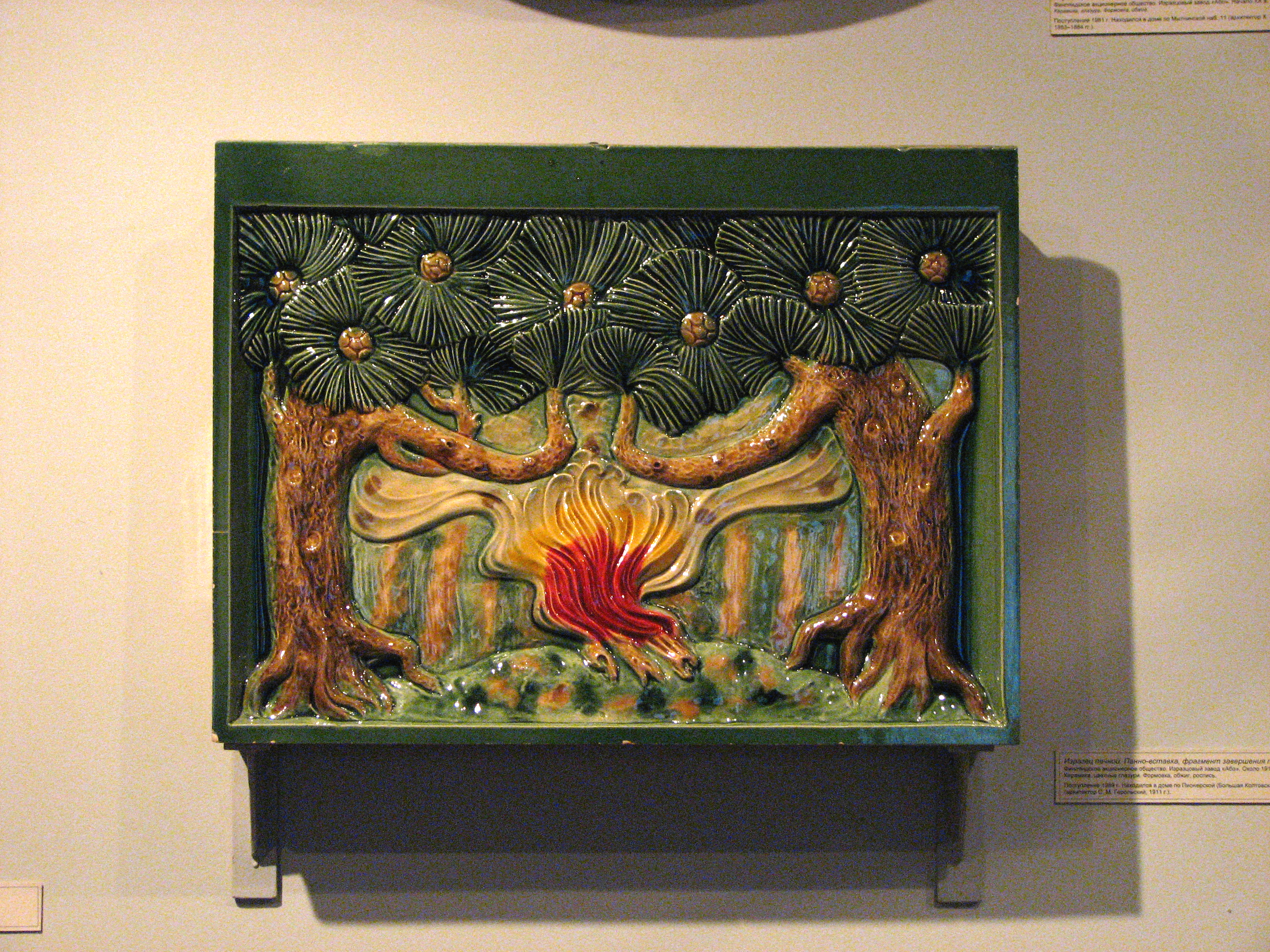
Пічна кахля заводу «Або», Фінляндія, 1911 р.

Керамічне виробництво для печей та камінів виникло у Фінляндії як філія заводу Rörstrand, розташованого у Швеції. Керамічний завод «Арабія» (Arabian tehdas) заснували у Гельсінкі 1873 року. Назва ніяк не пов'язана з південною культурою. На завод перенесли назву кварталу міста Гельсінгфорс (нині Гельсінкі). Гельсінгфорський керамічний завод розпочав виробництво з 1874 р.
Первісно завод «Арабія» виготовляв кахлі і облицювання печей за моделями, що розробив шведський архітектор Ерік Гуго Трюгелін (1846—1924). Наприкінці 19 ст. до створення нових моделей залучили фінського архітектора Якоба Аренберга (1847—1914), уродженця міста Виборг.
Моделі печей мали спрощений характер, їх декор був зведений до мінімуму. Привабливість досягалась за рахунок кольорових кахлів, що імітували фарби природного каменю у більш насиченому варіанті. Частка печей і камінів для багатих помешкань мала вази або окрему декоративну верхівку або картуш у історичному стилі. Залучення до виробництва нової генерації фінських архітекторів привнесло в декор стилістику національного романтизму (північний модерн, місцевий варіант).

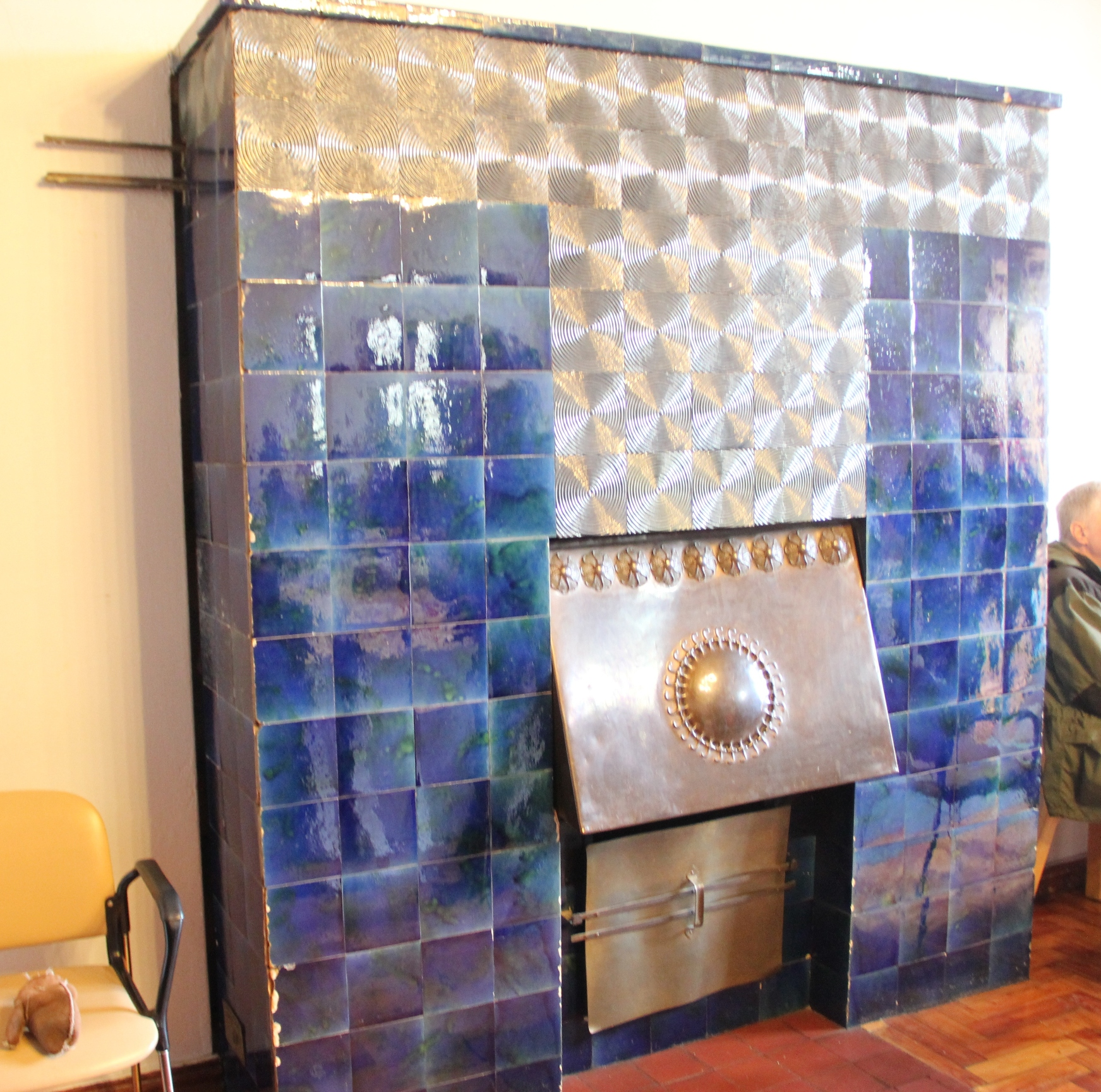
Фінляндія. Маєток Трасканда, піч з кахлями
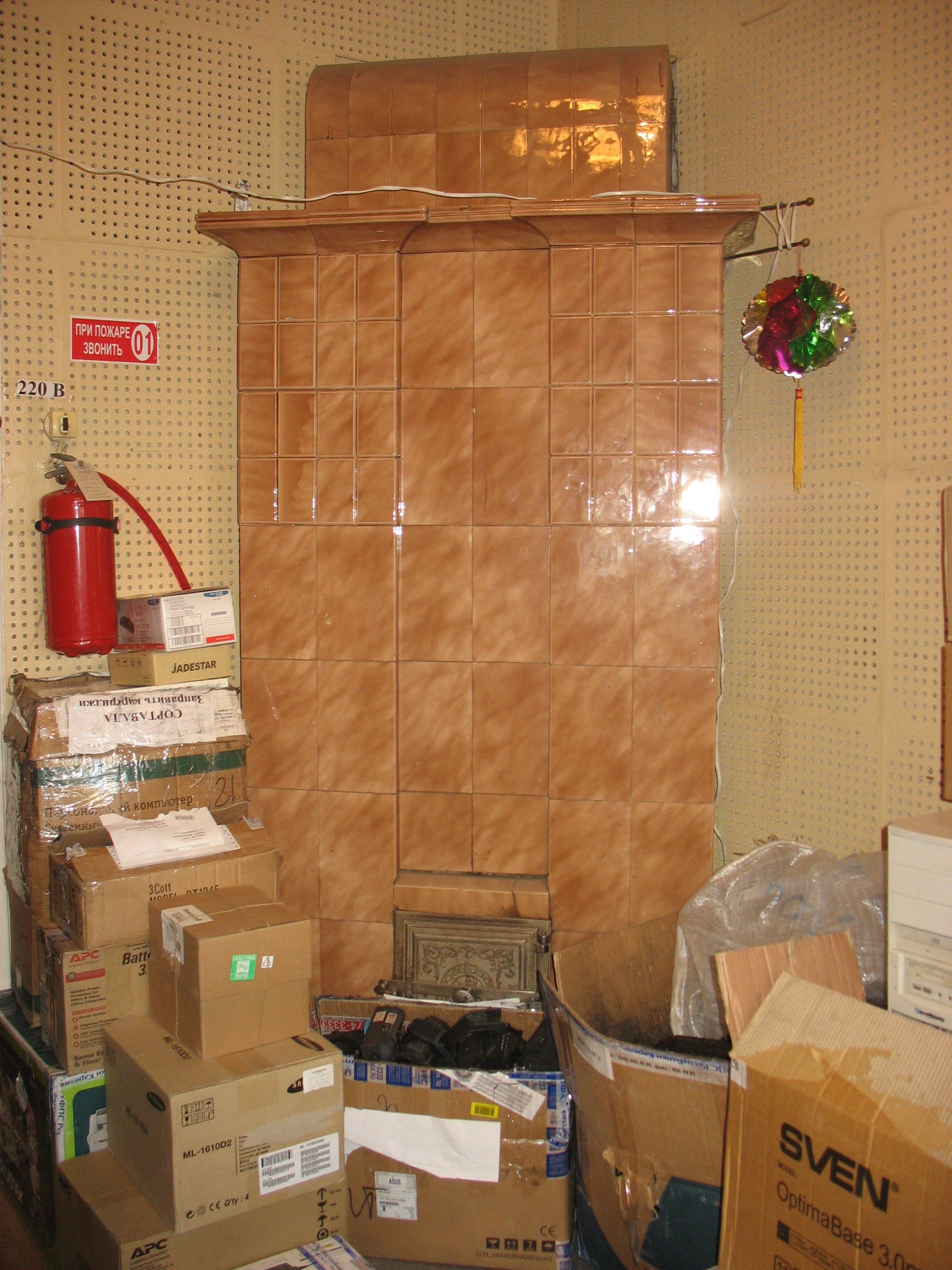
Північний модерн. Кутова піч з коричневими кахлями та імітацією пілястр. Банк Північних країн, Сортавала, Республіка Карелія.
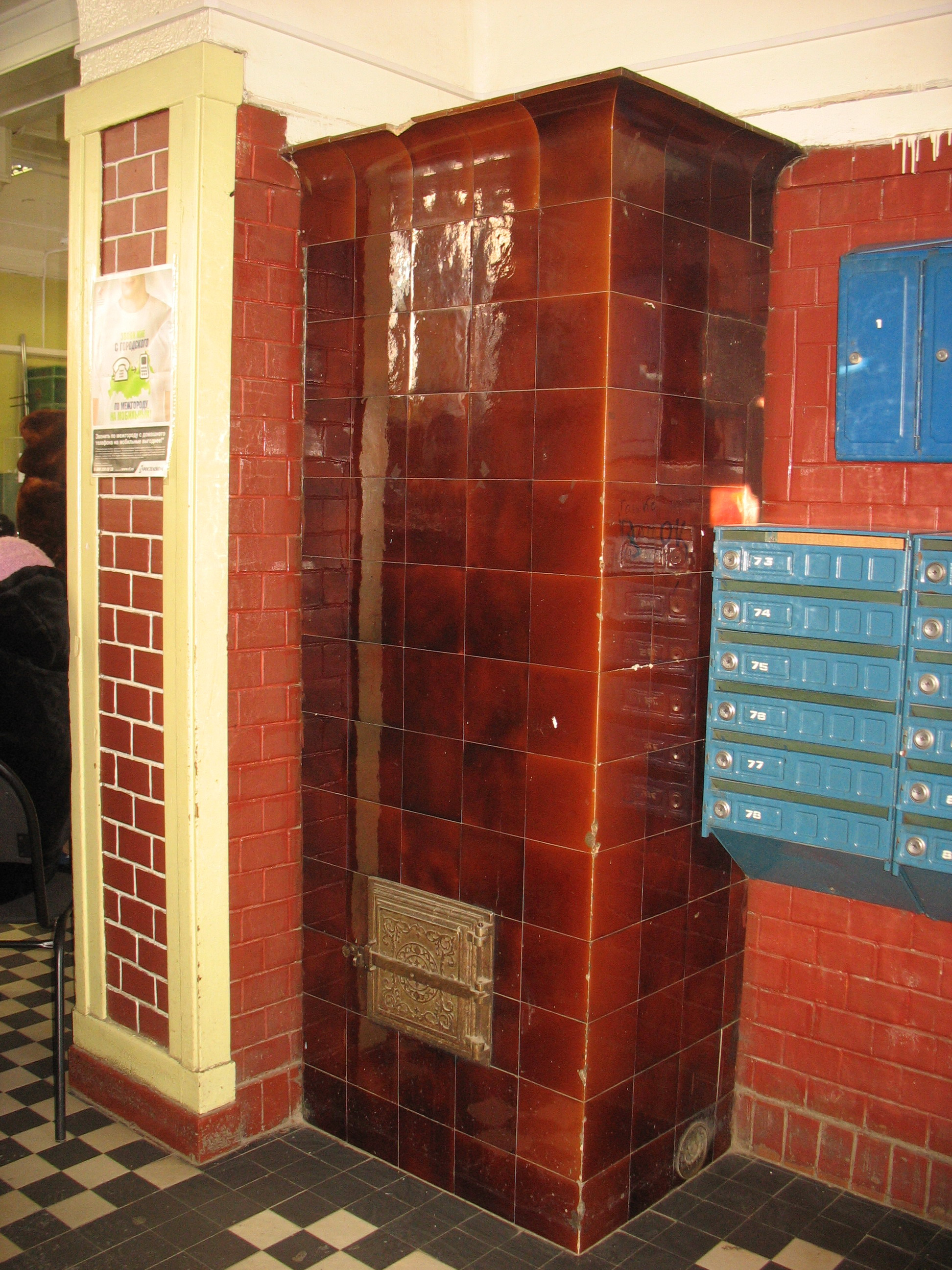
Північний модерн. Піч з червоними кахлями, Сортавала, Республіка Карелія.
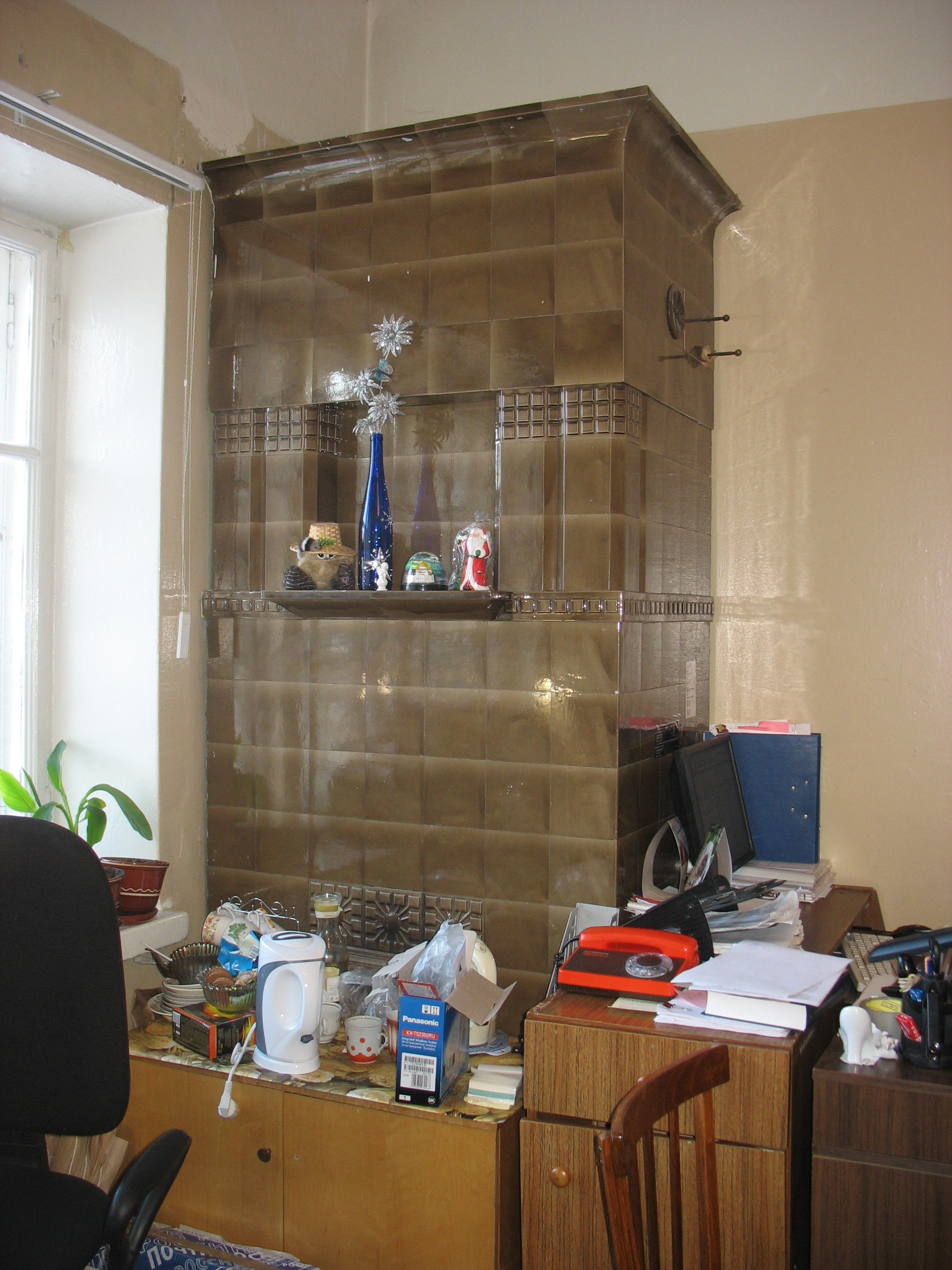
Північний модерн. Піч з коричневими кахлями і поличкою, Банк Північних країн, Сортавала, Республіка Карелія.
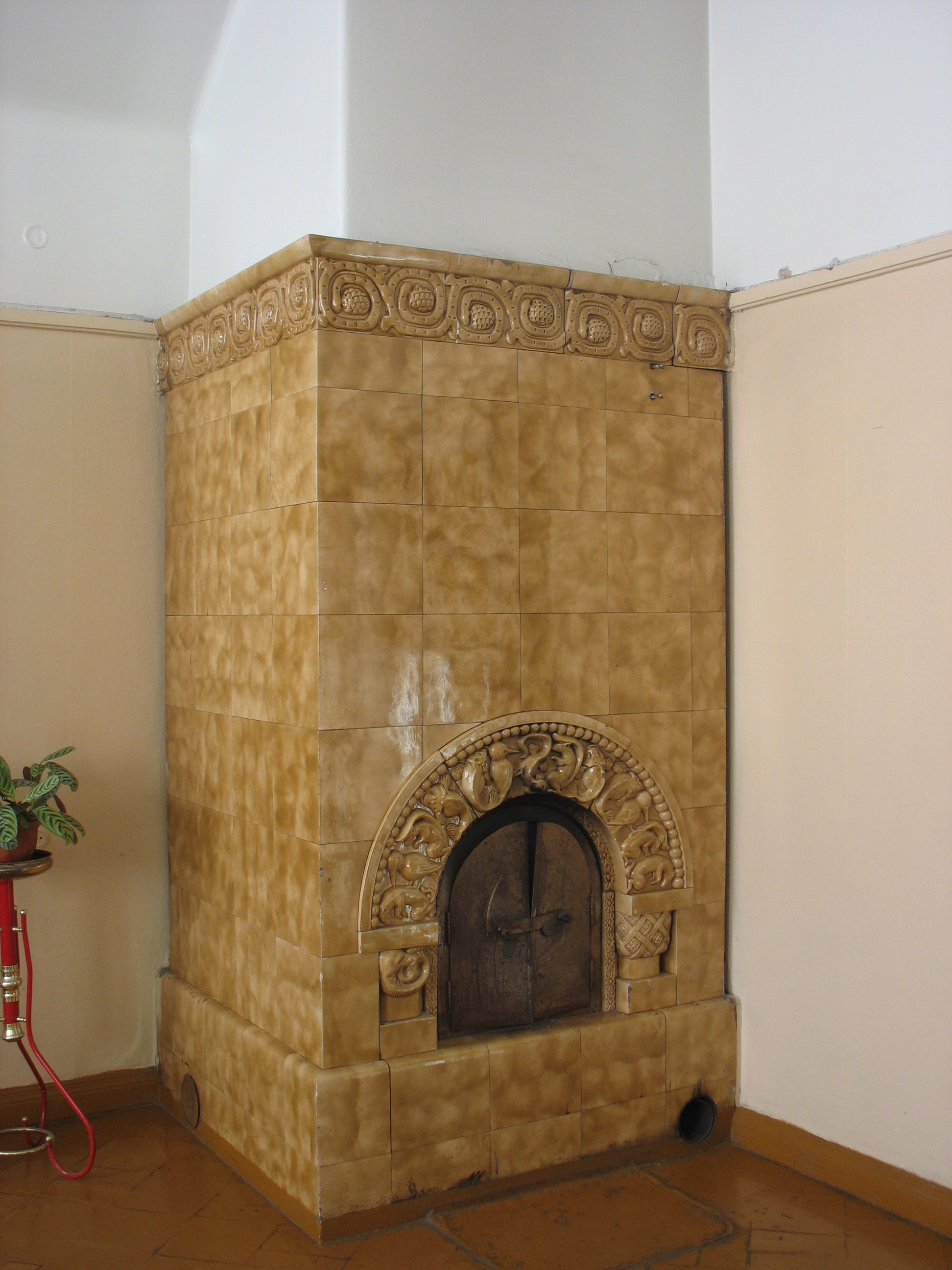
Північний модерн. Кутова піч з коричневими кахлями. Банк Північних країн, Сортавала, Республіка Карелія.

## Фінський функціоналізм

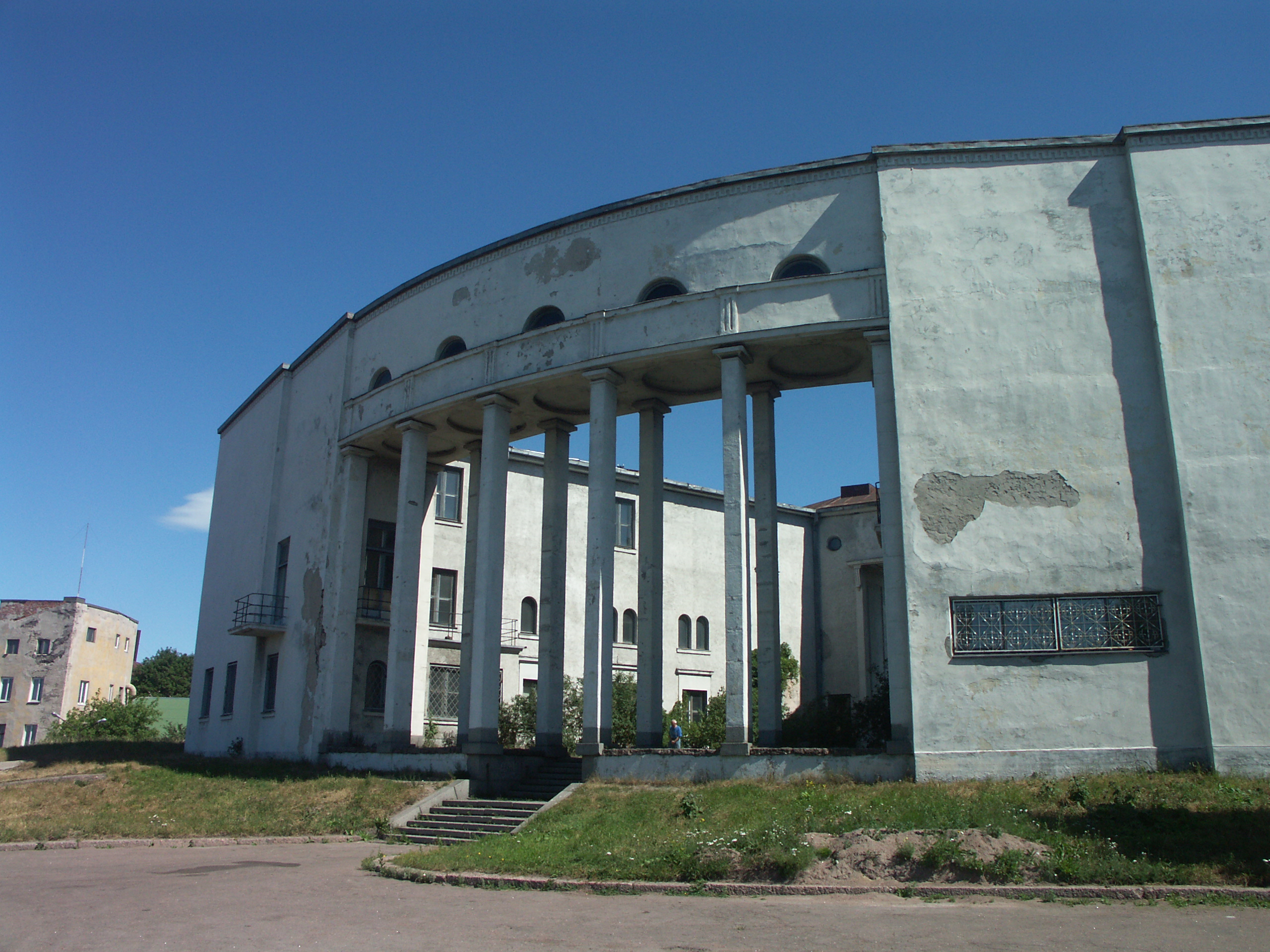
Уно Ульберг. Колишній Виборзький художній музей і художня школа

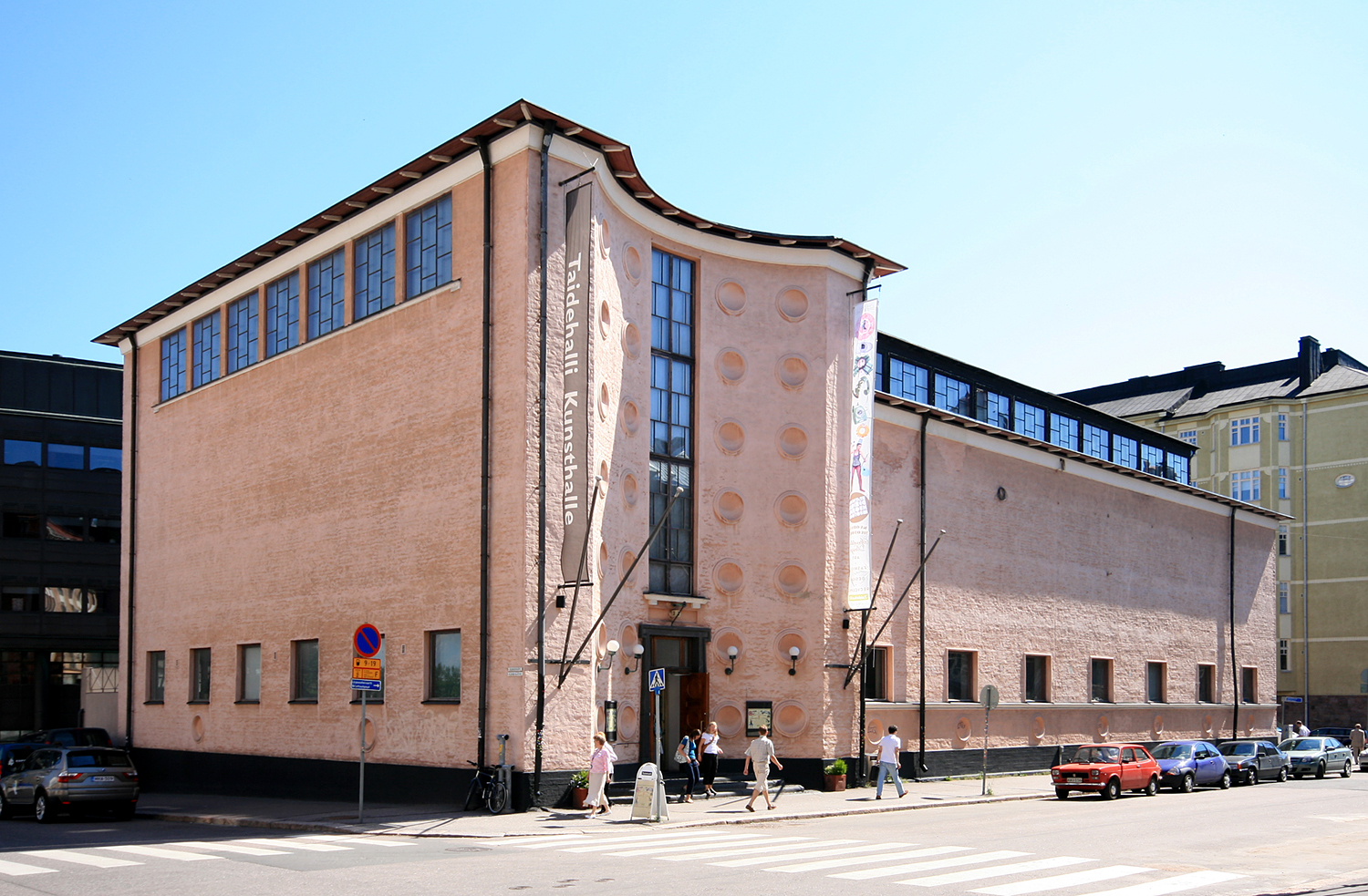
Ахітектори Хілдинг Екелюнд та Ярл Еклюнд. Художня галерея Тайдехаллі, 1928 р., Гельсінки.
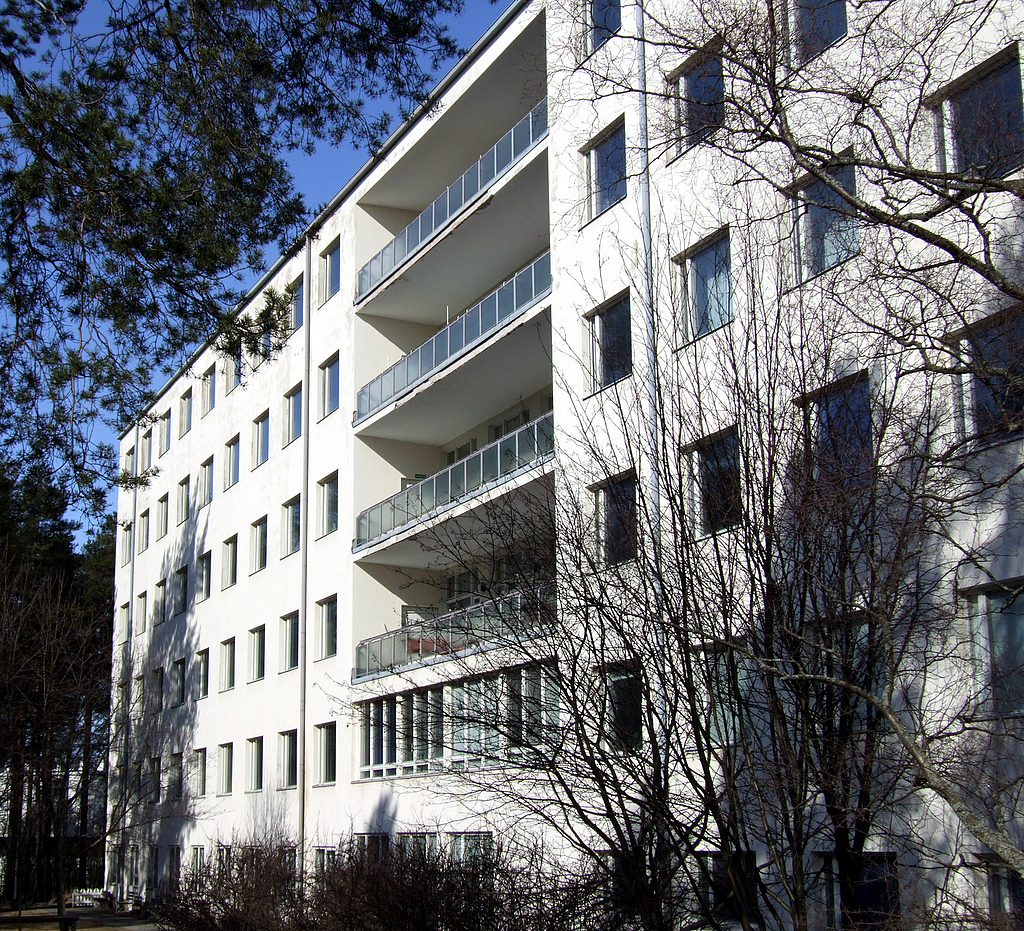
Уно Ульберг. Міська лікарня, 1938 р. Оулу, Фінляндія
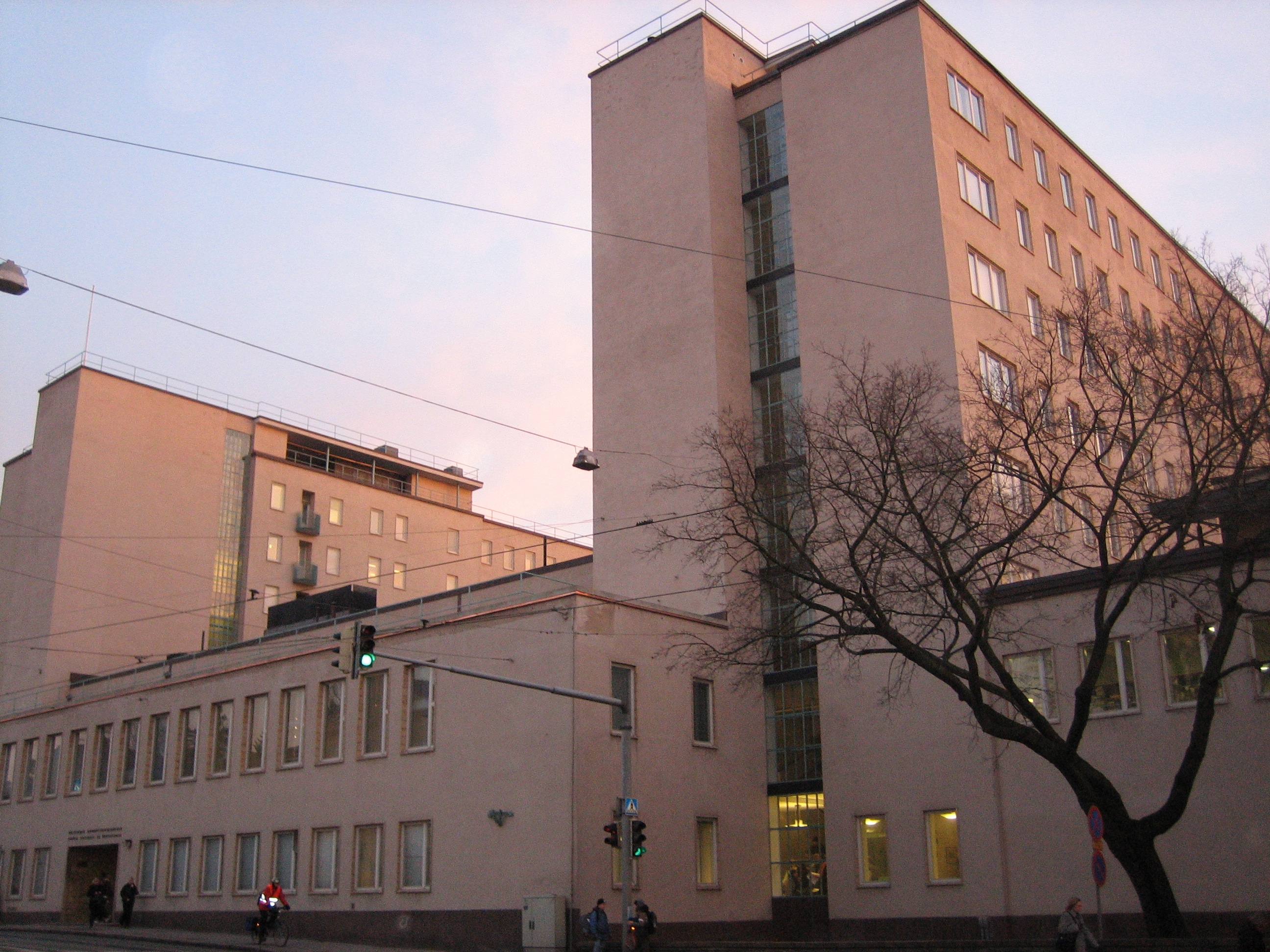
Уно Ульберг. Гельсінська політехніка
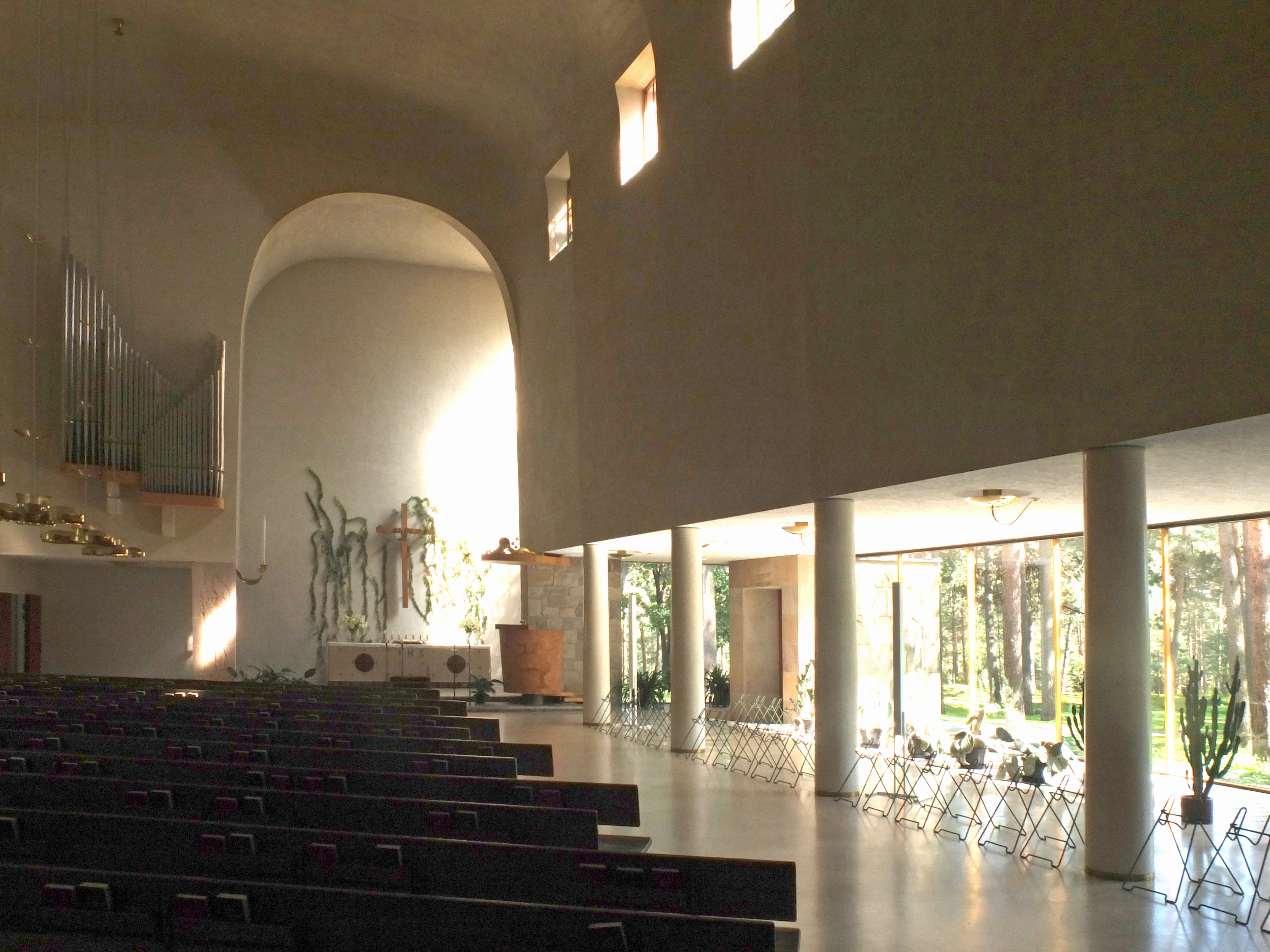
Ерік Брігман. Каплиця Преображення, 1941 р., Турку, Фінляндія

## Органічна архітектура (Рейма Пієтіля)

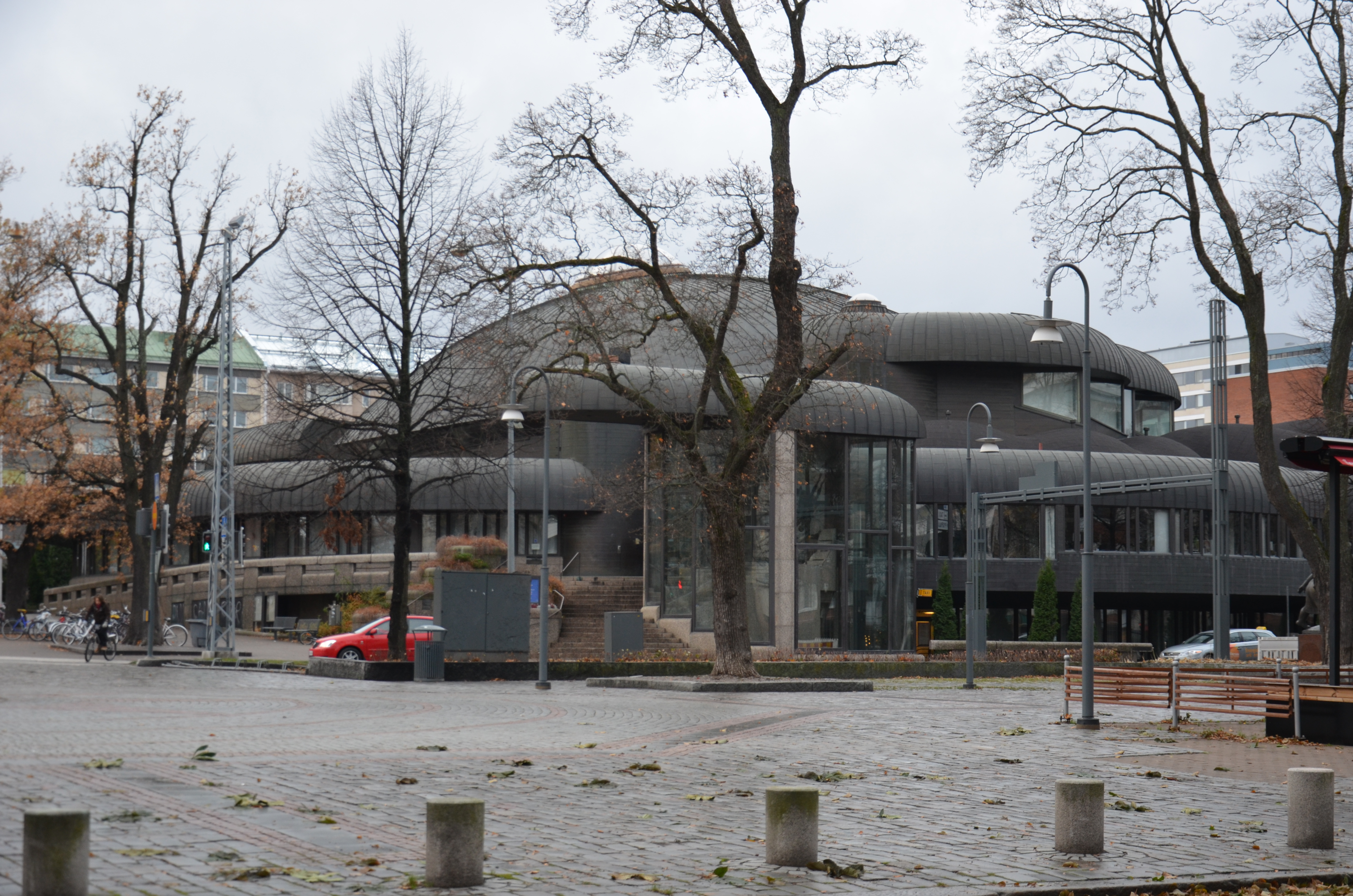
Арх.Рейма Пієтіля. Головна бібліотека Метсо в Тампере

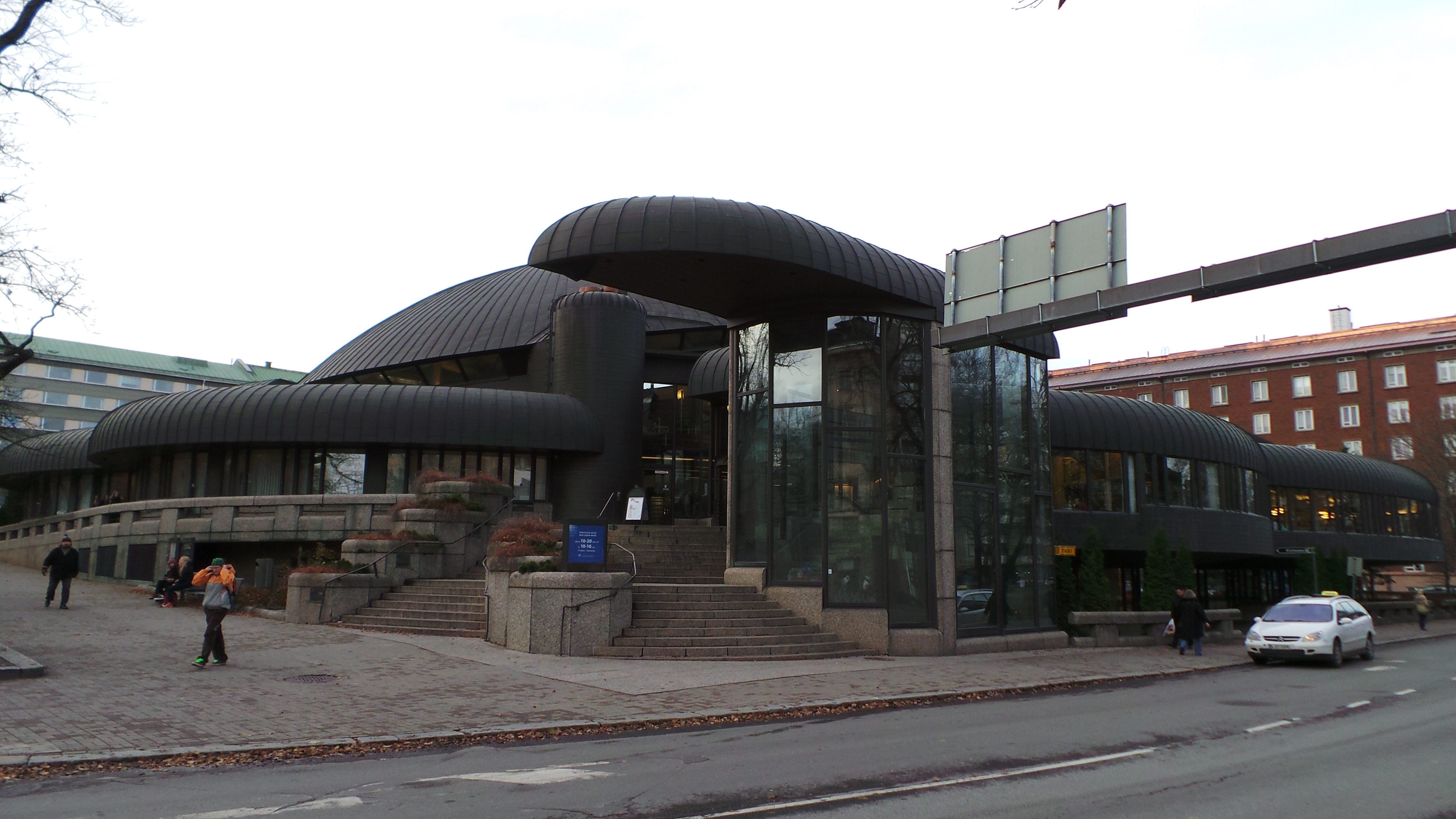
Арх.Рейма Пієтіля.Головна бібліотека Метсо в Тампере в міській забудові
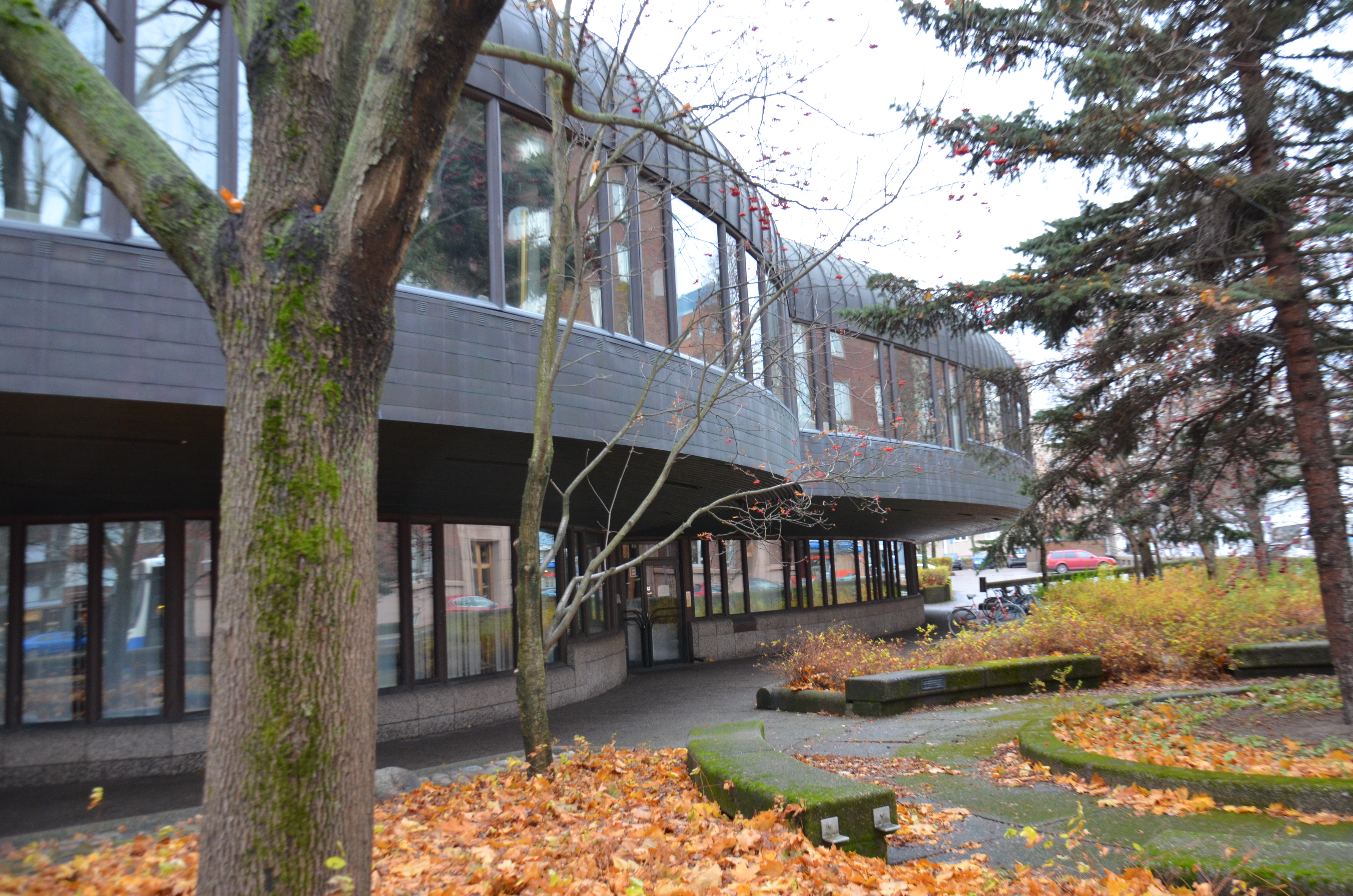
Головна бібліотека Метсо в Тампере, фасад на садок, фото жовтень 2014 р.
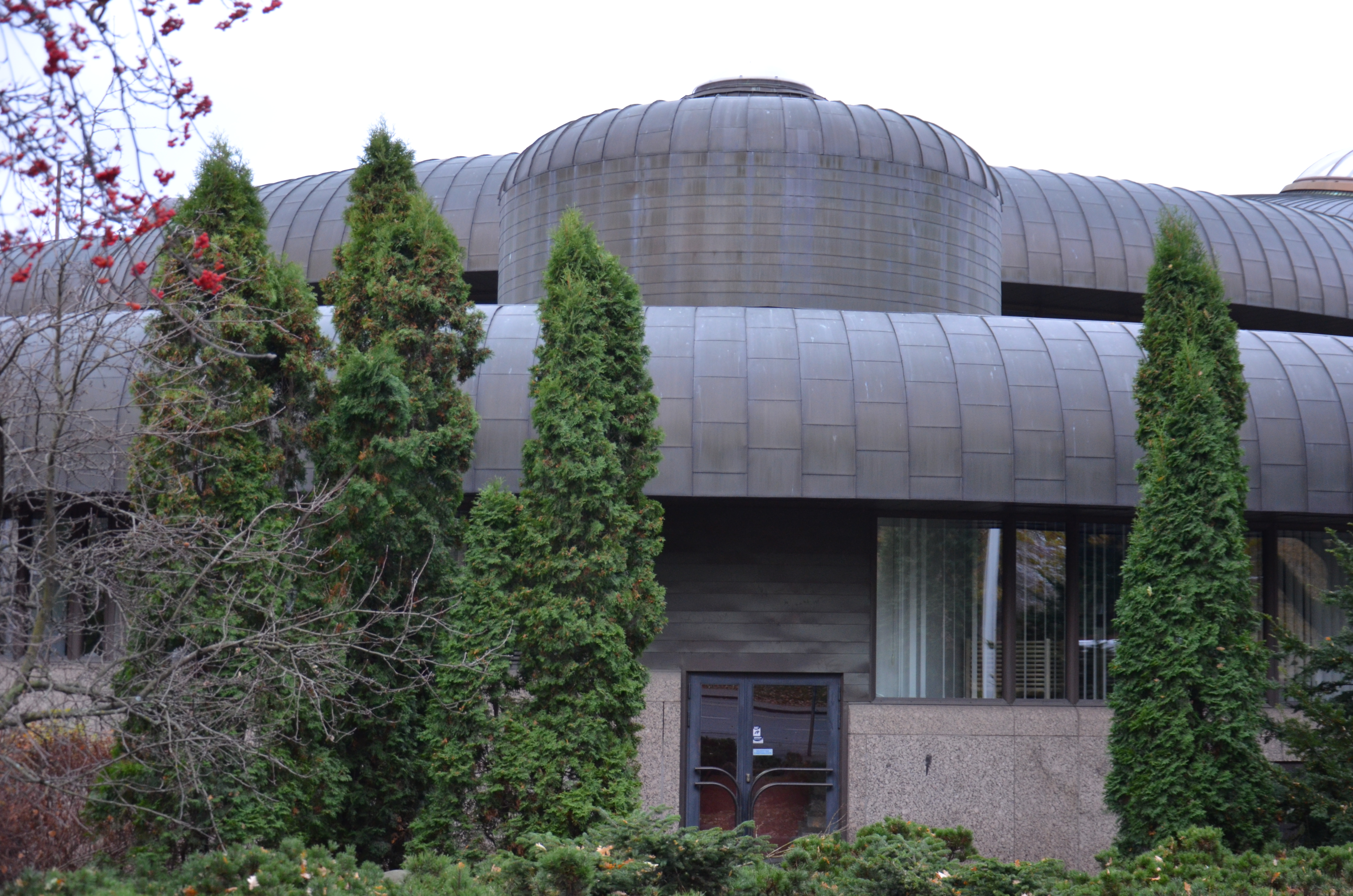
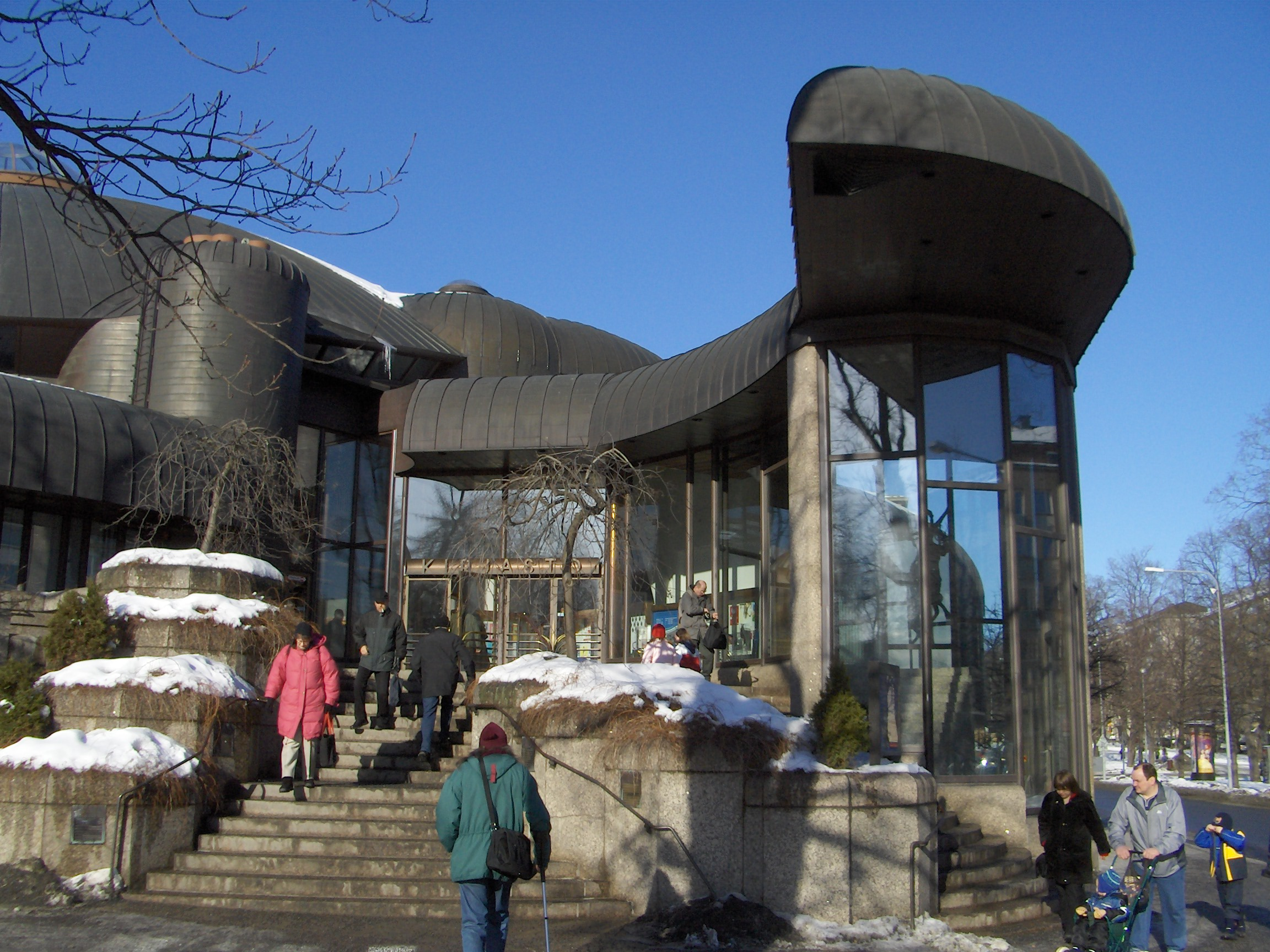
Арх. Рейма Пієтіля. Головна бібліотека Метсо в Тампере, вхід